# قصر الأمير محمد علي بالمنيل
قصر الأمير محمد علي بالمنيل أو قصر المنيل أو متحف قصر محمد علي بالمنيل أو متحف قصر المنيل هو أحد قصور العهد الملكي في مصر ذات الطابع المعماري الخاص. بدأ بناء القصر عام 1901، ويقع بجزيرة منيل الروضة بالقاهرة على مساحة 61711 متر² منها 5000 متر تمثل مساحة المباني. يعد القصر تحفة معمارية فريدة كونه يضم طرز فنون إسلامية متنوعة ما بين فاطمي ومملوكي وعثماني وأندلسي وفارسي وشامي، ويشتمل القصر على ثلاث سرايات هي: سراي الإقامة، وسراي الاستقبال، وسراي العرش، بالإضافة إلى المسجد، والمتحف الخاص، ومتحف الصيد، وبرج الساعة، ويحيط به سور على طراز أسوار حصون القرون الوسطى، فيما تحيط بسراياه من الداخل حدائق تضم مجموعة نادرة من الأشجار والنباتات، ويستخدم القصر حالياً كمتحف.
كان القصر ملكاً للأمير محمد علي الابن الثاني للخديوي توفيق، وشقيق الخديوي عباس حلمي الثاني. والذي شغل منصب ولي العهد ثلاث مرات، كما كان أحد الأوصياء الثلاثة على العرش في الفترة ما بين وفاة الملك فؤاد الأول وتولي ابن عمه الملك فاروق سلطاته الدستورية عند إكماله السن القانونية. اختار أرض القصر الأمير محمد علي بنفسه، وأنشأ في البداية سراي الإقامة ثم أكمل بعدها باقي السرايا، وقام الأمير بوضع التصميمات الهندسية والزخرفية، والإشراف على البناء، فيما قام بالتنفيذ المعلم محمد عفيفي، وأوصى الأمير أن يتحول القصر بعد وفاته إلى متحف.

## المنشئ

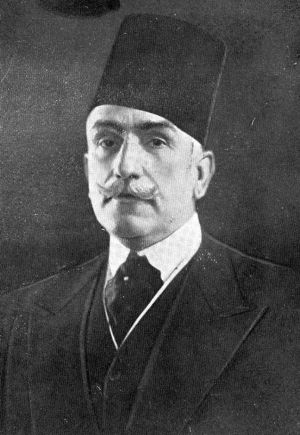
الأمير محمد علي

منشئ القصر هو الأمير محمد علي الابن الثاني للخديوي توفيق ابن الخديوي إسماعيل، وأمه هي الأميرة أمينة نجيبة إلهامي كريمة إبراهيم إلهامي باشا ابن عباس الأول، أما أشقاؤه وشقيقاته فهم الخديوي عباس حلمي الثاني، الأميرة نازلي هانم، الأميرة خديجة هانم، الأميرة نعمة الله. ولد الأمير محمد علي في 9 نوفمبر 1875م/11 شوال 1292هـ بالقاهرة وشب محباً للعلوم فدخل المدرسة العلية بعابدين ليحصد العلوم الابتدائية، وفي سنة 1884 توجه إلى أوروبا لتلقي العلوم العالية فدخل مدرسة هكسوس العالية بسويسرا ثم دخل مدرسة ترزيانوم بالنمسا بناءً على أوامر والده لتلقي العلوم العسكرية. وعاد إلى مصر عقب وفاة والده سنة 1892. ومنذ كان شاباً شُهد له بالحكمة ورجاحة العقل وظهر عليه ميله إلى العلم وحب الآداب والفنون خاصة الإسلامية.
شغل الأمير محمد علي منصب ولي العهد ثلاث مرات، الأولى في عهد أخيه الخديوي عباس حلمي الثاني حتى رزق الخديوي بابنه الأمير محمد عبد المنعم، وعقب خلع عباس حلمي الثاني طلبت السلطات البريطانية من الأمير محمد علي مغادرة مصر والإقامة بالخارج، فقطن في مونتريه بسويسرا إلى أن وافق السلطان أحمد فؤاد الأول على عودته إلى مصر، وعينه لاحقاً ولياً للعهد للمرة الثانية حتى رزق السلطان بابنه الأمير فاروق، ثم اختير كأحد الأوصياء الثلاثة على العرش في الفترة ما بين وفاة الملك أحمد فؤاد الأول وتولي ابن عمه الملك فاروق سلطاته الدستورية عند إكماله السن القانونية، ثم عُين ولياً للعهد للمرة الثالثة والأخيرة في عهد الملك فاروق إلى أن رزق الملك بابنه الأمير أحمد فؤاد الثاني.:400 وانتقل الأمير محمد علي إلى جوار ربه في 17 مارس 1954 في لوزان بسويسرا عن عمر ناهز الثمانين عاماً، وكان من وصيته أن يدفن في مصر، فدفن في مدافن العائلة المالكة بالدراسة «قبة أفندينا».

## المهندس
اختار أرض القصر الأمير محمد علي بنفسه لكي يقيم عليها قصره، وأنشأ في البداية سراي الإقامة ثم أكمل بعدها باقي السرايا، وقام الأمير بوضع التصميمات الهندسية والزخرفية، وأشرف على كل خطوات التنفيذ، فيما قام بالتنفيذ المعلم محمد عفيفي. واستدل على ذلك من العبارة المحفورة على مدخل القصر ونصها: «قصر محمد علي بالمنيل، أنشأ هذا القصر الأمير محمد علي نجل محمد توفيق، إحياء للفنون الإسلامية وإجلالًا لها، ابتكر هندسة البناء وزخرفته الأمير وقام بالتنفيذ المعلم محمد عفيفي وتم ذلك عام 1348 من الهجرة».

## التاريخ

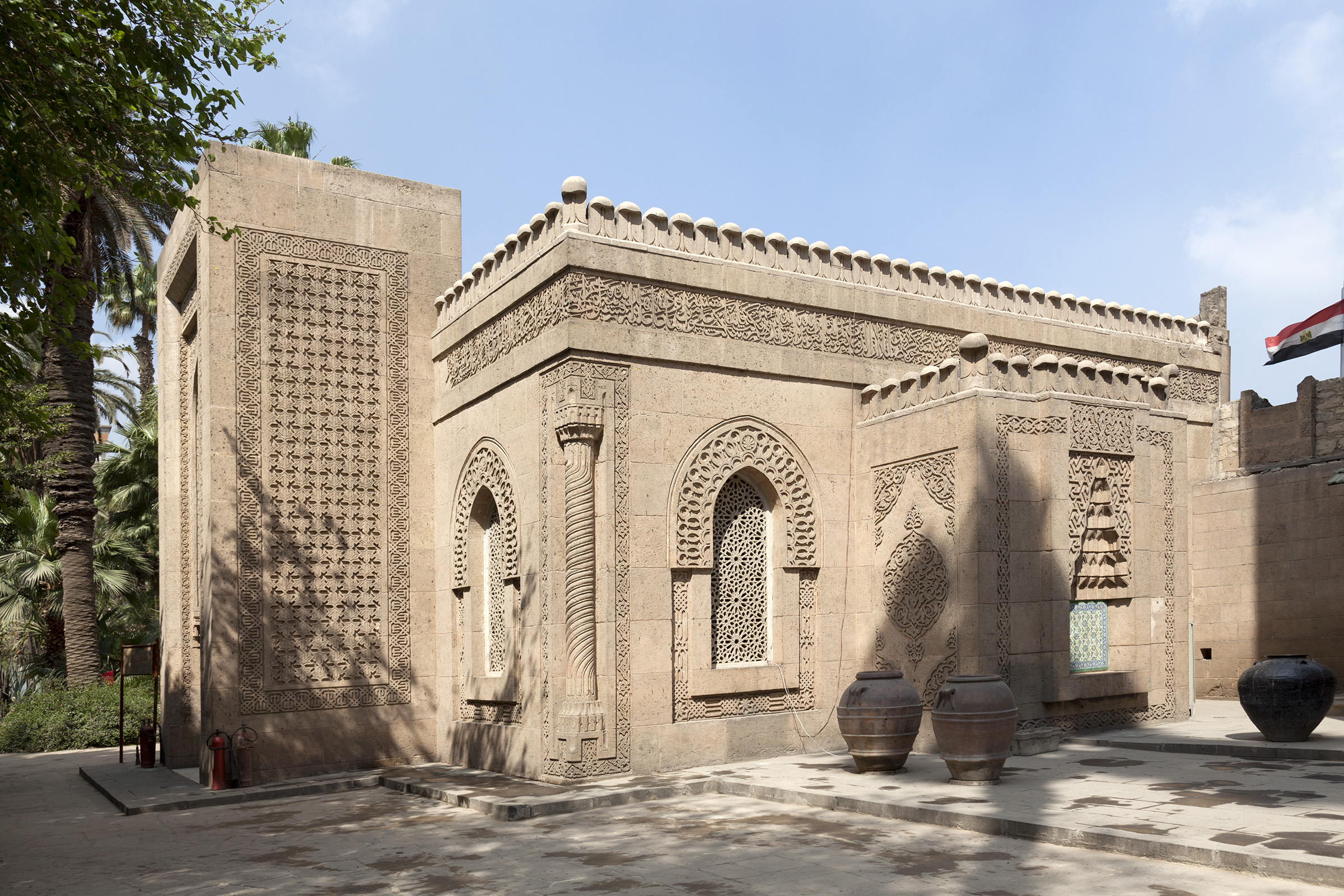
المسجد

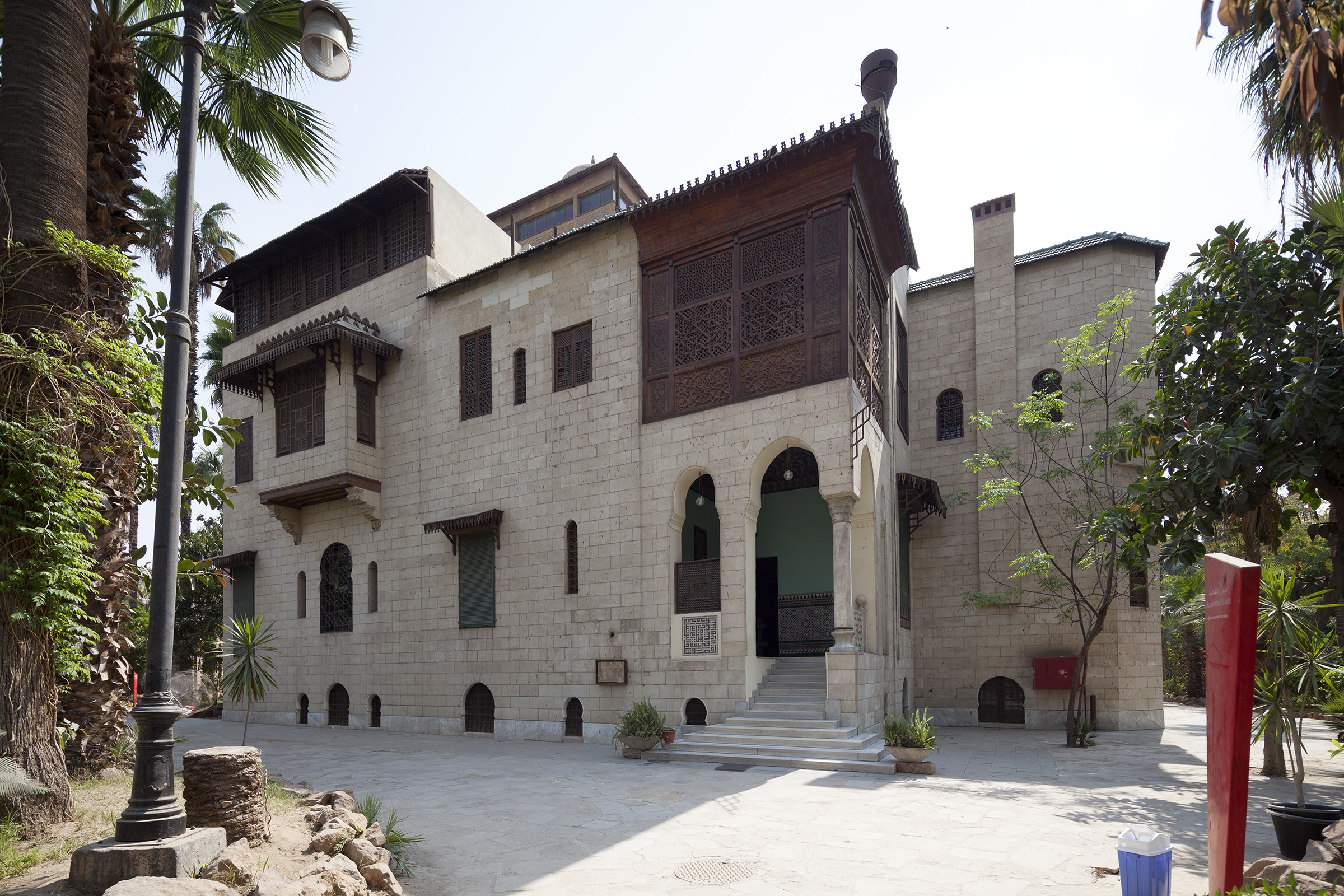
سراي الإقامة

تناقلت ملكية الأرض المقام عليها القصر بين أفراد العائلة الملكية وكبار الشخصيات الأجنبية في مصر فكانت ملكاً للأمير مصطفى فاضل باشا والأمير أحمد رفعت باشا ثم انتقلت ملكيتها إلى الخديوي إسماعيل ثم السيد الوي ماري جوزيف ثم الدوق إدمون، وفي عام 1888 تنازل الدوق إدمون عن ممتلكاته إلى أحد الرعايا الفرنسيين في مصر ويدعى جان كلود ارشيد، وفي عام 1902 اشتراها الأمير محمد علي، وبدأ في بناء قصره عام 1901. خلال العهد الملكي أقام الأمير محمد علي العديد من الحفلات والاجتماعات بالقصر التي دعا لها كبار رجال الدولة الباشوات والبكوات من الوزراء والوجهاء والأدباء والصحفيين. وأوصى الأمير أن يكون القصر بعد وفاته متحفاً يستمتع بجمال فنونه الزائرون. وعقب قيام ثورة 1952 وتأميم أملاك أسرة محمد على باشا، عهد بالقصر إلى إدارة الأموال المستردة والتي قامت بتسليم محتوياته عام 1964 إلى الشركة المصرية للسياحة والفنادق، التي قامت بدورها بتشييد فندقاً باسم «فندق قصر المنيل أو فندق منيل بالاس» في حديقة القصر، وكان عبارة عن شاليهات من الخشب الحبيبي بارتفاع طابقين تضم 180 غرفة مزدوجة. وبصدور قانون قطاع الأعمال رقم 203 لسنة 1991، أدخل الفندق ضمن ممتلكات الشركة القابضة للإسكان والسياحة والفنادق والسينما، مما خلق نزاعاً بين إدارة الأموال والمستردة والشركة القابضة انتهى بإصدار رئيس مجلس الوزراء قراراً بتسليم حديقة القصر لإدارة المتحف وهدم الشاليهات الخشبية التي تشوه جمال القصر.

## التصميم

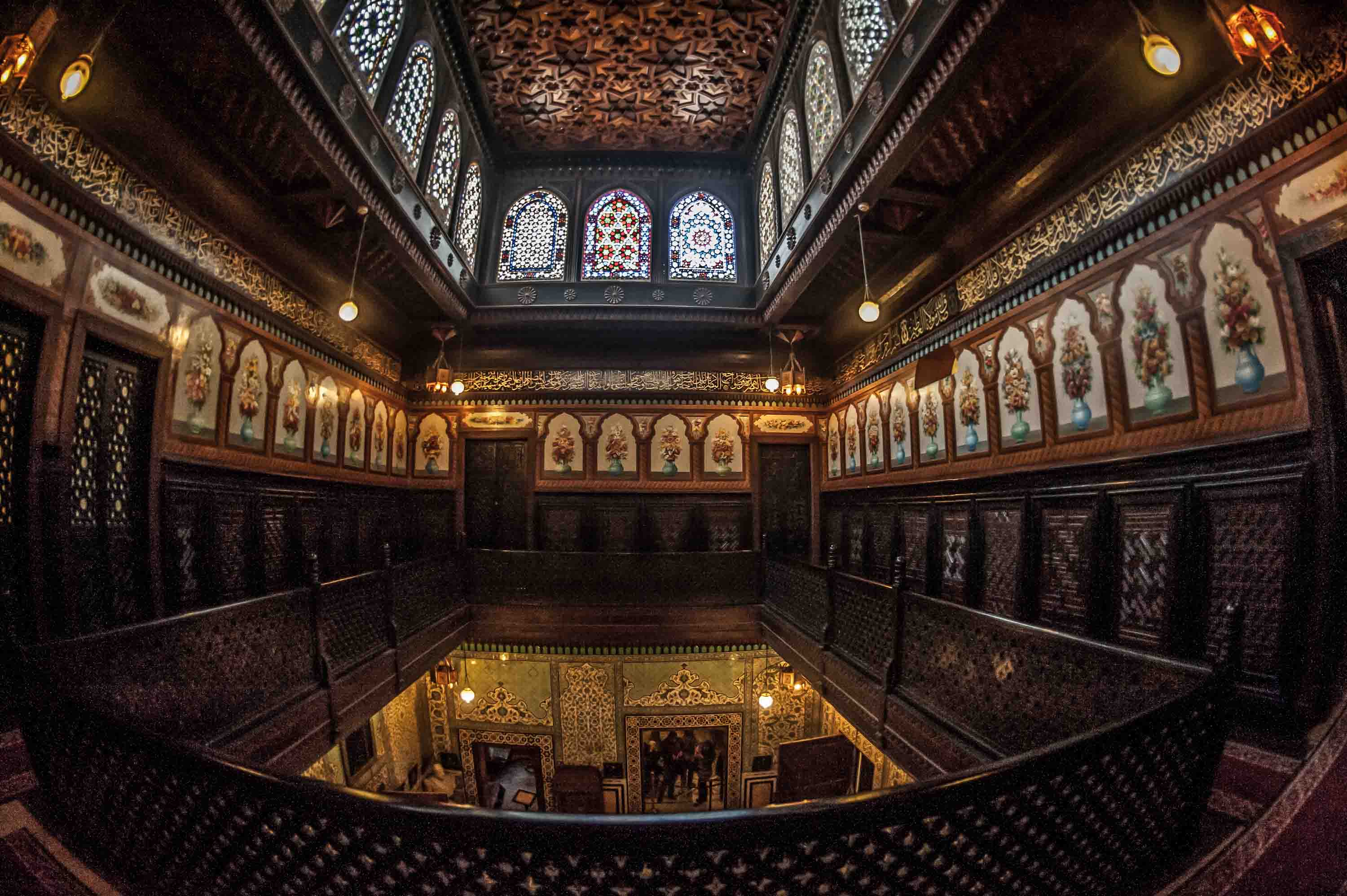
سراي الإقامة

يقع القصر في شمال جزيرة الروضة على فرع مطلاً على فرع صغير لنهر النيل أمام قصر العيني، وتبلغ المساحة الكلية للقصر حوالي 61711 متر² منها 5000 متر تمثل مساحة المباني بما فيها السرايات، وباقي المساحة خصصت للحدائق والطرق الداخلية. تنطلق قيمة القصر من كونه بناء فريد يضم طرز فنون إسلامية متنوعة ما بين فاطمي ومملوكي وعثماني وأندلسي فارسي وشامي، ويشتمل القصر على ثلاث سرايات هي: سراي الإقامة، وسراي الاستقبال، وسراي العرش، بالإضافة إلى المسجد، والمتحف الخاص، ومتحف الصيد، وبرج الساعة، ويحيط به سور على طراز أسوار حصون القرون الوسطى.:152:155
- سراي الاستقبال: كان الغرض منها استقبال الضيوف الرسميين، وتحتوي على تحف نادرة منها سجاد وأثاث ومناضد عربية مزخرفة، وتتكون السراي من طابقين، الأول يضم حجرة التشريفة لاستقبال الشخصيات الرسمية وكبار رجال الدولة والسفراء وحجرة استقبال كبار المصلين مع الأمير في مسجده بالقصر، والثاني العلوي يضم قاعتان كبيرتان صممت إحداهما على الطراز المغربي حيث كسيت جدرانها بالمرايا والبلاطات القيشاني، أما القاعة الأخرى فصممت على الطراز الشامي حيث كسيت الجدران ومعها السقف بأخشاب عليها زخارف هندسية ونباتية ملونة دقيقة التنفيذ بجانب كتابات قرآنية وأبيات من الشعر.[4][18]:152:153
- سراي الإقامة: هي السراي الرئيسية وأول المباني التي تم تشييدها، وكانت مقر لإقامة الأمير وتتكون من طابقين يصل بينهما سلم دقيق الصنع. الطابق الأول يضم بهو النافورة، حجرة الحريم، الشكمة، حجرة المرايات، حجرة الصالون الأزرق، حجرة صالون الصدف، حجرة الطعام، حجرة المدفئة، ومكتب ومكتبة الأمير. وتختلف قاعات السراي فيما بينها بالنسبة للزخارف والمقتنيات من تحف ومعروضات ما بين أثاث وسجاد وصور ولوحات زيتية ومجوهرات، وتعتبر السراي متحفاً لأنواع البلاطات القيشاني التركي، وملحق بها برج يطل على أهم معالم القاهرة والجيزة.[4][18]:154[19]
- سراي العرش: تتكون السراي من طابقين، السفلي ويطلق عليه قاعة العرش وهو عبارة عن قاعة كبيرة بها طاقم خشبي مذهب من الكنب والكراسي المكسو بالقطيفة، وبها صور كبيرة لبعض حكام مصر من أسرة محمد علي، بجانب صور لمناظر طبيعية من القاهرة والجيزة، وكان الأمير يستقبل ضيوفه في هذه القاعة في المناسبات مثل الأعياد. أما الدور العلوي فمكون من قاعتان للجلسات الشتوية، وحجرة نادرة مخصصة لمقتنيات إلهامي باشا وهو جد الأمير محمد علي لأمه، ويطلق عليها حجرة الأوبيسون لأن جميع جدرانها مغطاه بنسيج الأوبيسون الفرنسي.[4][18]:154
- القاعة الذهبية: ويطلق عليها صالون الوصاية، وكانت تستخدم للاحتفالات الرسمية، ورغم خلوها من التحف إلا أنها تعد تحفة فنية قائمة بذاتها لما نقش على جدرانها وسقفها من زخارف نباتية وهندسية مذهبة غاية في الدقة. ونقل الأمير محمد علي هذه القاعة من منزل جده إلهامي باشا والذي شيدها أساساً لتليق بشرق استقبال السلطان عبد المجيد الأول الذي حضر لتكريم إلهامي باشا بعد انتصاره على الإمبراطورية الروسية في حرم القرم. وأطلق عليها القاعة الذهبية بسبب تنفيذ زخارف جميع جدرانها وسقفها بالذهب على طراز الروكوكو العثماني والأعمدة على شكل نخيل ذو لمسة مصرية.[4][18]:155
- المسجد: شيد المسجد على الطراز العثماني ويعتبر من المنشآت المتميزة معمارياً وفنياً، ويتكون من إيوانين، نفذ سقف الإيوان الشرقي على شكل قباب صغيرة من الزجاج الأصفر فيما حلي الإيوان الغربي بزخرفه شعاع الشمس أما المنبر والمحراب فمنفذان بالذهب فيما كسيت الجدران ببلاطات قيشاني على بعضها كتابات.[17][18]:153
- برج الساعة: شيد على نمط الأبراج الأندلسية والمغربية التي كانت تستخدم للمراقبة وإرسال الرسائل بواسطة النار ليلاً والدخان نهاراً وأُلحق بها ساعة كبيرة.[18]:153 كتب علة البرج بالخط الكوفي، ويحتوي على ساعة من نفس طراز الساعة المثبتة في واجهة محطة مصر، لكن مع اختلاف العقارب، حيث تتميز ساعته بأن عقاربها على هيئة أفاعي.[2]
- المتحف الخاص: يقع في الجهة الجنوبية من القصر ويتكون من خمسة عشر قاعة يتوسطها فناء به حديقة صغيرة، ويعرض مجموعات نادرة من السجاد والمخطوطات العربية النادرة وصور زيتية لبعض أفراد أسرة محمد علي بجانب لوحات لمناظر طبيعية، وتحف معدنية، وتحف زجاجية من الكريستال، ومجموعة من أدوات الكتابة والملابس والمفارش والأثاث والشمعدانات.
  - القاعة الأولى: تعرض المخطوطات النادرة والتفاسير القرآنية ولوحات خطية استخدمت فيها زخارف نباتية وطيور.
  - القاعة الثانية: تعرض الأدوات الكتابية من بوص وعاج ومعدن ومقصات ومحابر.
  - القاعة الثالثة: تعرض مجموعة المفارش والمناديل الحرير، ومجموعة من الصناديق القديمة المطعمة بالصدف.
  - القاعة الرابعة: تعرض مجموعة من الأسلحة البيضاء والنارية وسيوف وخناجر عربية وعثمانية.
  - القاعة الخامسة: هي أكبر قاعات المتحف، وتعرض مجموعة من السجاد النادر من الطرز المختلفة.
  - القاعة السادسة: بها تسع فتارين تحوي فناجين الشاي والأكواب والدوارق والزهريات.
  - القاعة السابعة: هي قاعة صغيرة زخرف سقفها على شكل سجادة، وتعرض مجموعة أنسجة السيرما وسجادة صممت على شكل ليرة تركية.
  - القاعة الثامنة: تعرض نماذج للأزياء التركية لكافة الفئات ومجموعة من الأحزمة الحريمي المطعمة بالياقوت والمرجان والكهرمان.
  - القاعة التاسعة: تتوسطها فترينة هرمية الشكل بها مقتنيات خاصة بالأمير مطعمة بالماس ومجموعة من هدايا ملوك الدول.
  - القاعة العاشرة: تعرض مجموعات من الأواني والمقتنيات ذات التلبيسات الفضية والزهريات والشمعدانات.
  - القاعة الحادية عشر: بها صوان يعرض به أوان من البورسلين مختلفة الأشكال والأحجام ونماذج لسجاد صغير الحجم.
  - القاعة الثانية عشر: يطلق عليها القاعة الصيفية، على جدارها الجنوبي الغربي مجموعة من رؤوس الأسود الرخامية التي تتساقط المياه من أفواهها، وبالجدار المقابل شرفه بعرض الحائط من الزجاج الملون.
  - القاعة الثالثة عشر: تعرض التحف المعدنية، وعلى جدرانها مجموعة من السيرما.
  - القاعة الرابعة عشر: تعرض أوان وأطقم شاي وقهوة من البورسلين عليها زخارف نباتية ملونة.[18]:155[20]
- متحف الصيد: أضيف المتحف إلى القصر في عام 1963 عبر اختيار ممر طويل بجانب السور الشمالي وتحويله إلى متحف للصيد، ويعرض به 1180 قطعة من الحيوانات والطيور والفراشات المحنطة من مقتنيات الصيد الخاصة بالملك فاروق والأمير محمد علي والأمير يوسف كمال، بالإضافة إلى هياكل عظمية لجمل وحصان كانت توضع عليهما كسوة الكعبة أثناء رحلة المحمل وسفر الكسوة من مصر إلى أرض الحجاز، وجماجم وقرون وجلود وأدوات صيد وتحف ولوحات.[18]:154[21][22]
- الحديقة: تبلغ مساحتها 34 ألف متر وتضم مجموعة نادرة من الأشجار والنباتات التي جمعها الأمير محمد علي من أنحاء العالم، منها مجموعة الصبار، وأشجار التين الهندي، وأنواع من النخيل مثل النخيل الملكي ذي الجذوع البيضاء، وأشجار البامبو، وشجرة الفيكس، وغيرها.[2][4]

## الترميم
في عام 2005 أغلق القصر وبدأت أعمال ترميمه التي استمرت 10 سنوات حتى أعيد افتتاحه في عام 2015. اشتملت أعمال الترميم على إجراء أعمال الصيانة المتكاملة لجميع بنايات القصر بما في ذلك الزخارف والقاعات، وأعمال تنظيف اللوحات والزخارف وترميم المقتنيات الأثرية، بالإضافة إلى إعادة تركيب السقف الأثري بسراي العرش الذي سقط نتيجة عوامل الزمن. واشتمل المشروع أيضاً على إنشاء مبنى إداري يضم معملاً مجهزاً لأعمال الترميم الدقيق، وقاعة للمحاضرات، وأخرى لعرض المنسوجات.

## حالياً
القصر حالياً هو متحف مفتوح للعمارة والفنون الإسلامية الحديثة بأنواعها وزخارفها، وتعرض فيه المقتنيات المختلفة والنادرة للأمير محمد علي، بجانب ذلك تستغل حديقة القصر والقاعة الذهبية لإقامة الحفلات بمقابل مالي. بالإضافة إلى استضافة القصر لورش عمل ثقافية وتعليمية مجانية لطلاب المدارس.

## الوصول والدخول

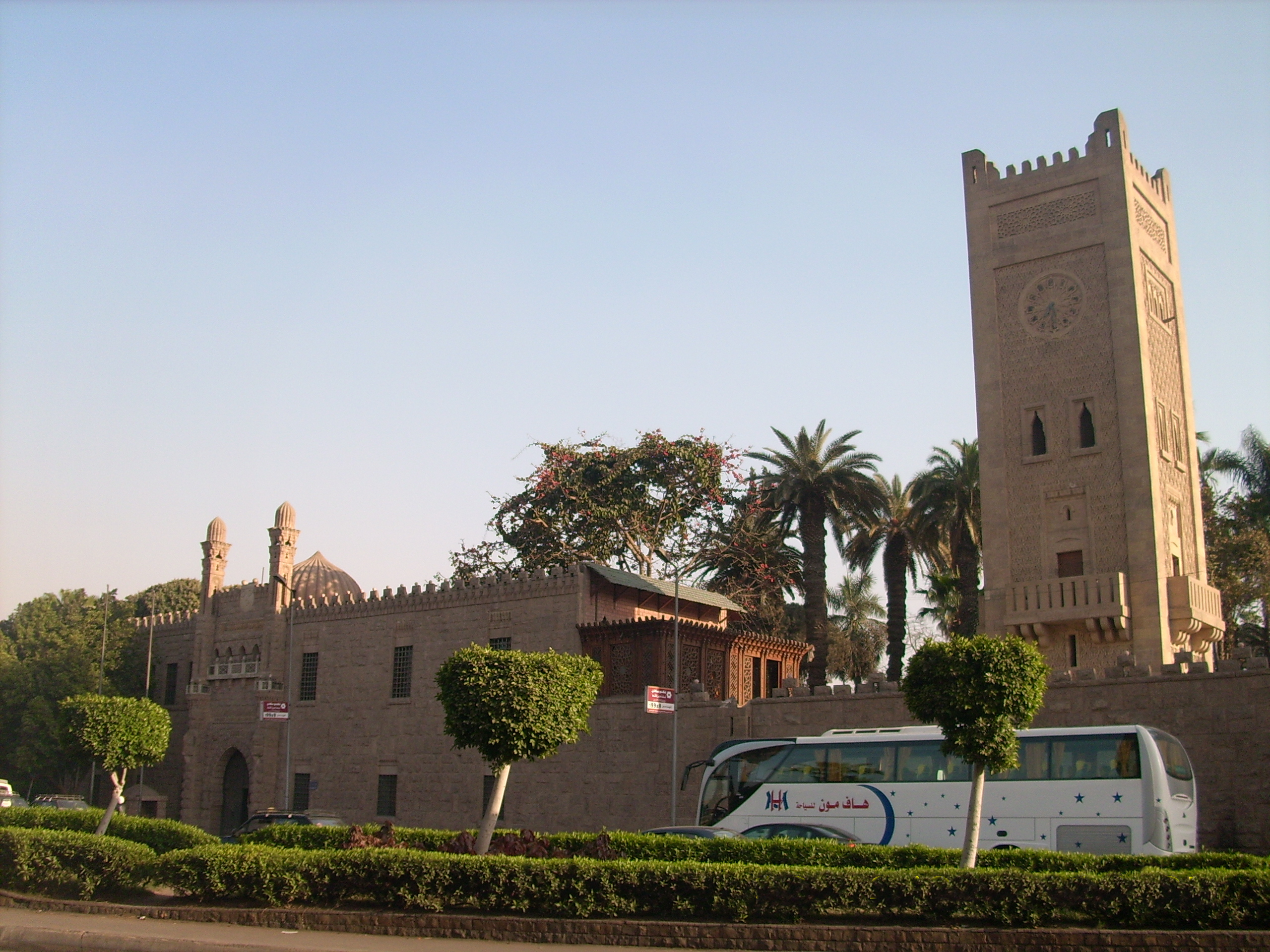
برج الساعة ومدخل القصر

يقع المتحف في قلب مدينة القاهرة وتحديداً بجزيرة منيل الروضة بالقرب من قصر العيني، ويمكن الوصول إليه باستخدام المواصلات العامة أو السيارات الخاصة، أو مترو الأنفاق والخروج من محطة السيدة زينب والمشي لعدة دقائق حتى الوصول إلى القصر. تبدأ مواعيد زيارة القصر من التاسعة صباحاً وحتى الخامسة عصراً.

### أسعار التذاكر
القيمة بالجنيه المصري.
| الزائرين    | الطلبة المصريين والعرب | المصريين والعرب | الطلبة الأجانب | الأجانب | التصوير |
| ----------- | ---------------------- | --------------- | -------------- | ------- | ------- |
| سعر التذكرة | 10                     | 40              | 50             | 120     | 50      |

## الإدارة
يتبع القصر قطاع المتاحف بالمجلس الأعلى للآثار التابع لوزارة الآثار المصرية، ويقوم على شؤونه مدير المتحف وهو المنصب الذي تعاقب عليه عدة شخصيات منهم:
- ولاء الدين بدوي.[6]
- مصطفى عبد الحليم.[19]
- عائشة إبراهيم.[27]
- آمال صديق.[28]

## معرض صور

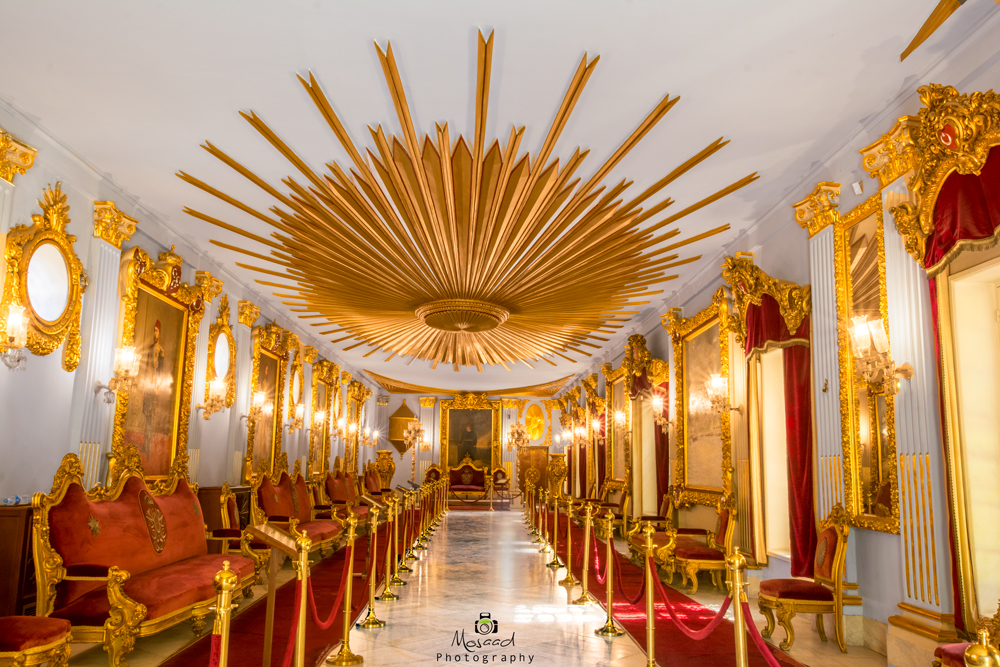
قاعة العرش
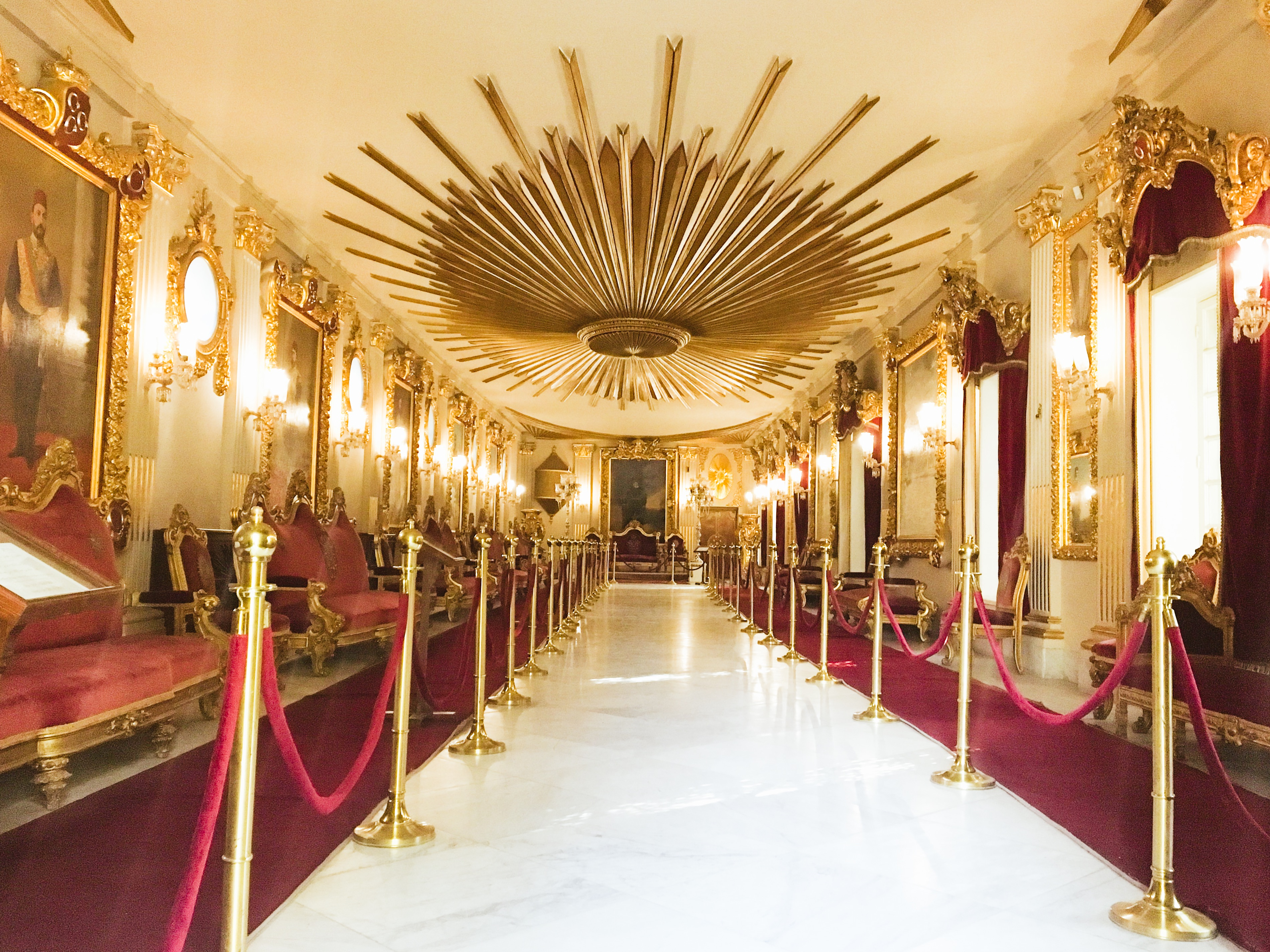
قاعة العرش
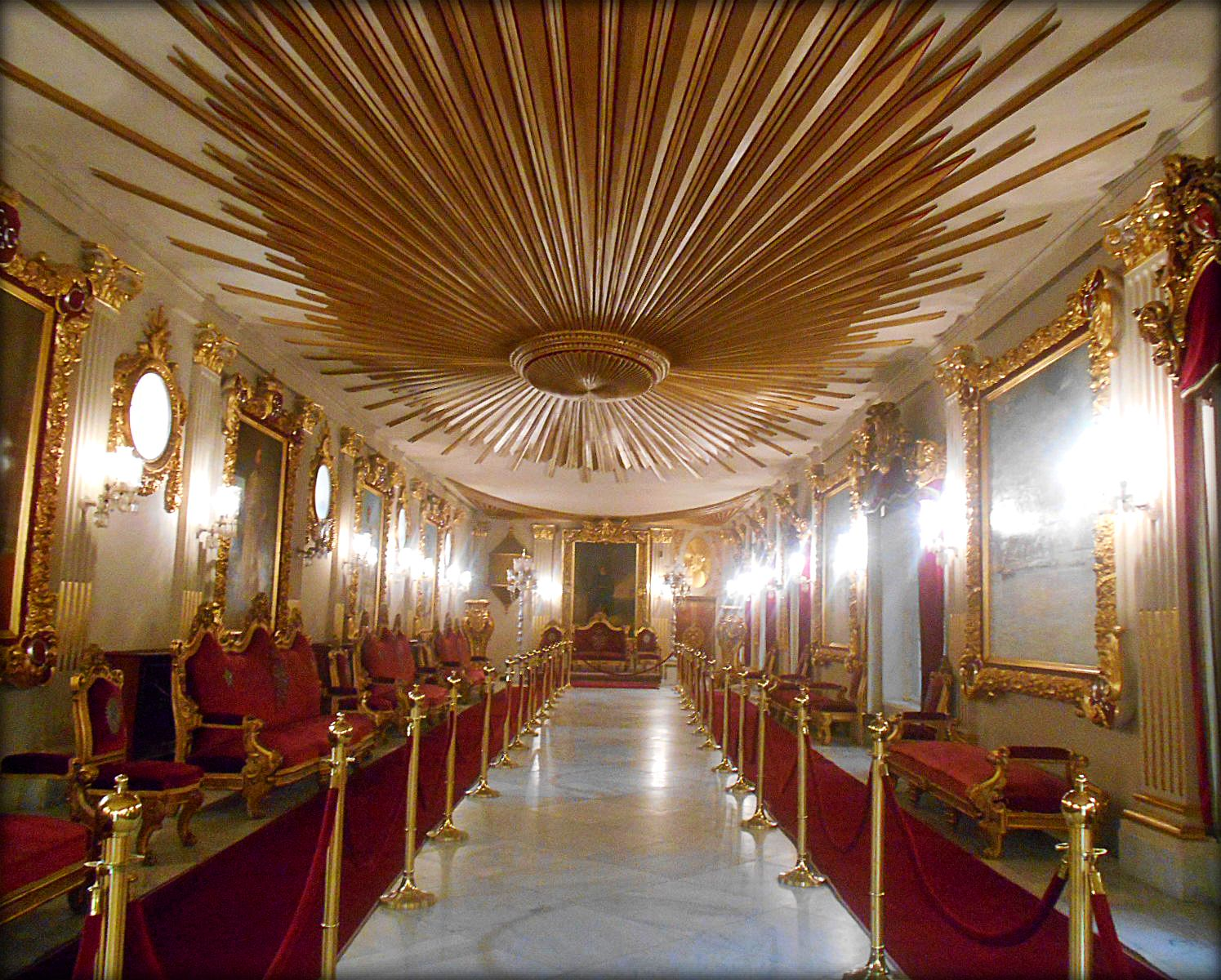
قاعة العرش
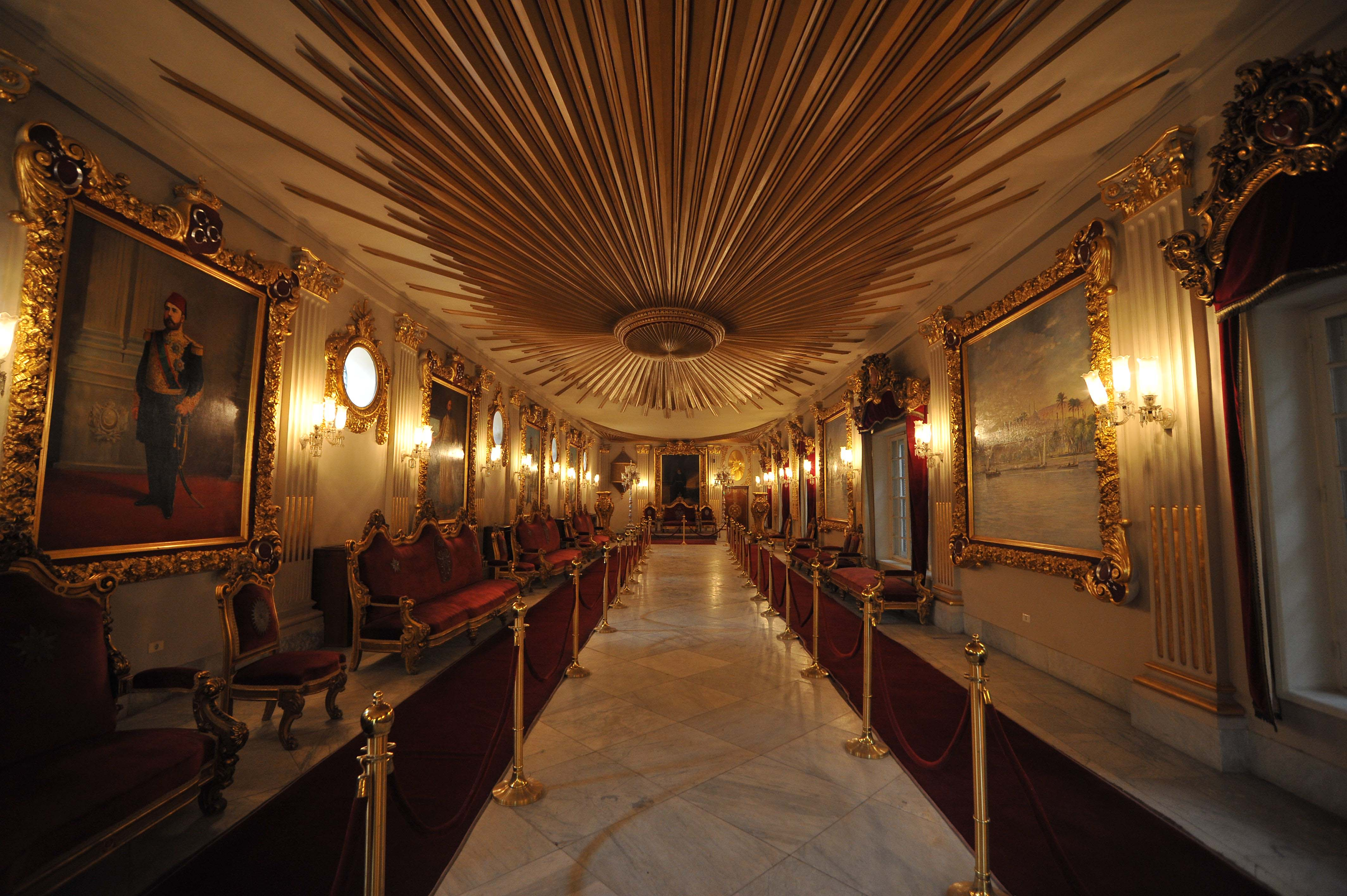
قاعة العرش
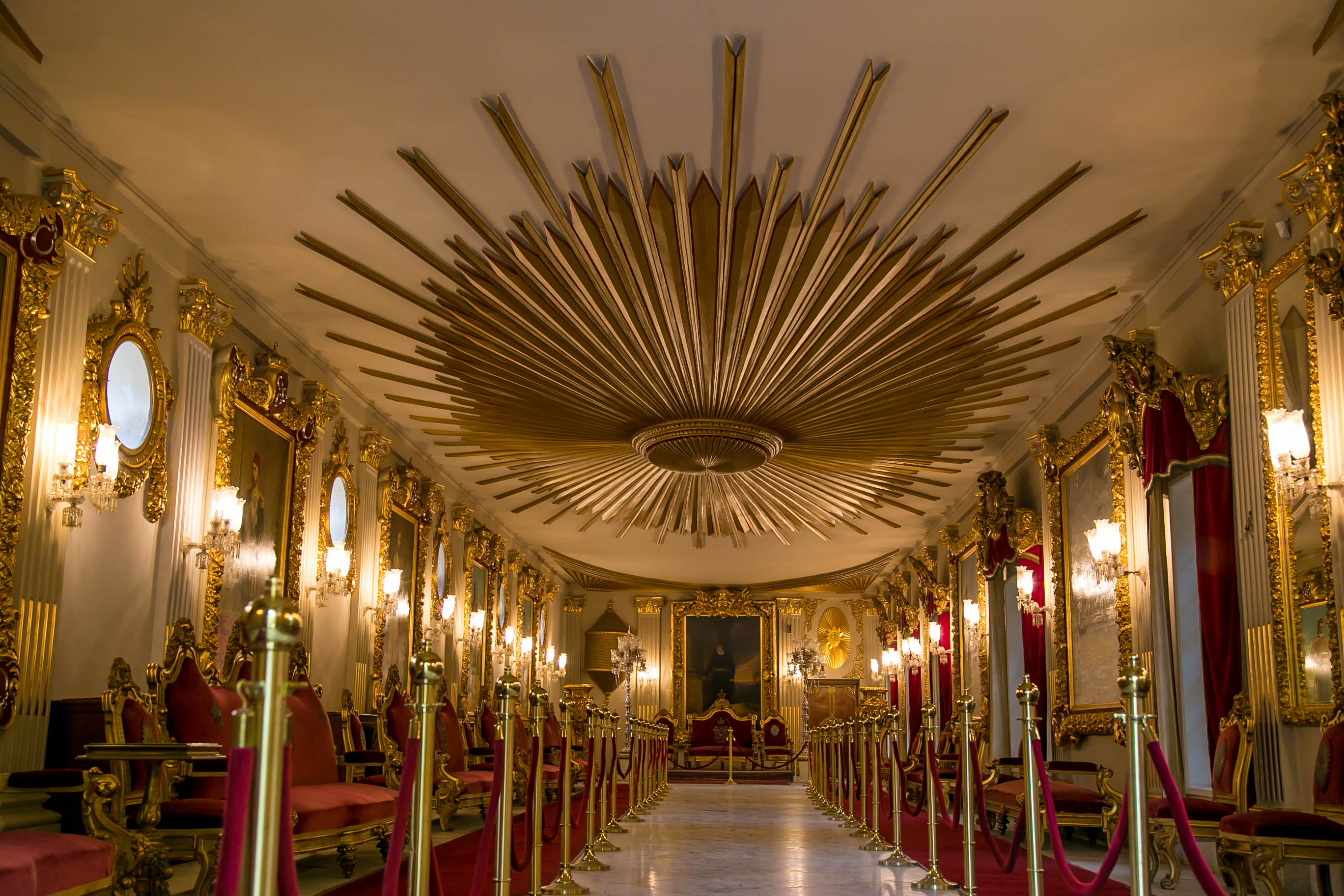
قاعة العرش
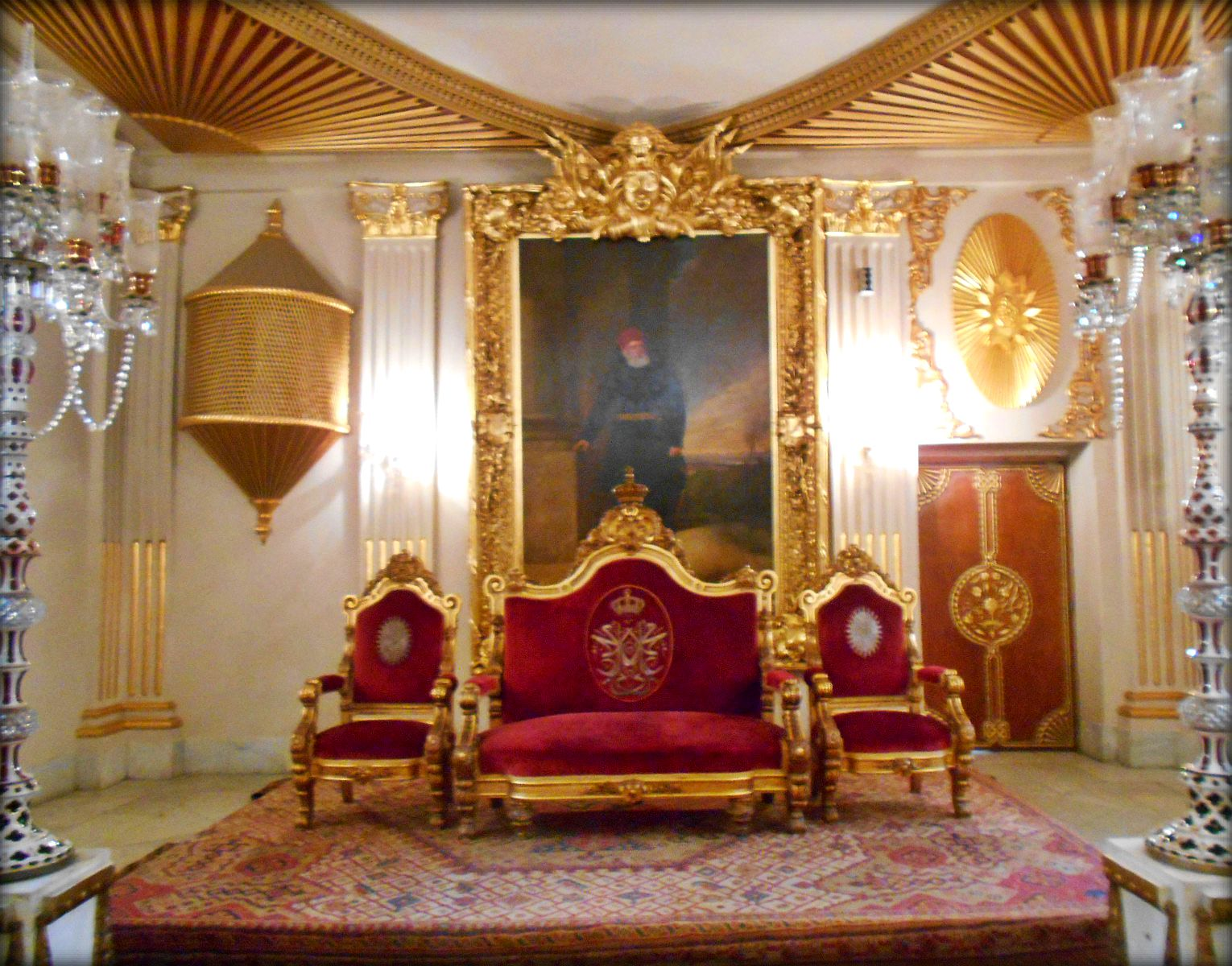
قاعة العرش
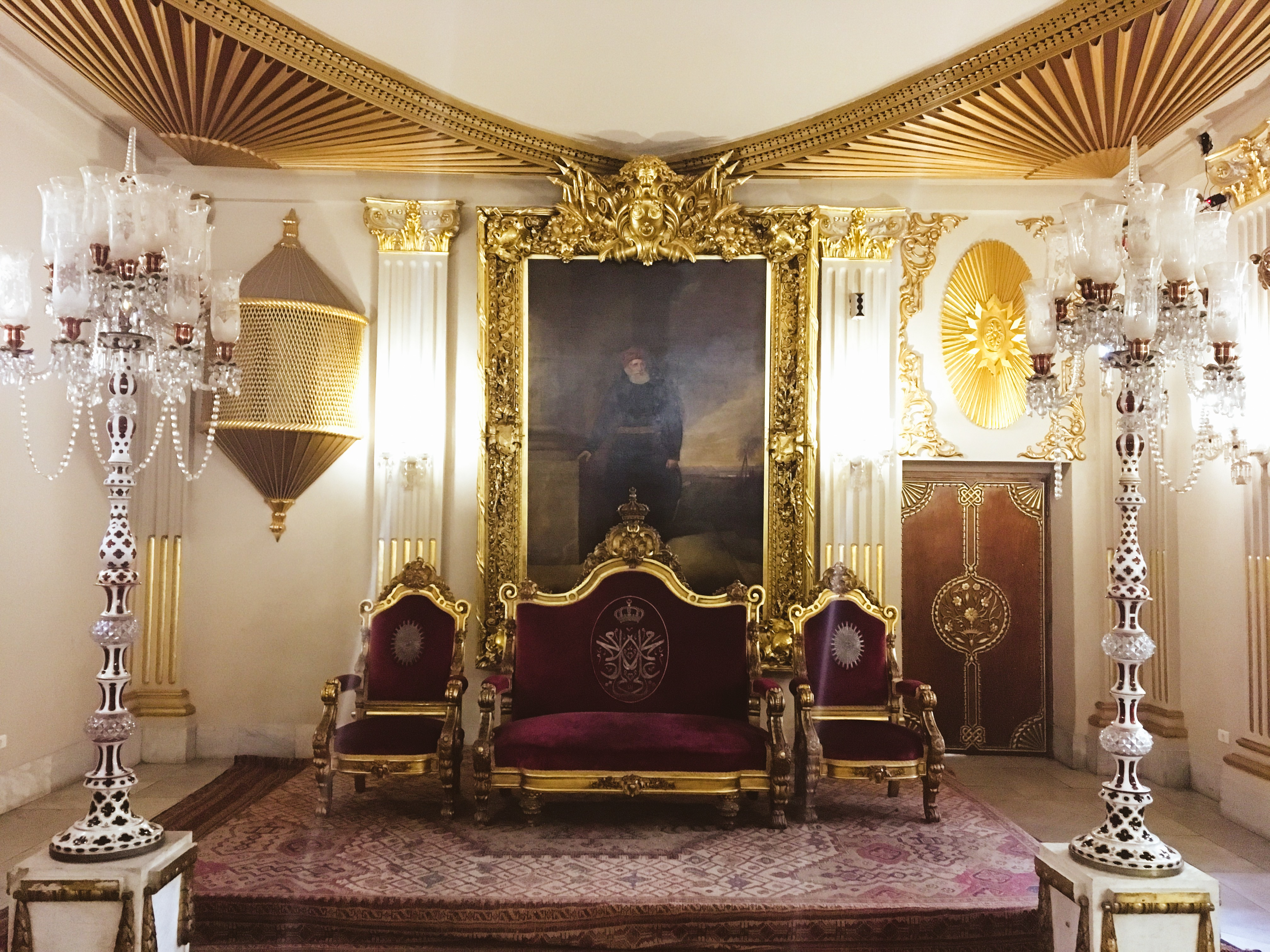
قاعة العرش
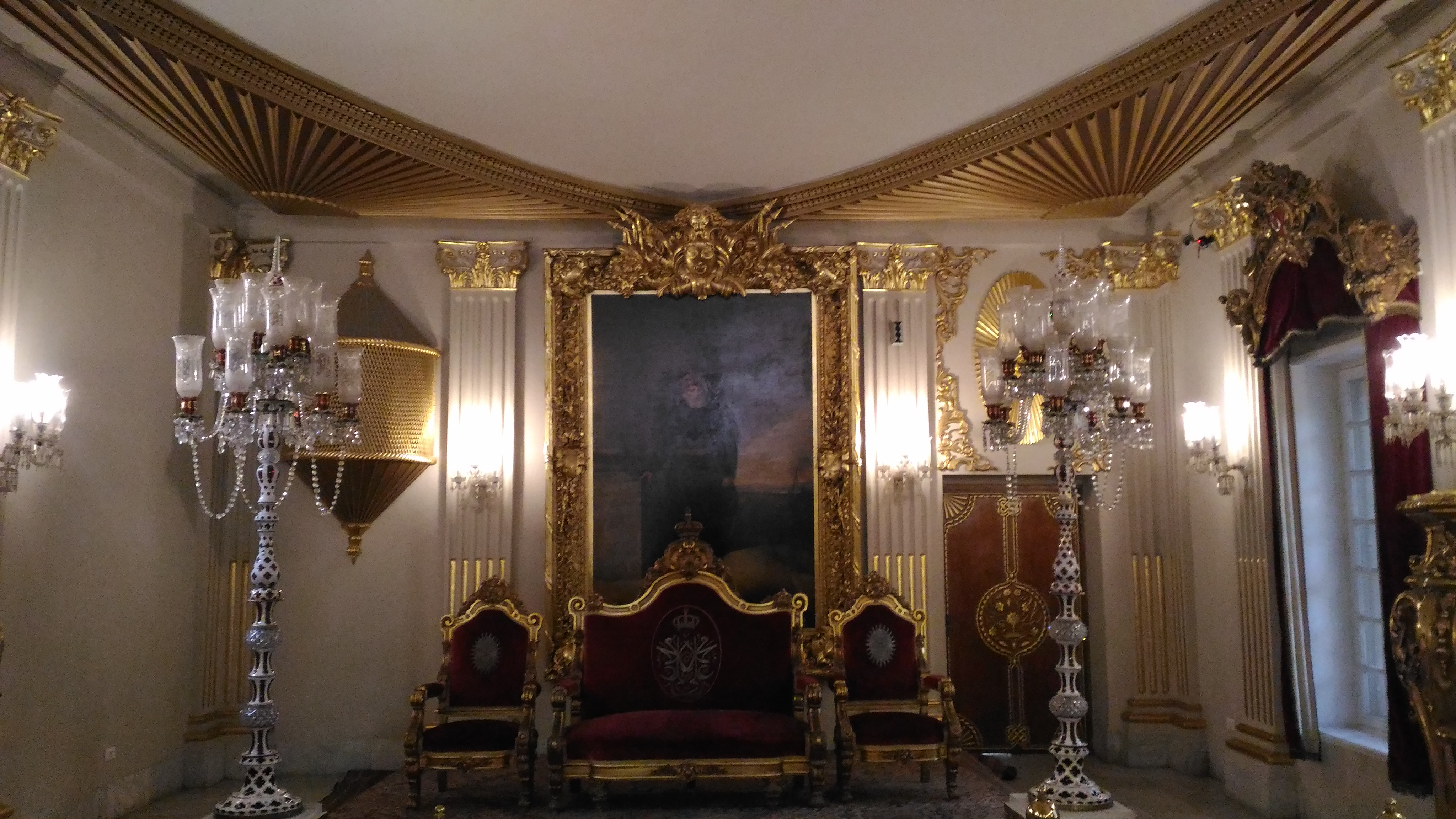
قاعة العرش
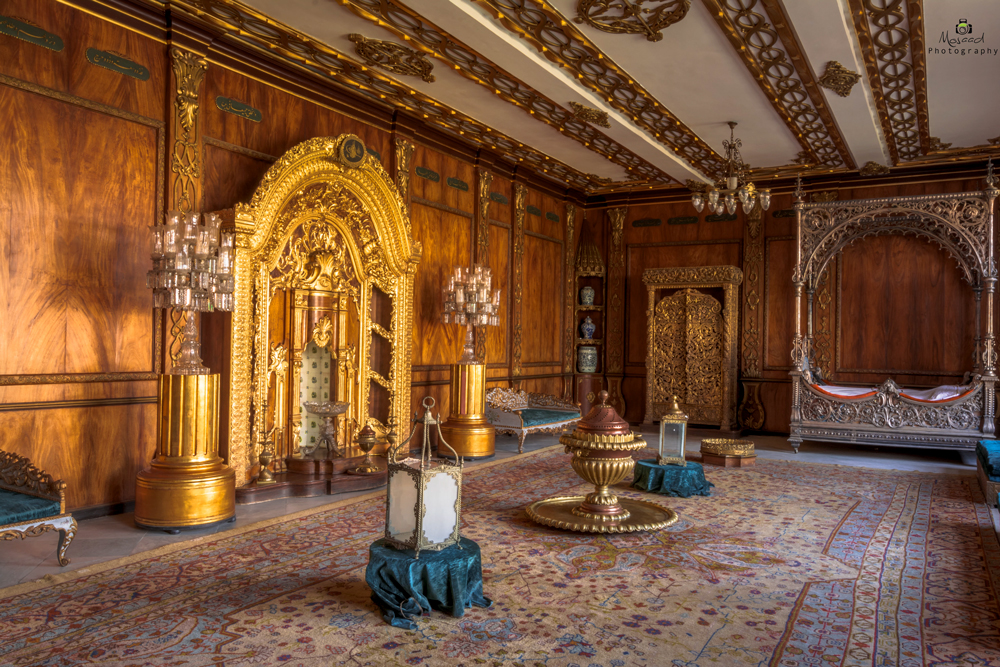
إحدى القاعتان الشتويتان
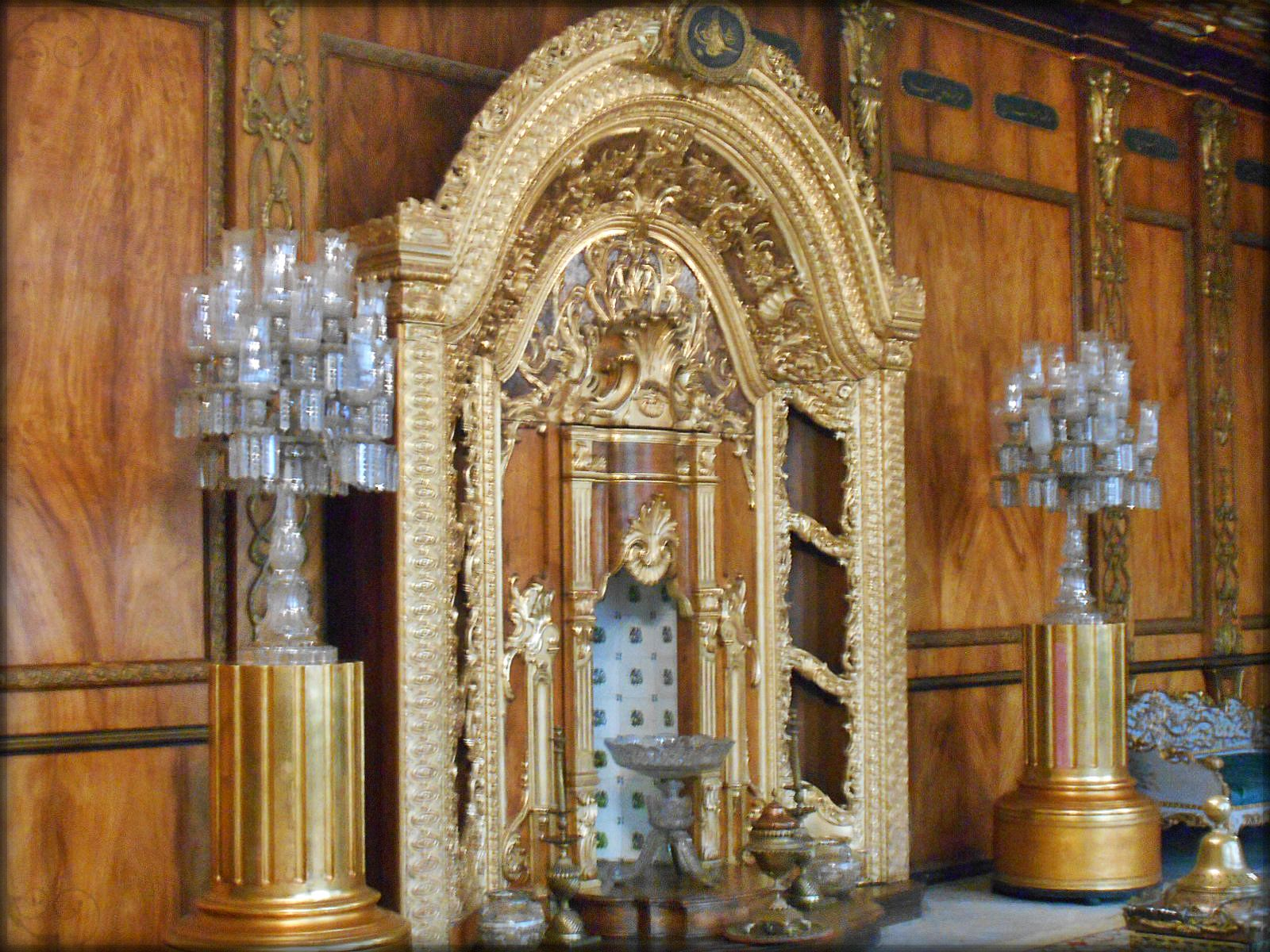
إحدى القاعتان الشتويتان
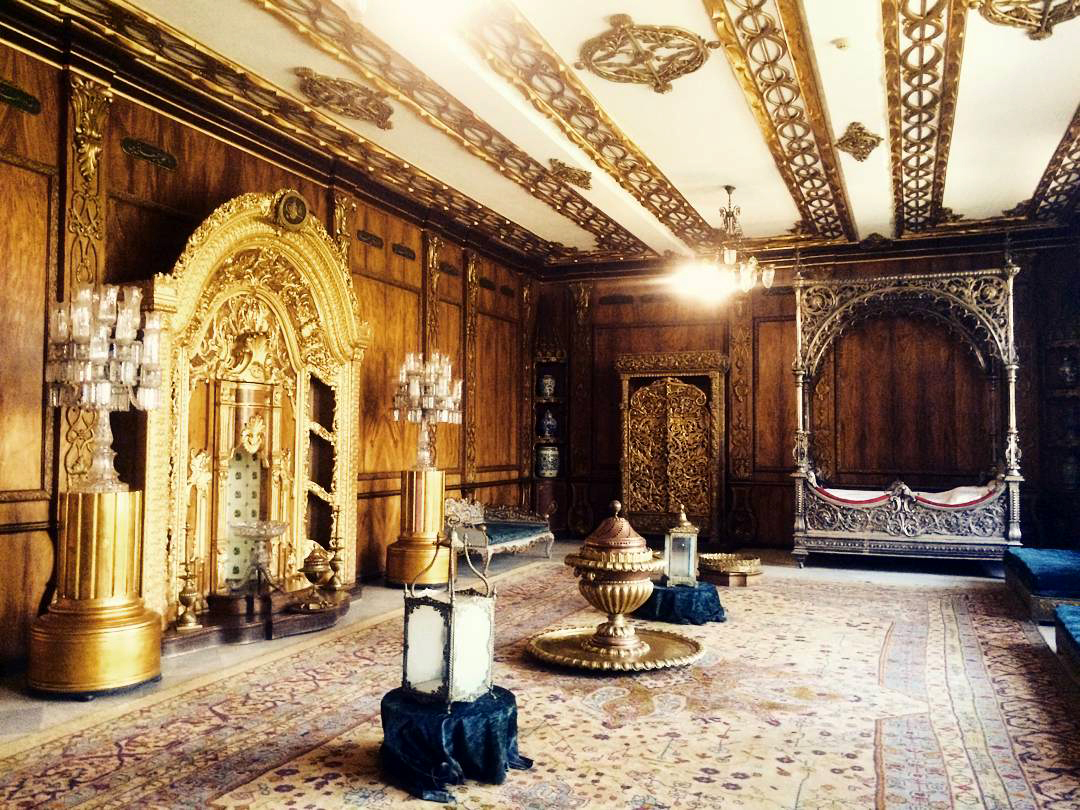
إحدى القاعتان الشتويتان
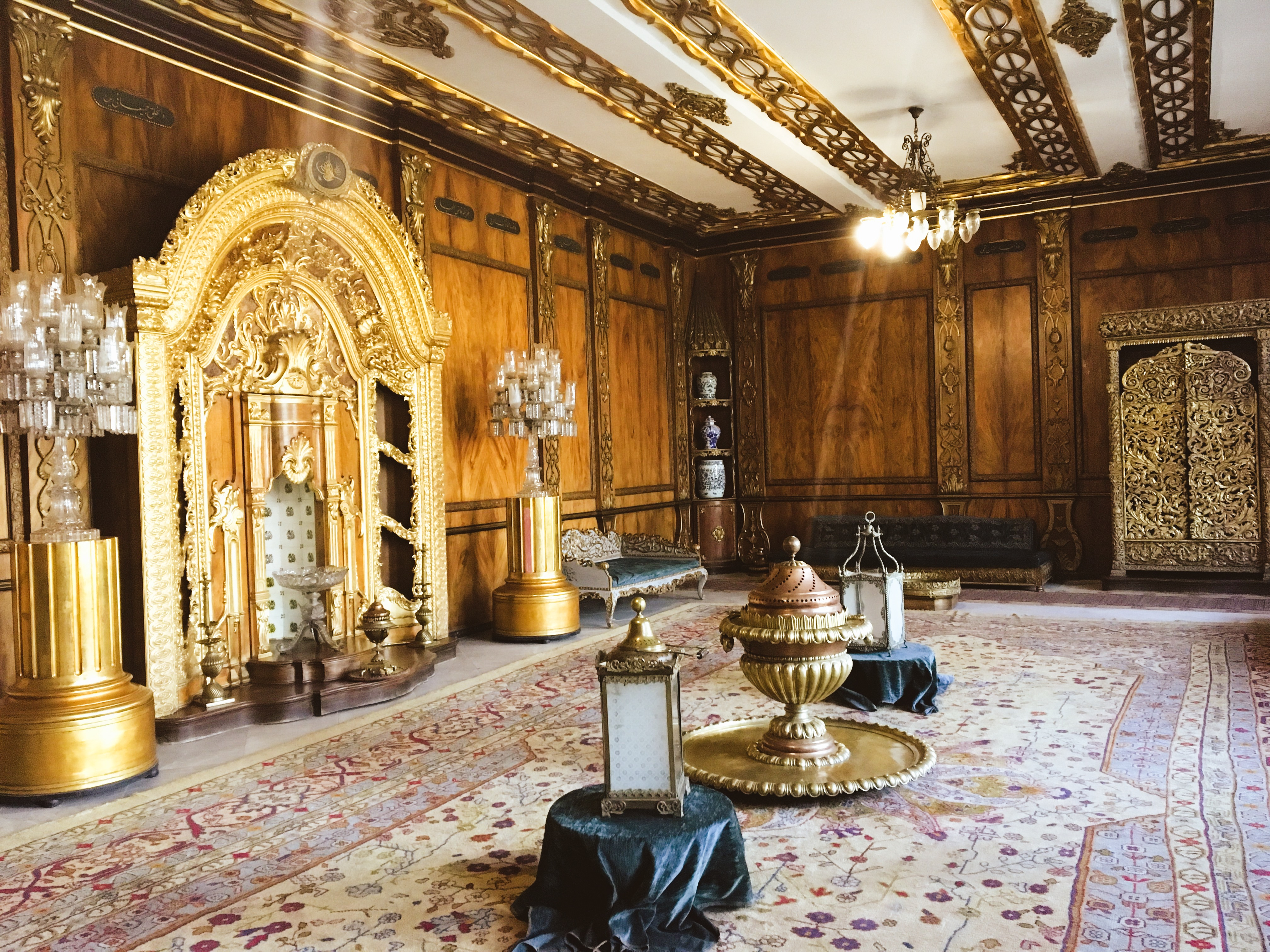
إحدى القاعتان الشتويتان
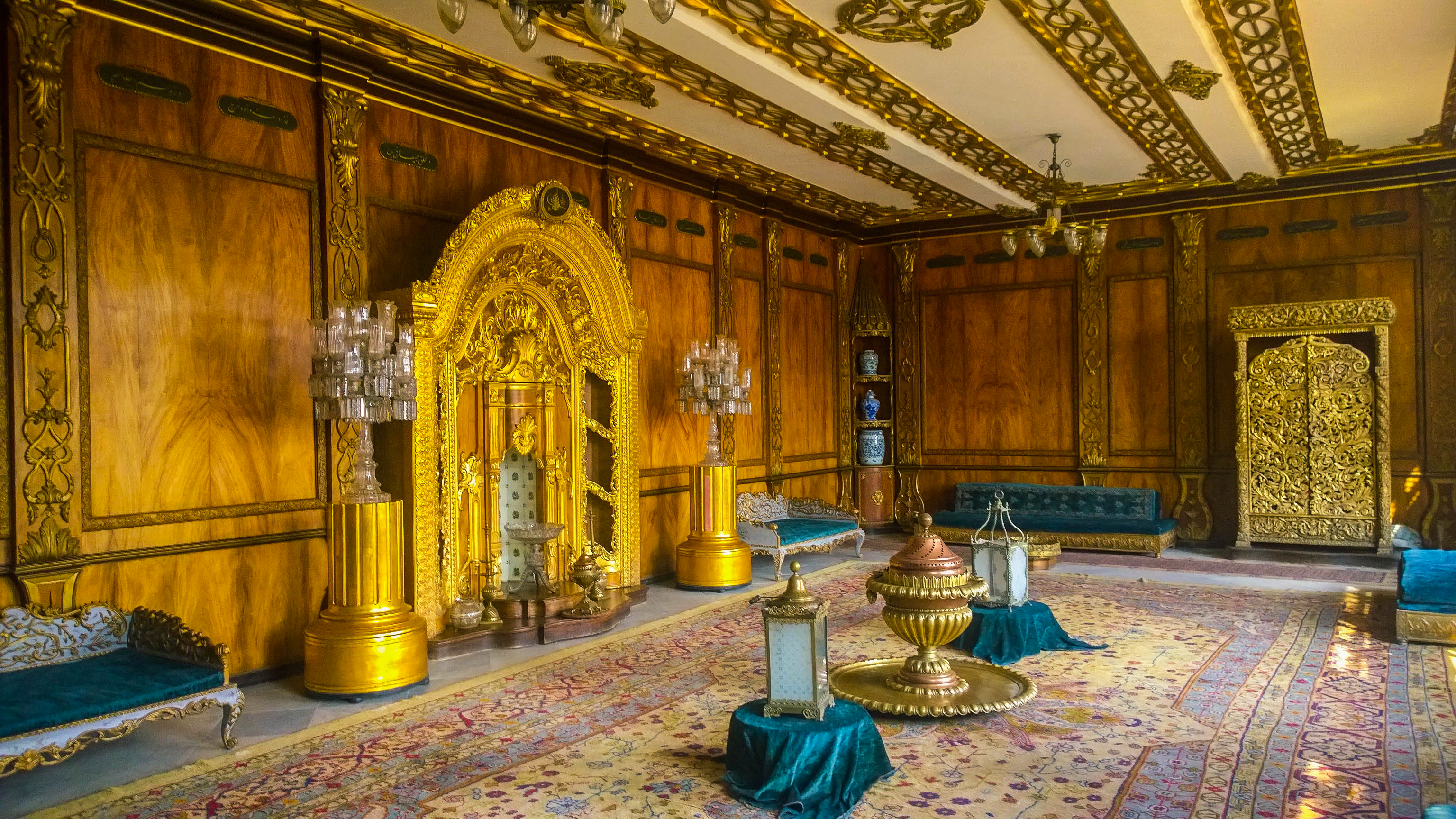
إحدى القاعتان الشتويتان
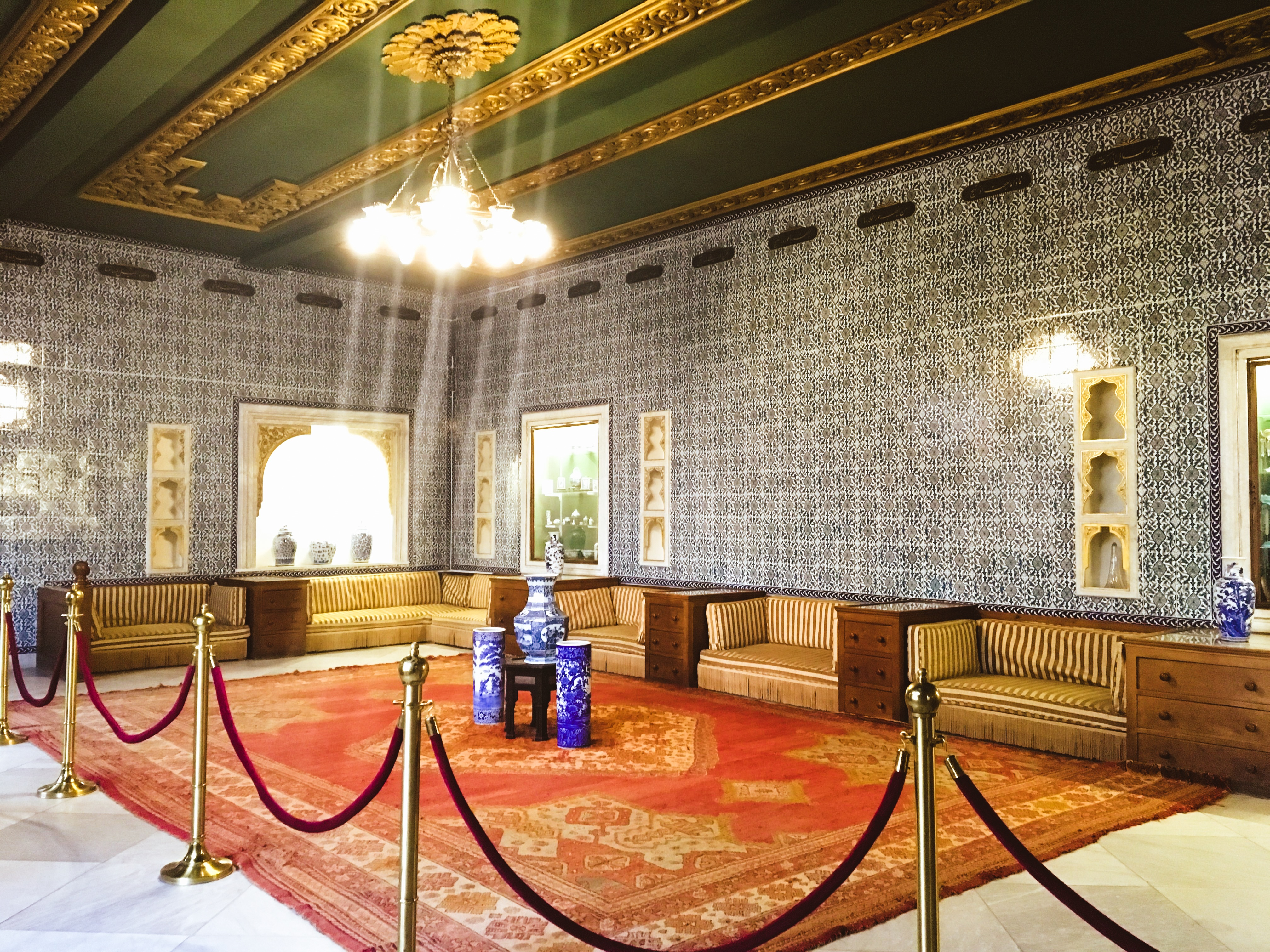
إحدى القاعتان الشتويتان
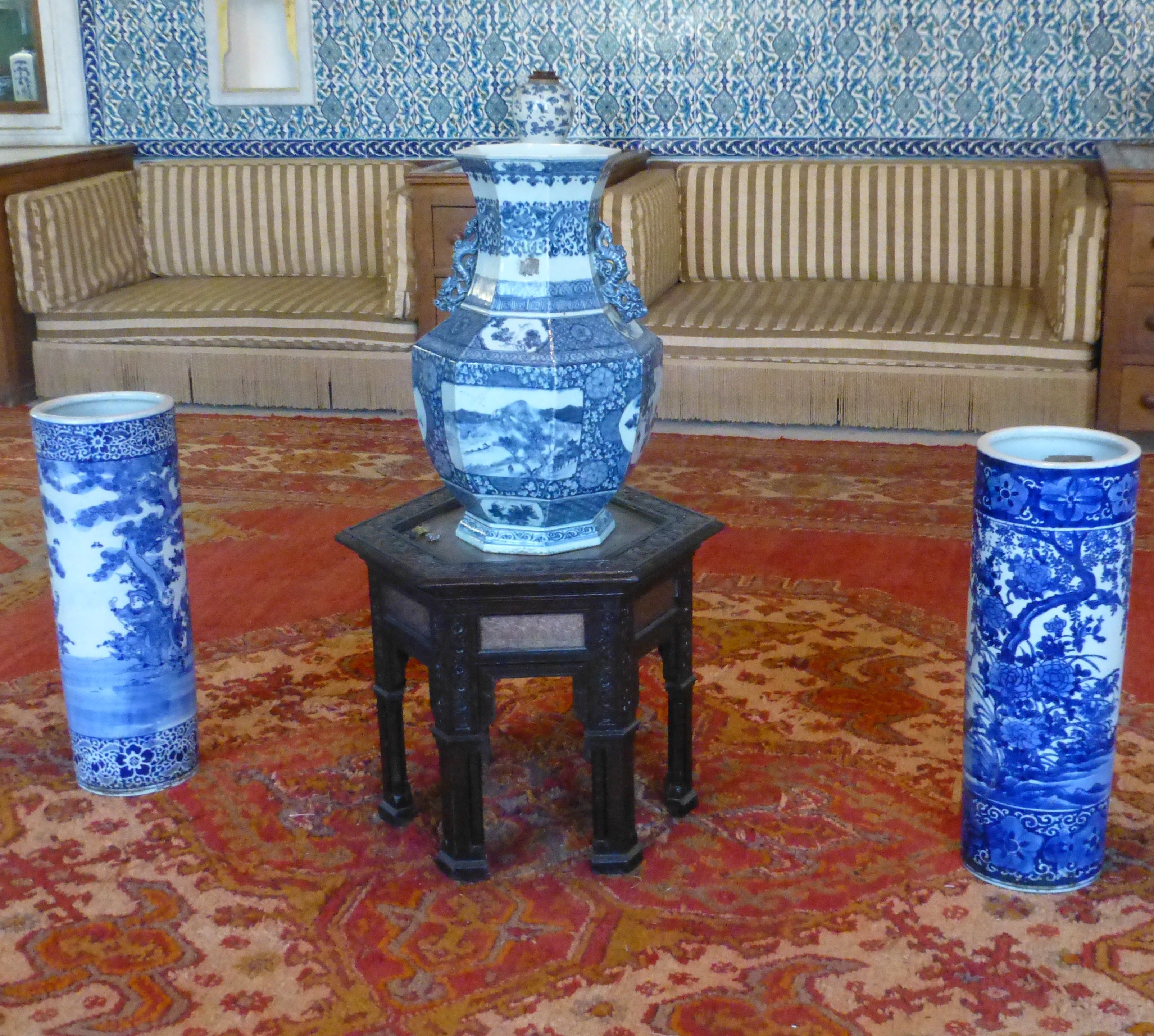
إحدى القاعتان الشتويتان
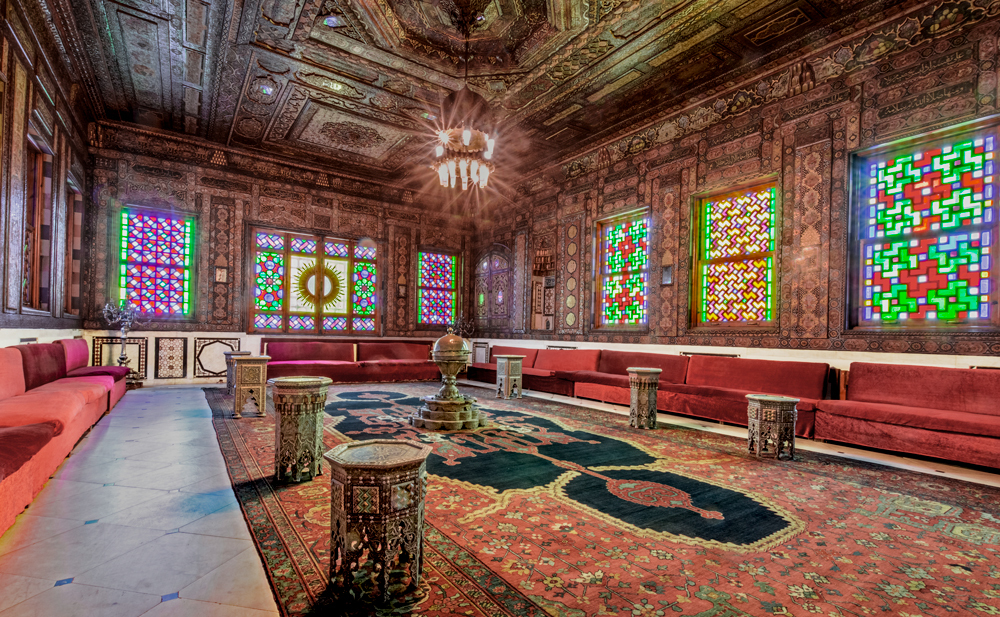
القاعة الشامية بسراي الاستقبال
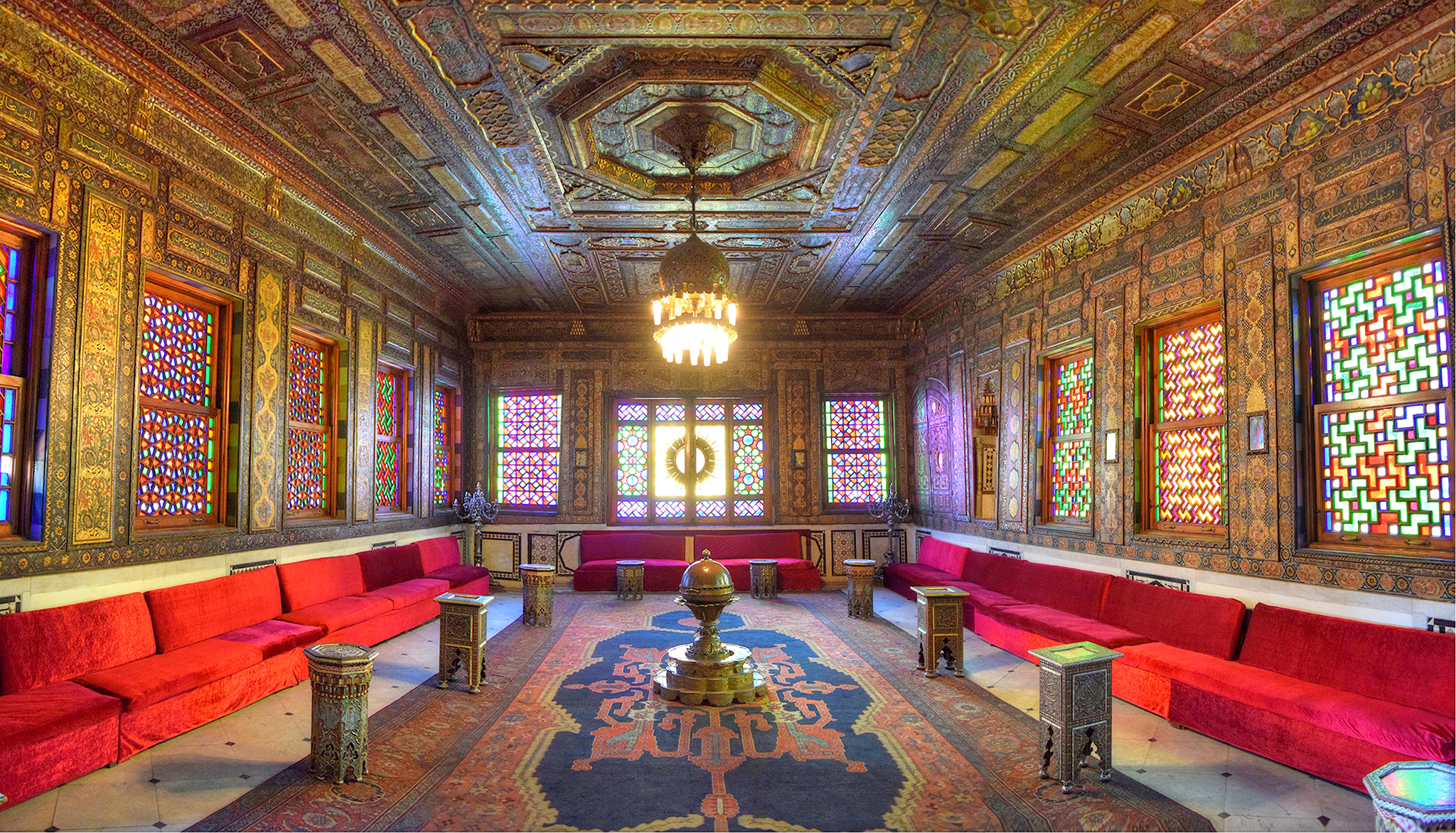
القاعة الشامية بسراي الاستقبال
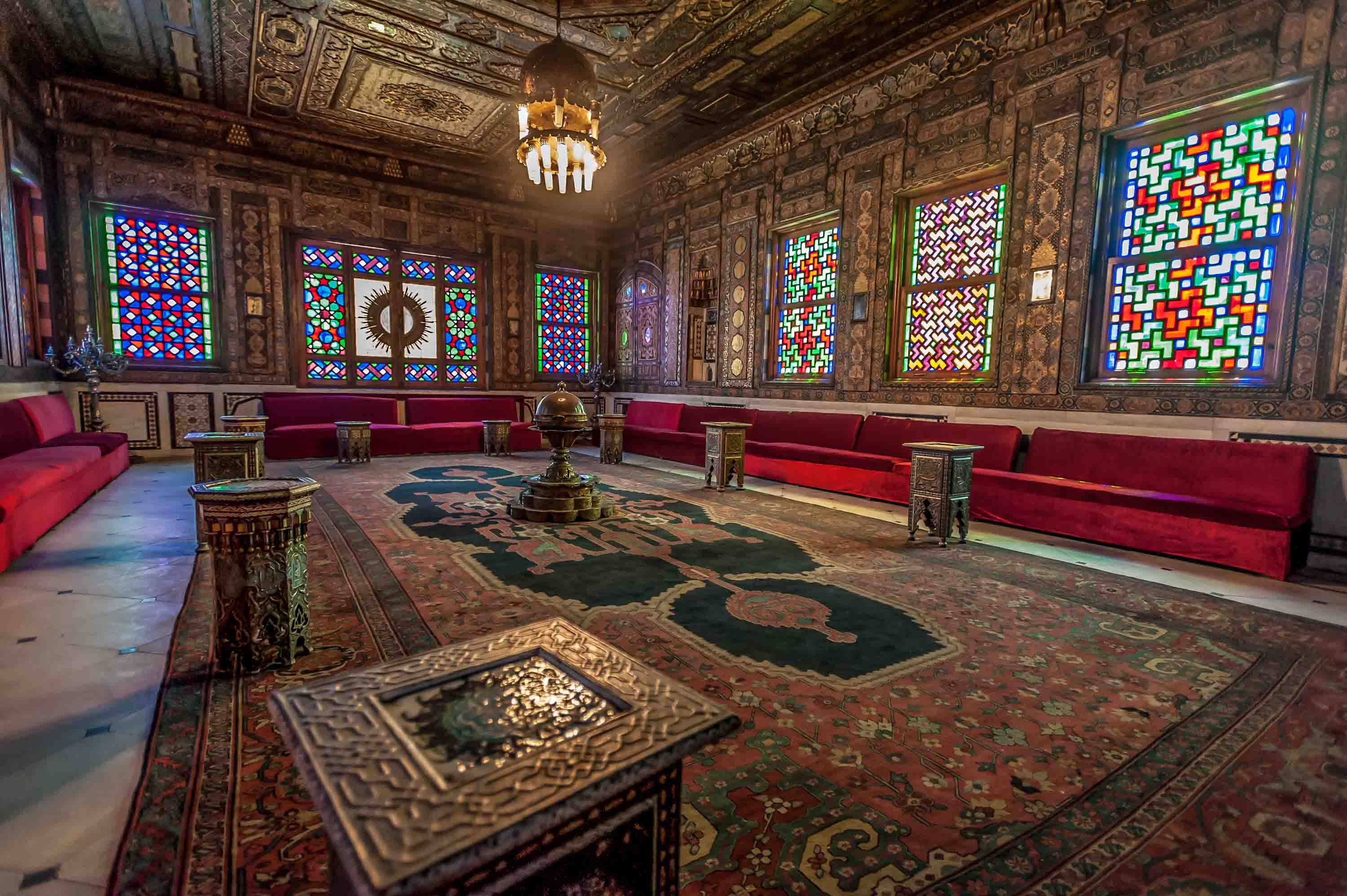
القاعة الشامية بسراي الاستقبال
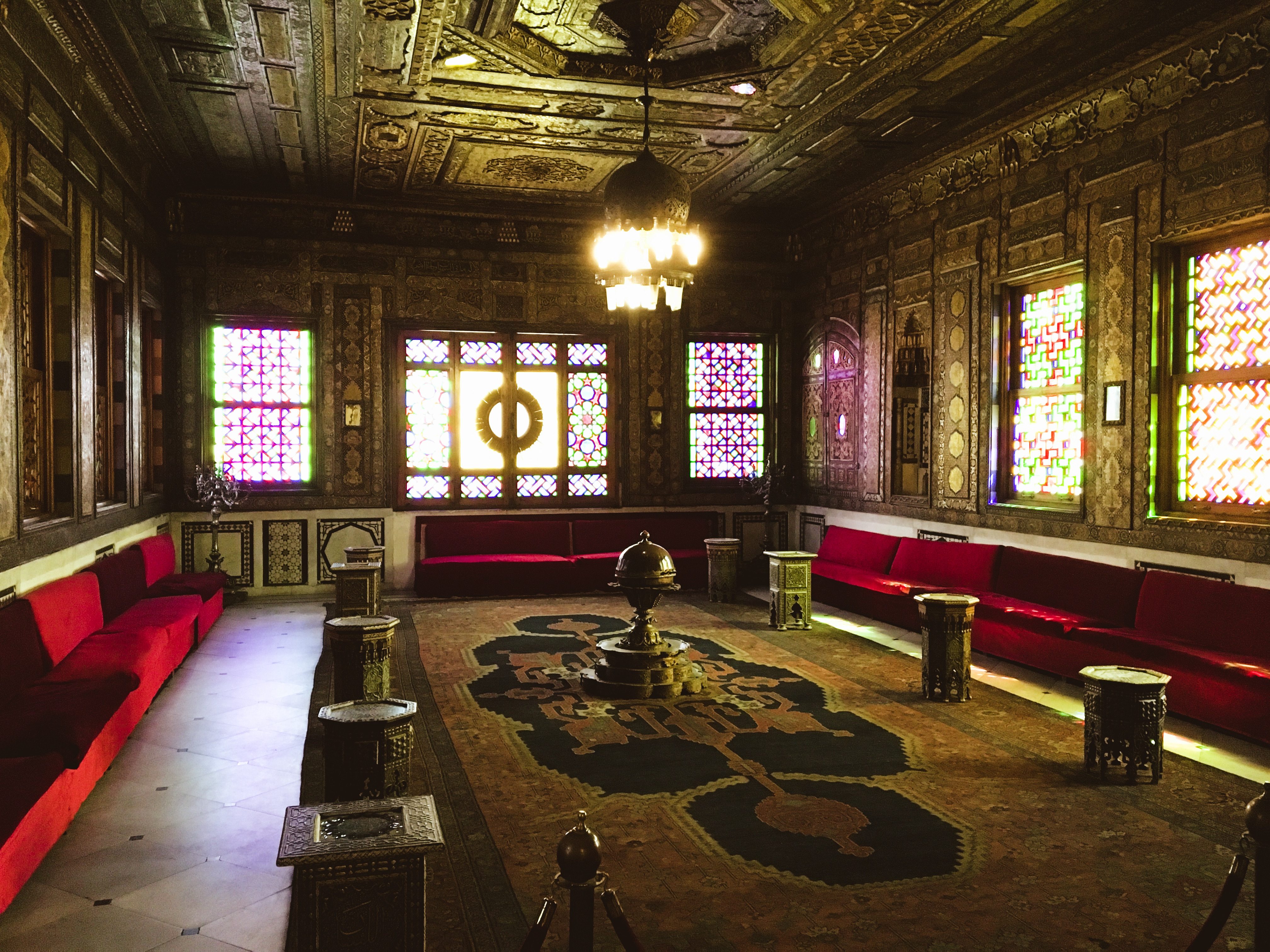
القاعة الشامية بسراي الاستقبال
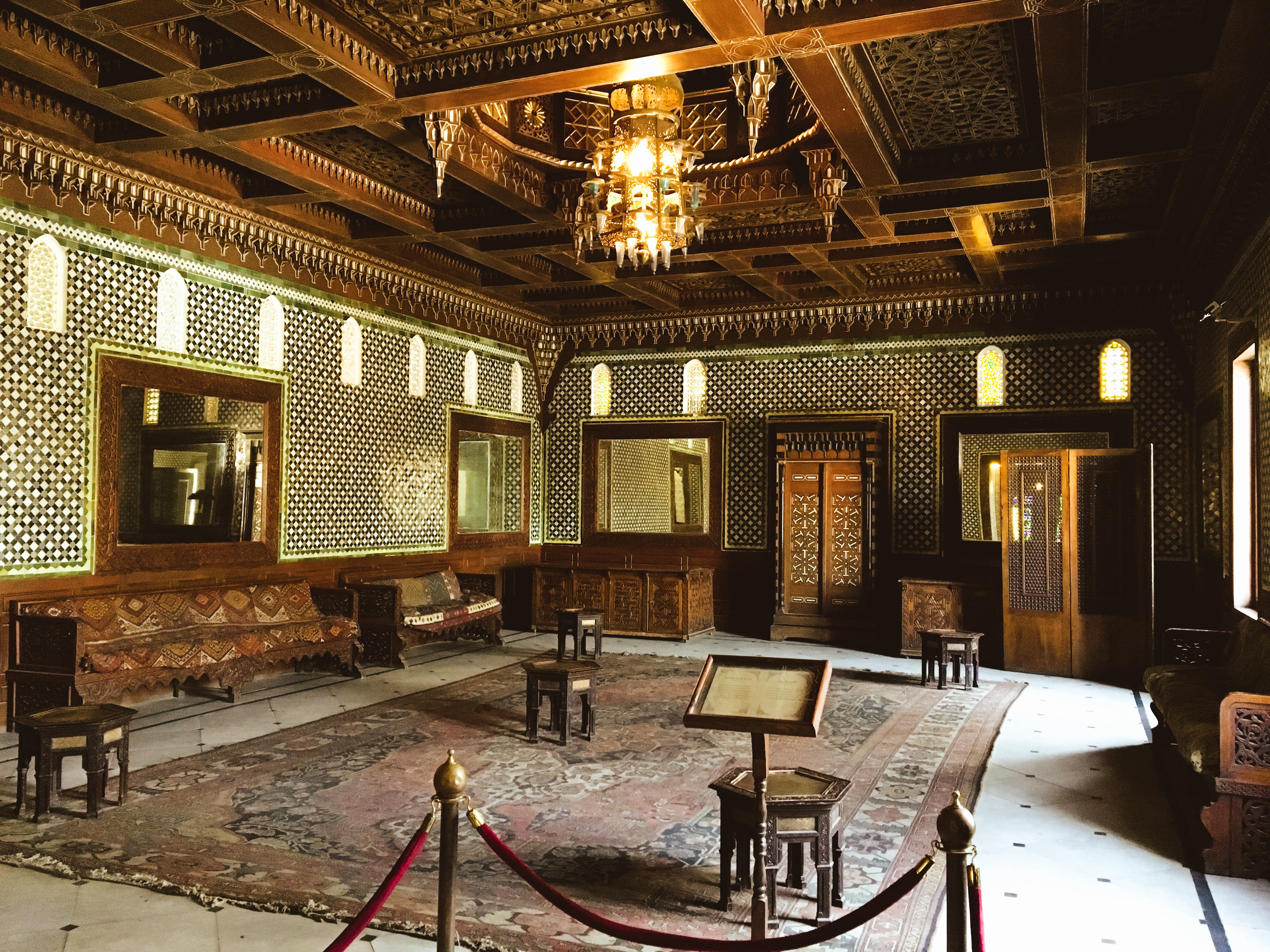
القاعة المغربية بسراي الاستقبال
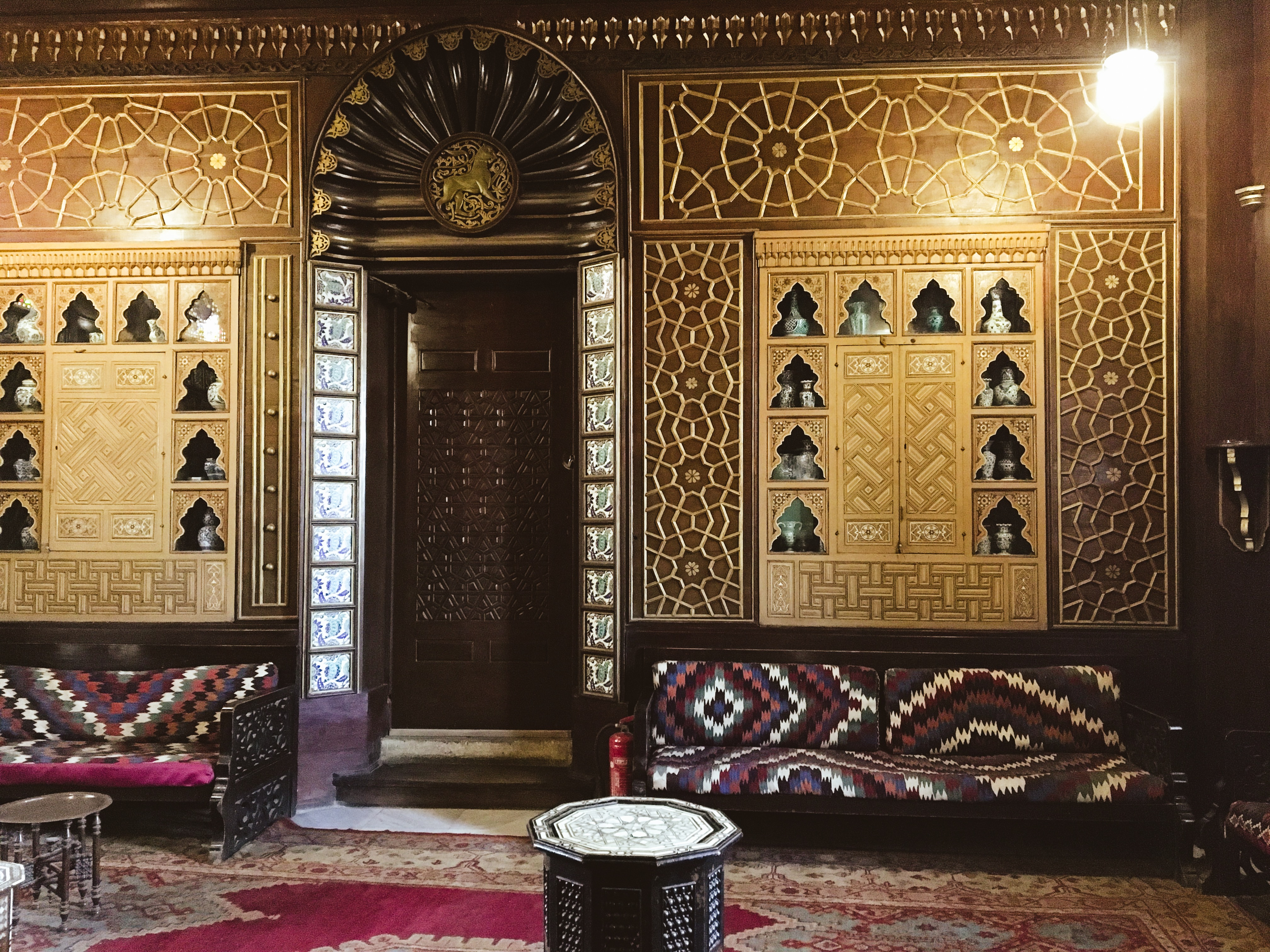
حجرة استقبال كبار المصلين بسراي الاستقبال
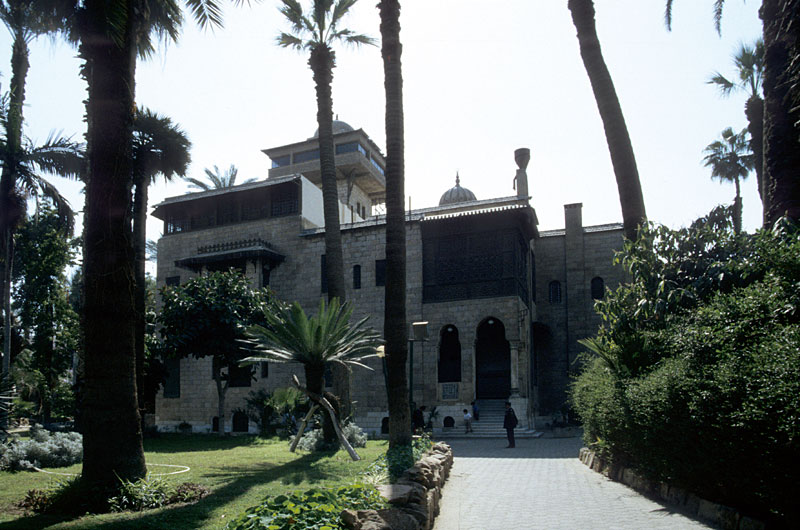
سراي الإقامة
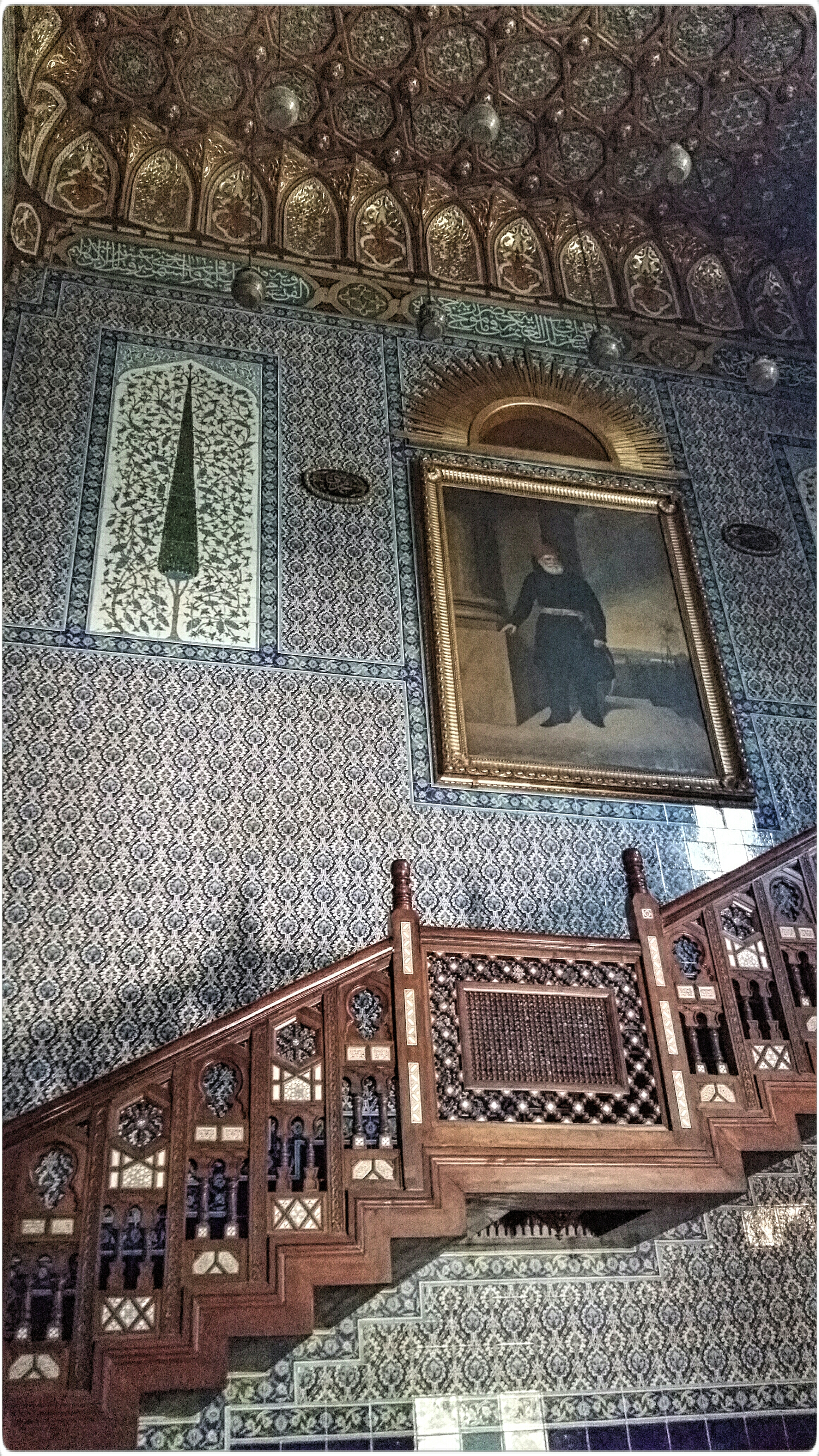
السلم الخشبي بسراي الإقامة
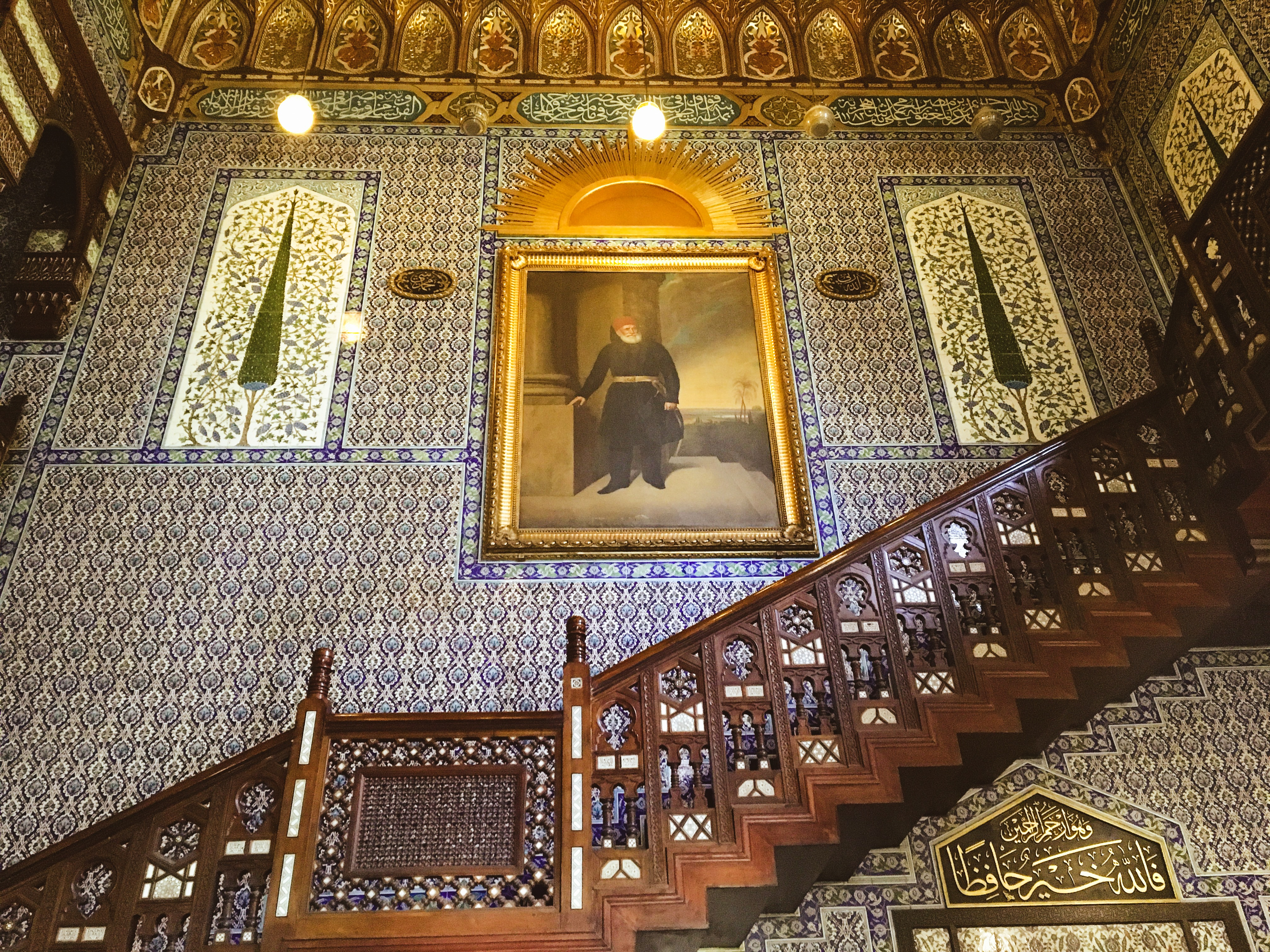
السلم الخشبي بسراي الإقامة
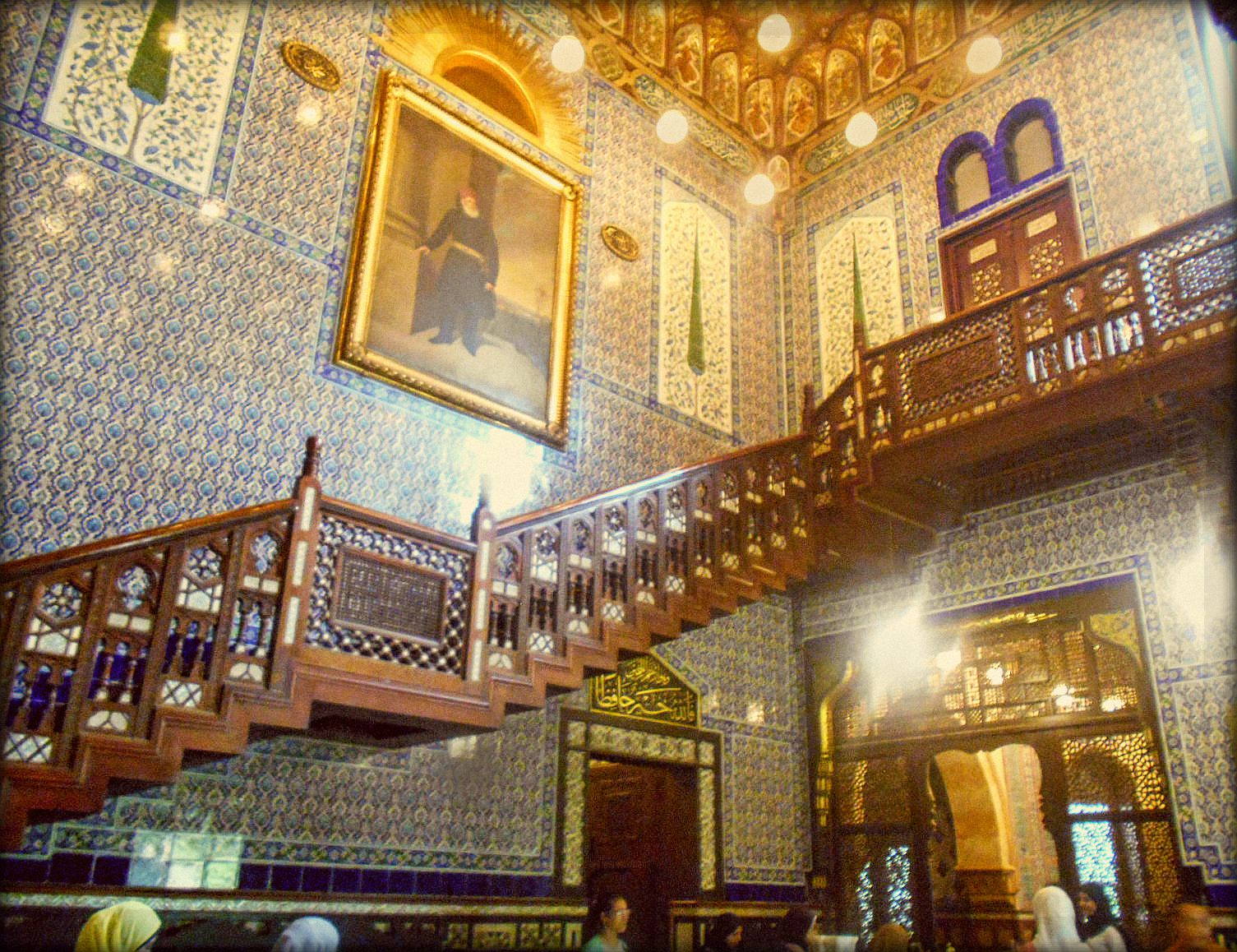
السلم الخشبي بسراي الإقامة
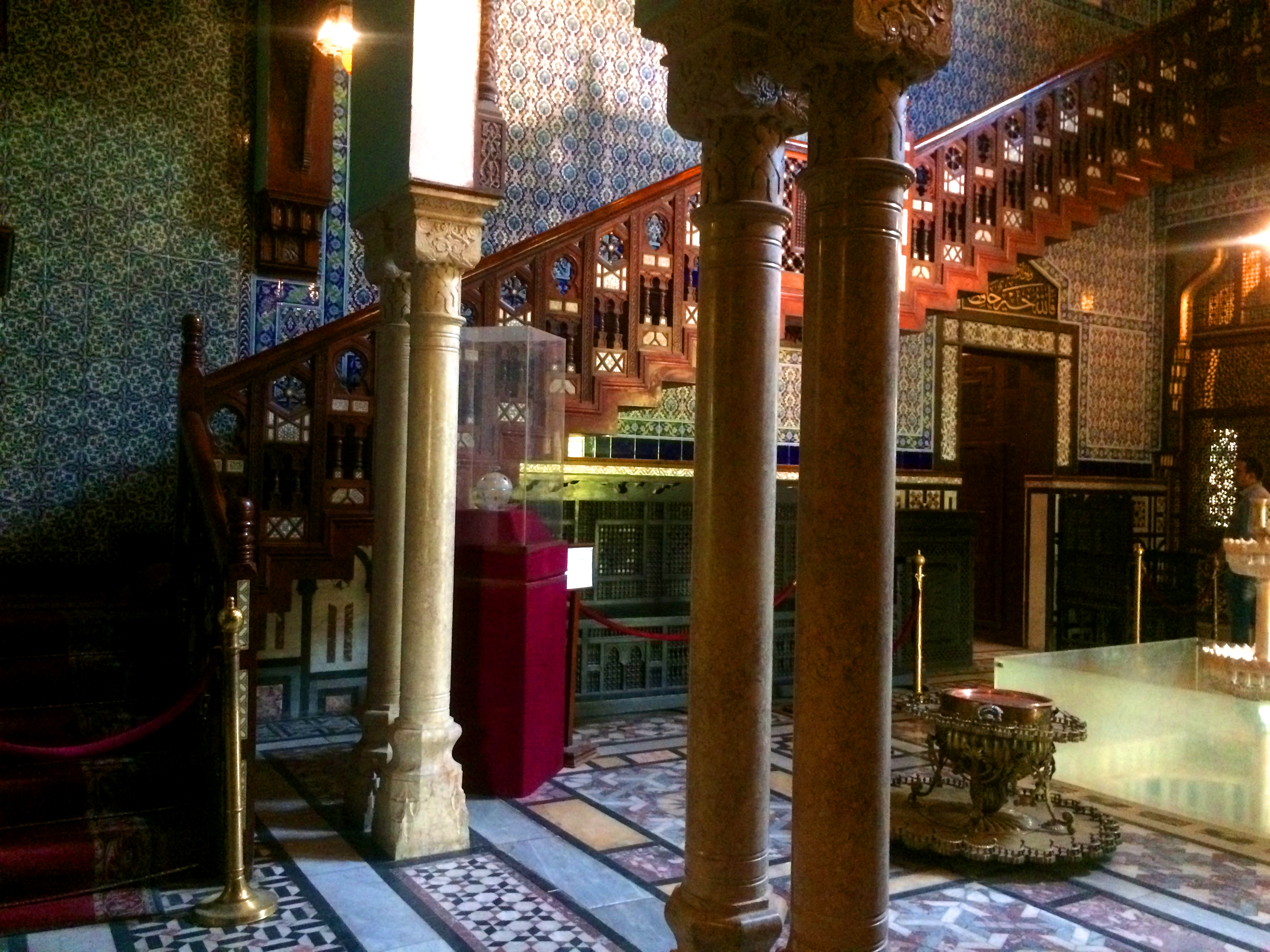
بهو النافورة بسراي الإقامة
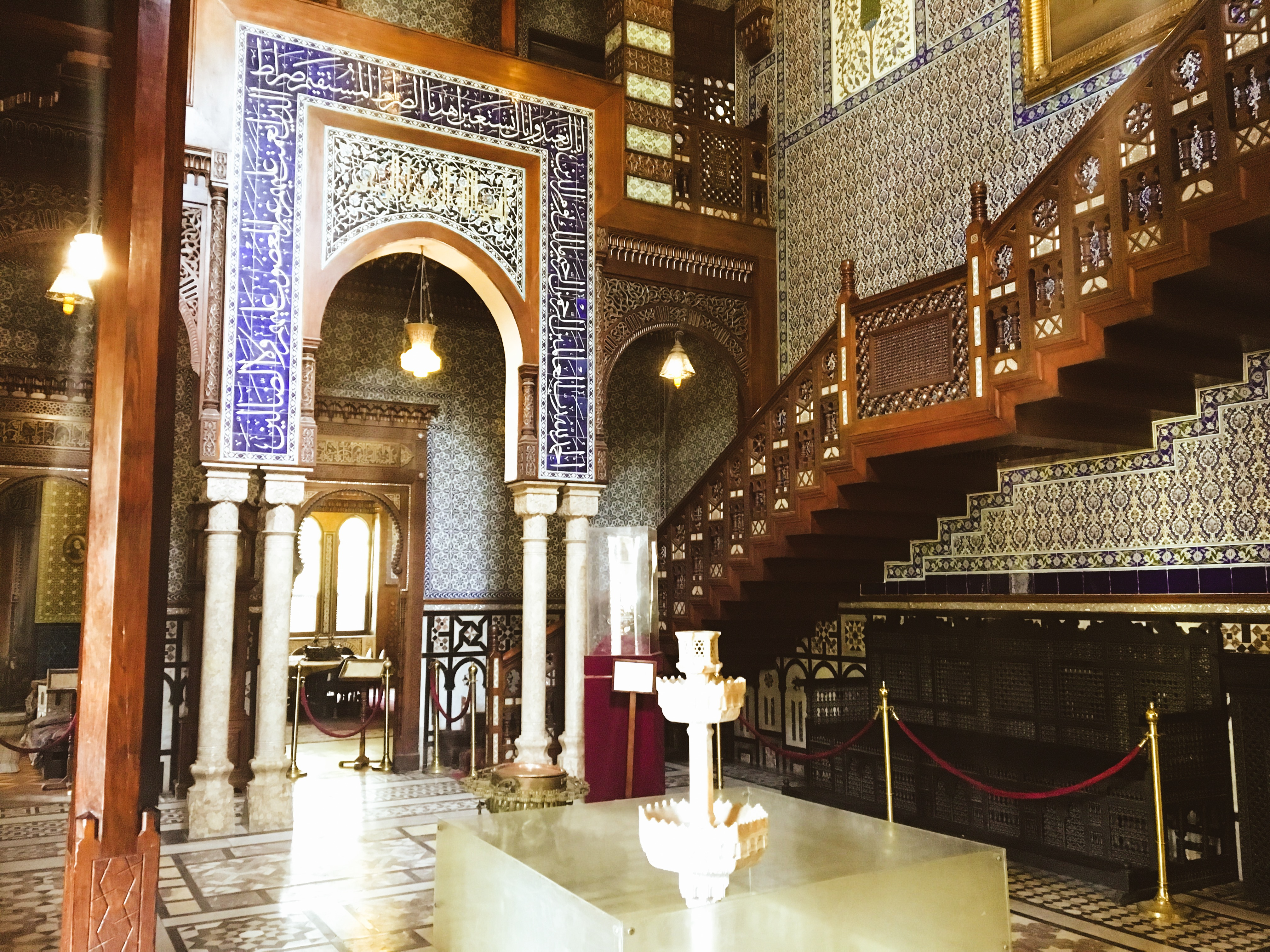
بهو النافورة بسراي الإقامة
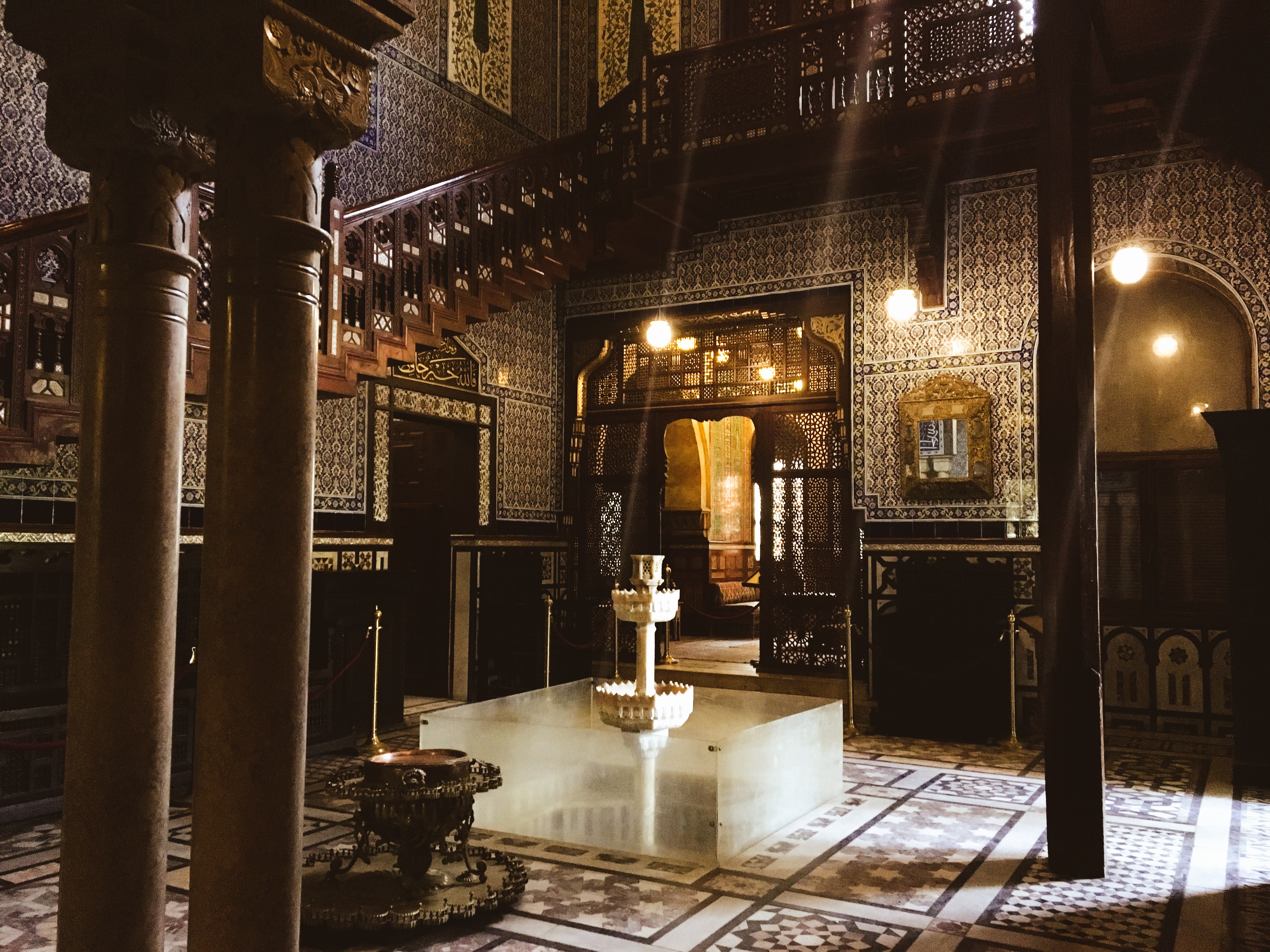
بهو النافورة بسراي الإقامة
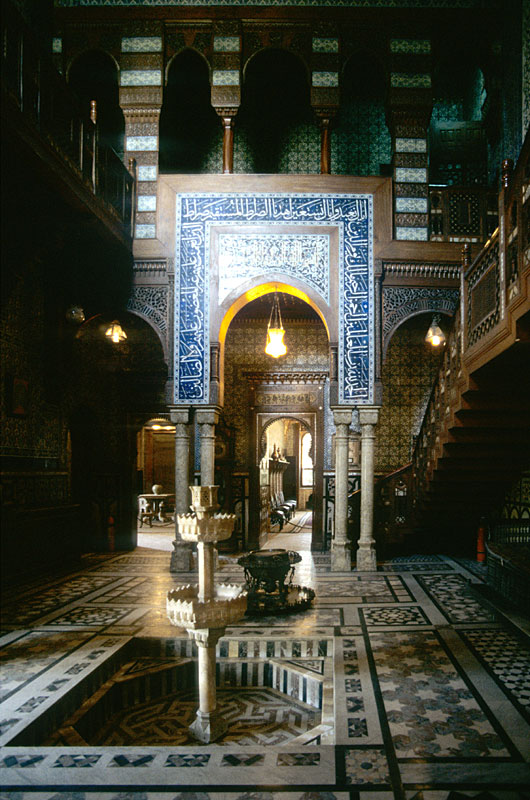
بهو النافورة بسراي الإقامة
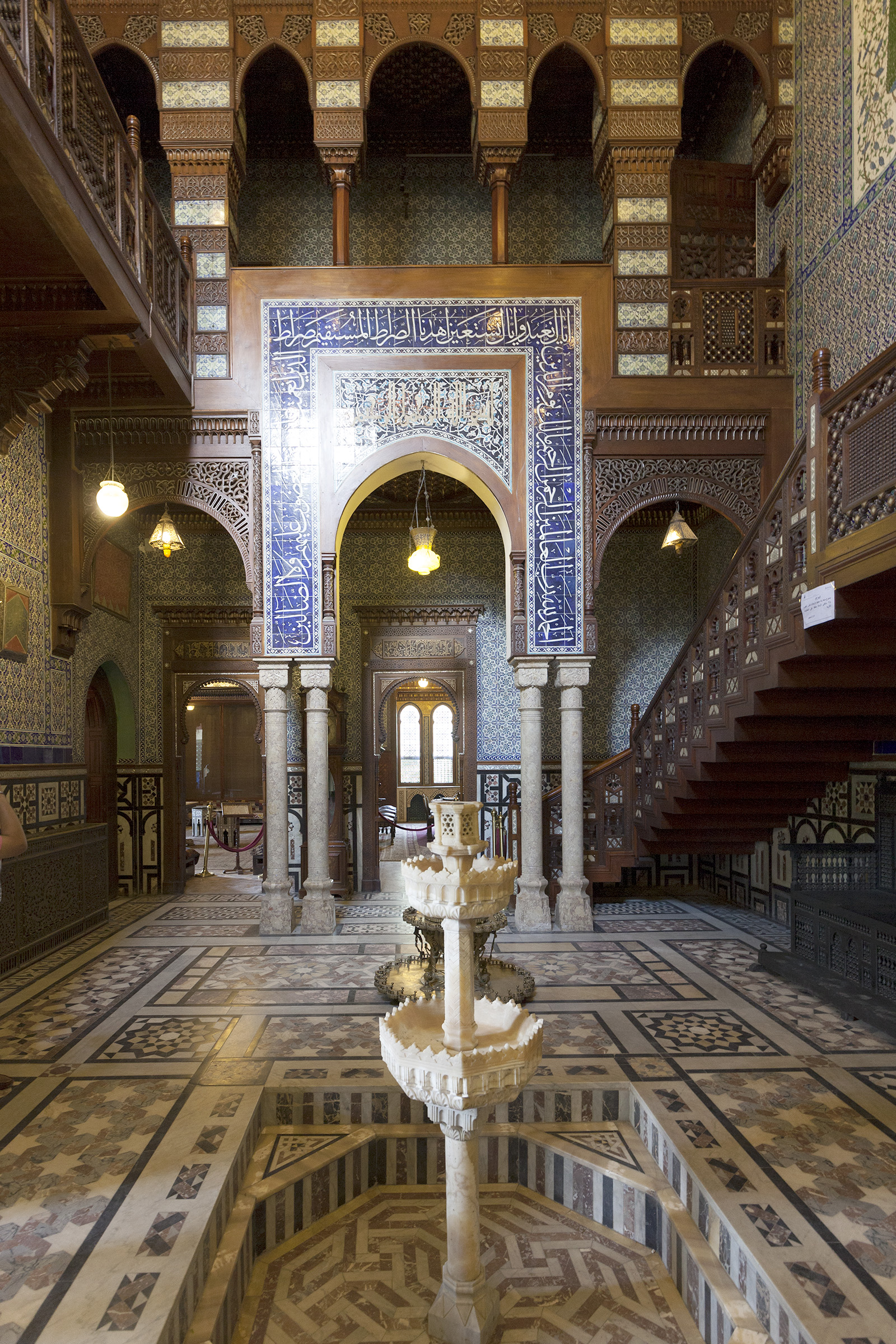
بهو النافورة بسراي الإقامة
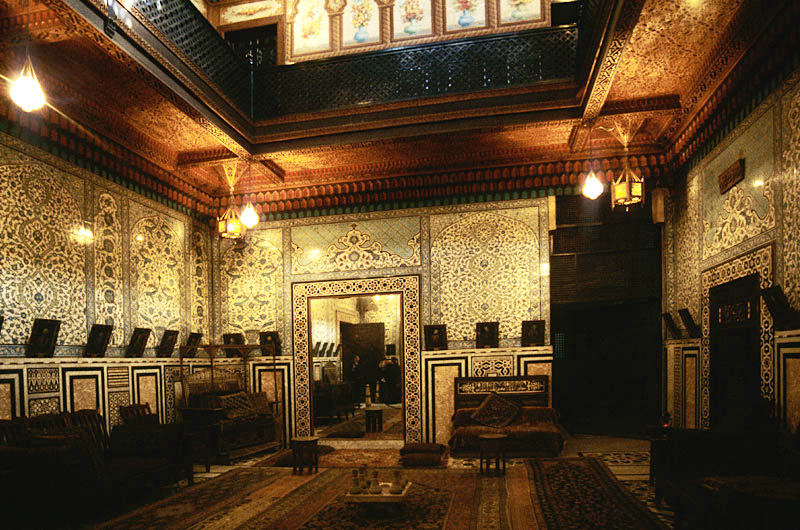
بهو المرايا بسراي الإقامة
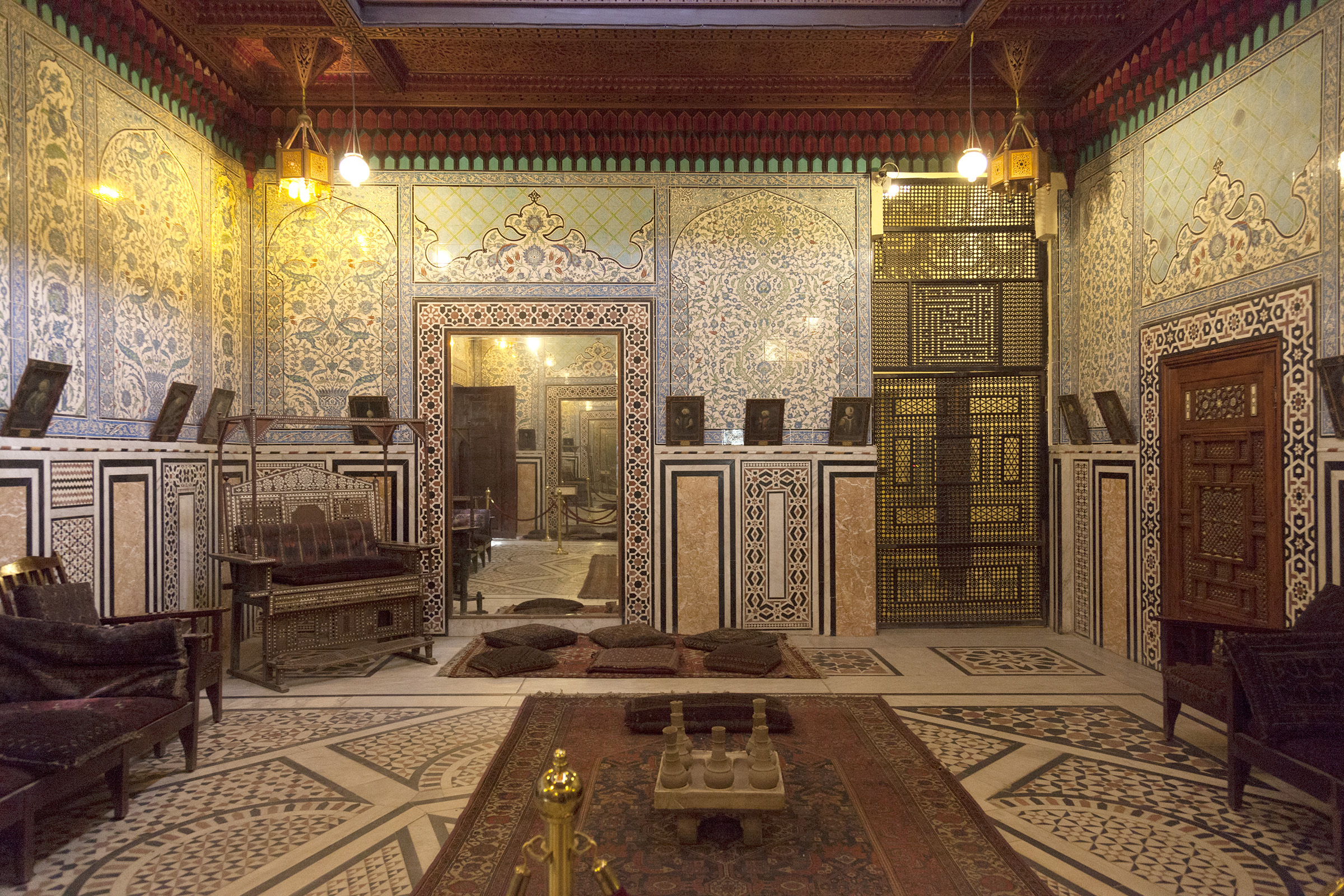
بهو المرايا بسراي الإقامة
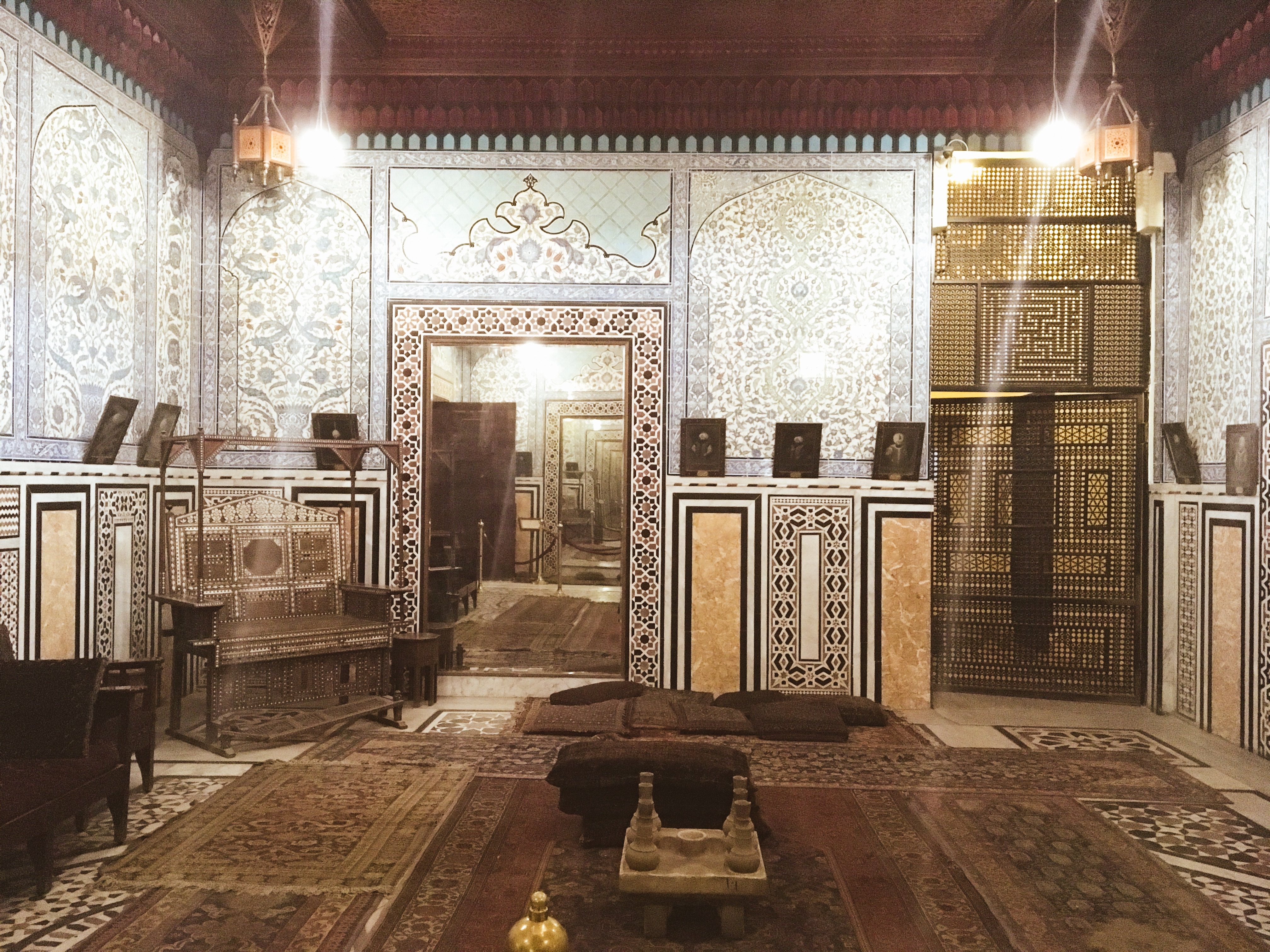
بهو المرايا بسراي الإقامة
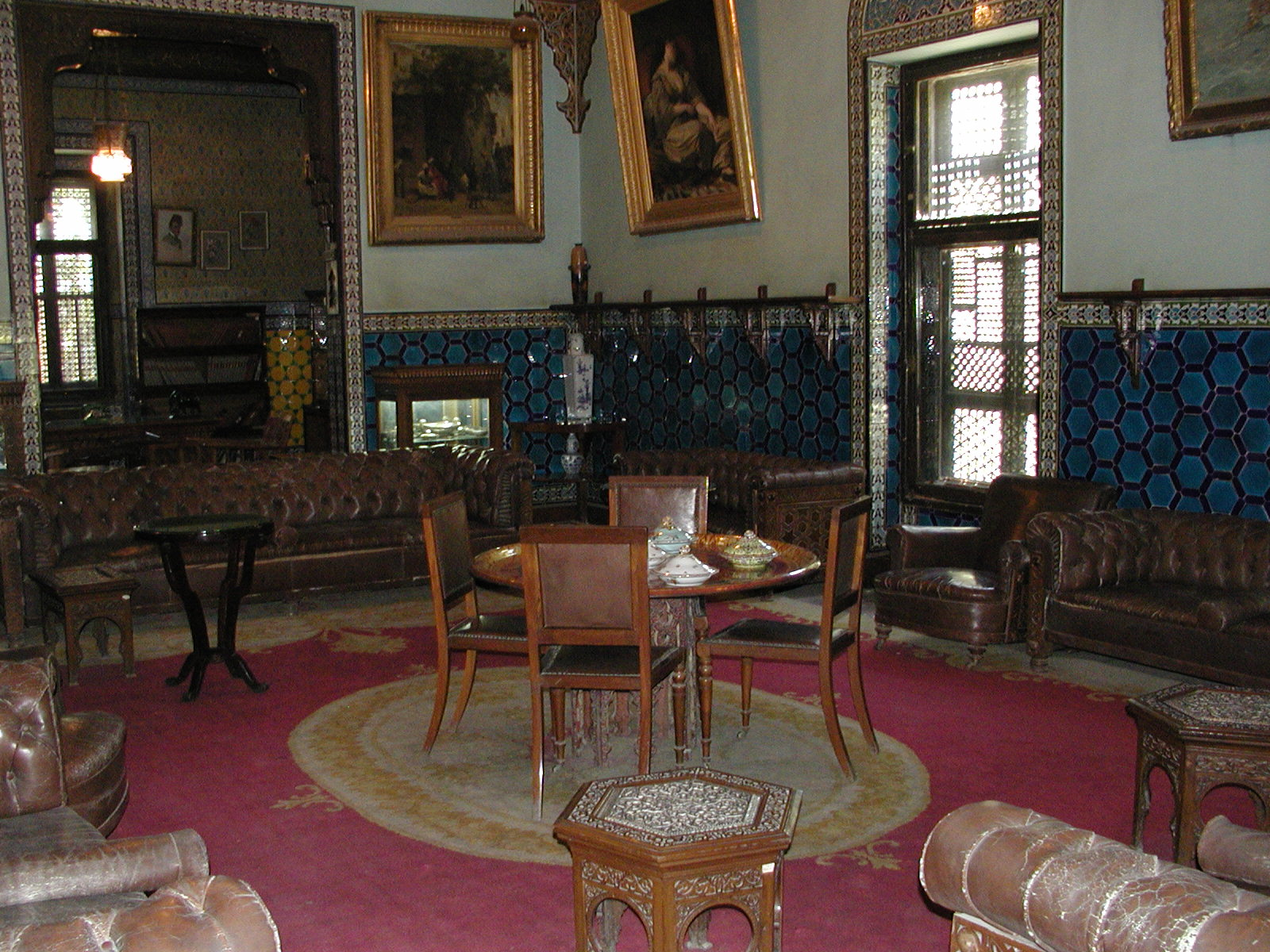
الصالون الأزرق بسراي الإقامة
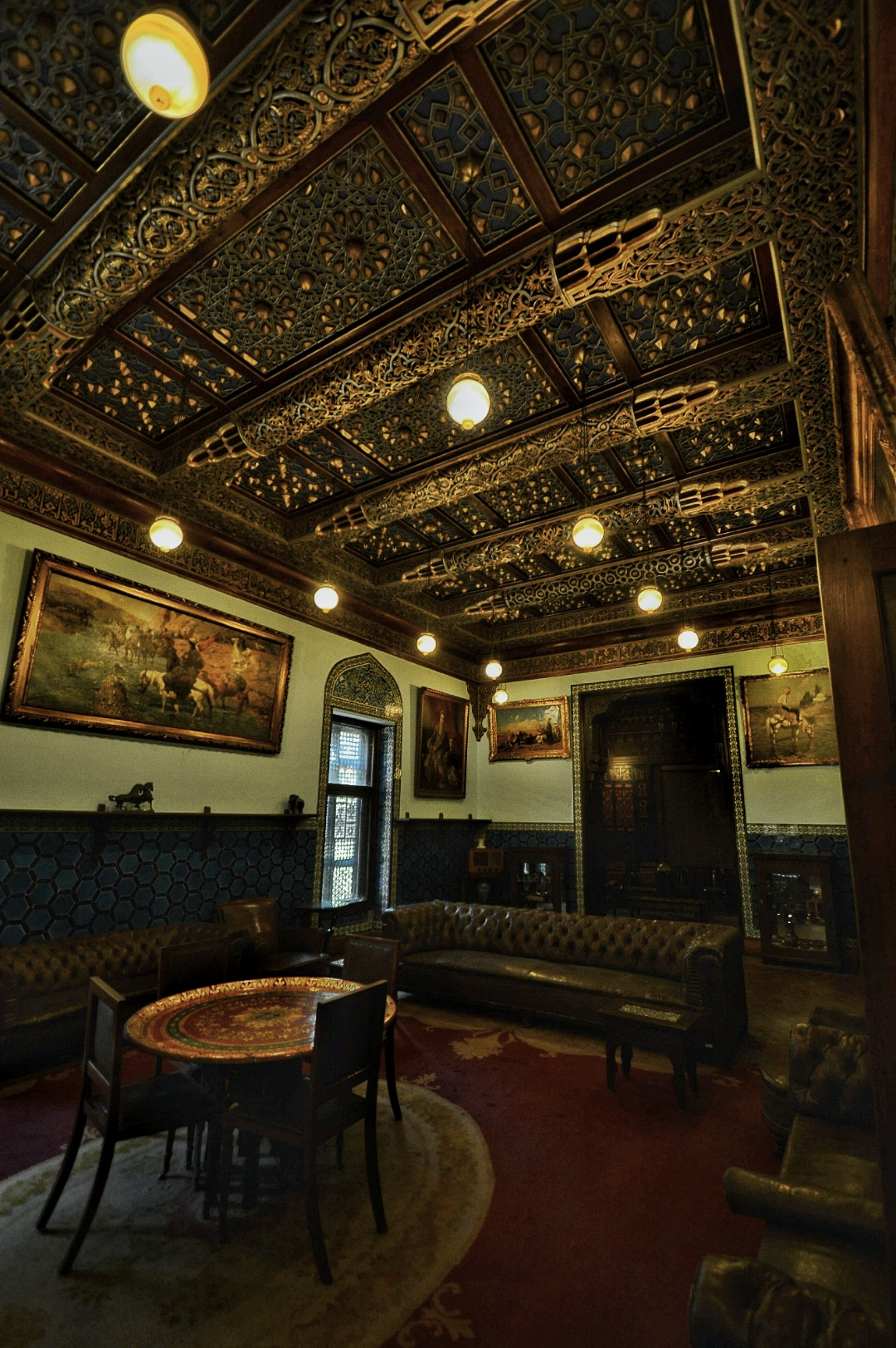
الصالون الأزرق بسراي الإقامة
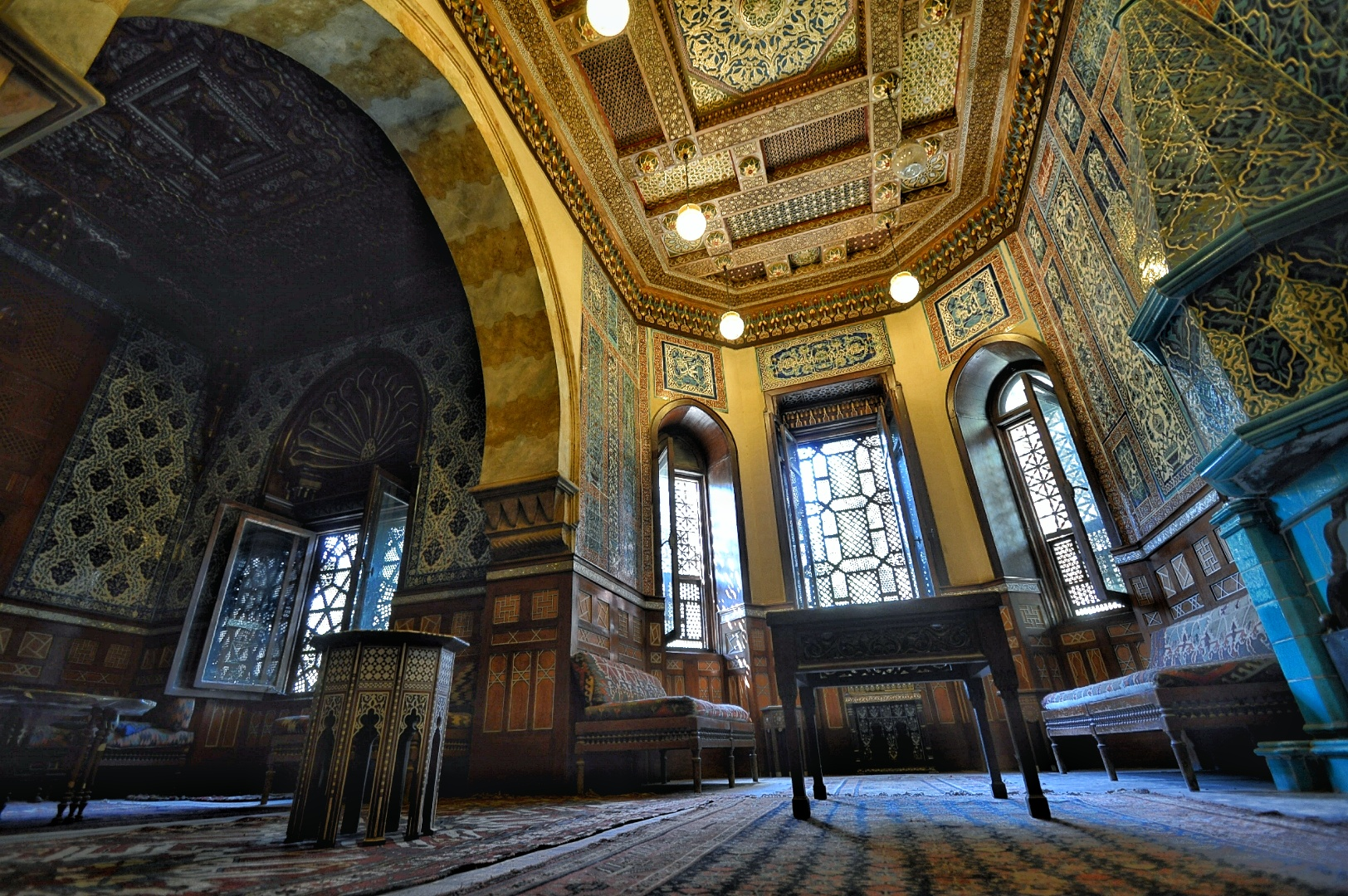
حجرة المدفأة بسراي الإقامة
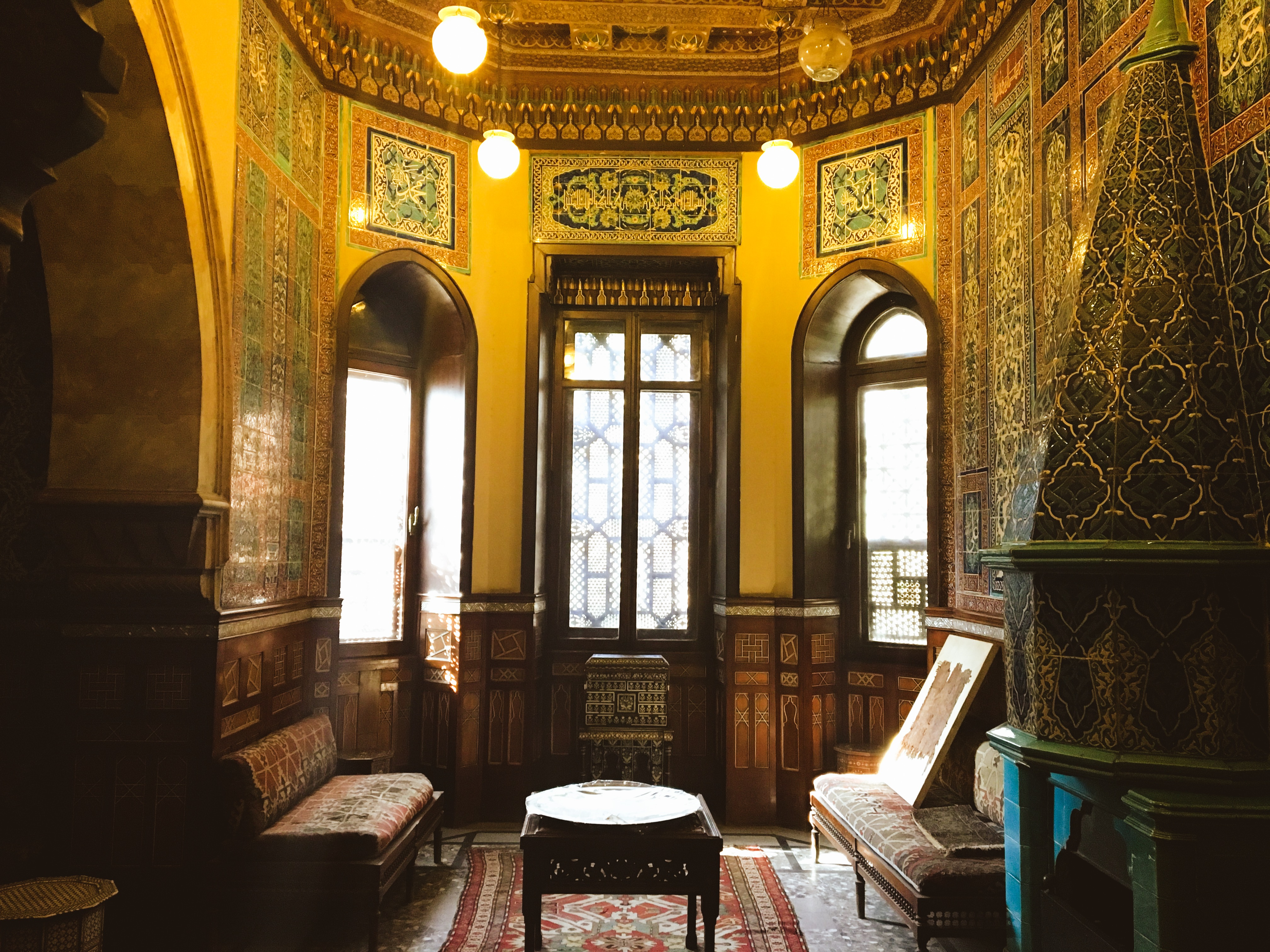
حجرة المدفأة بسراي الإقامة
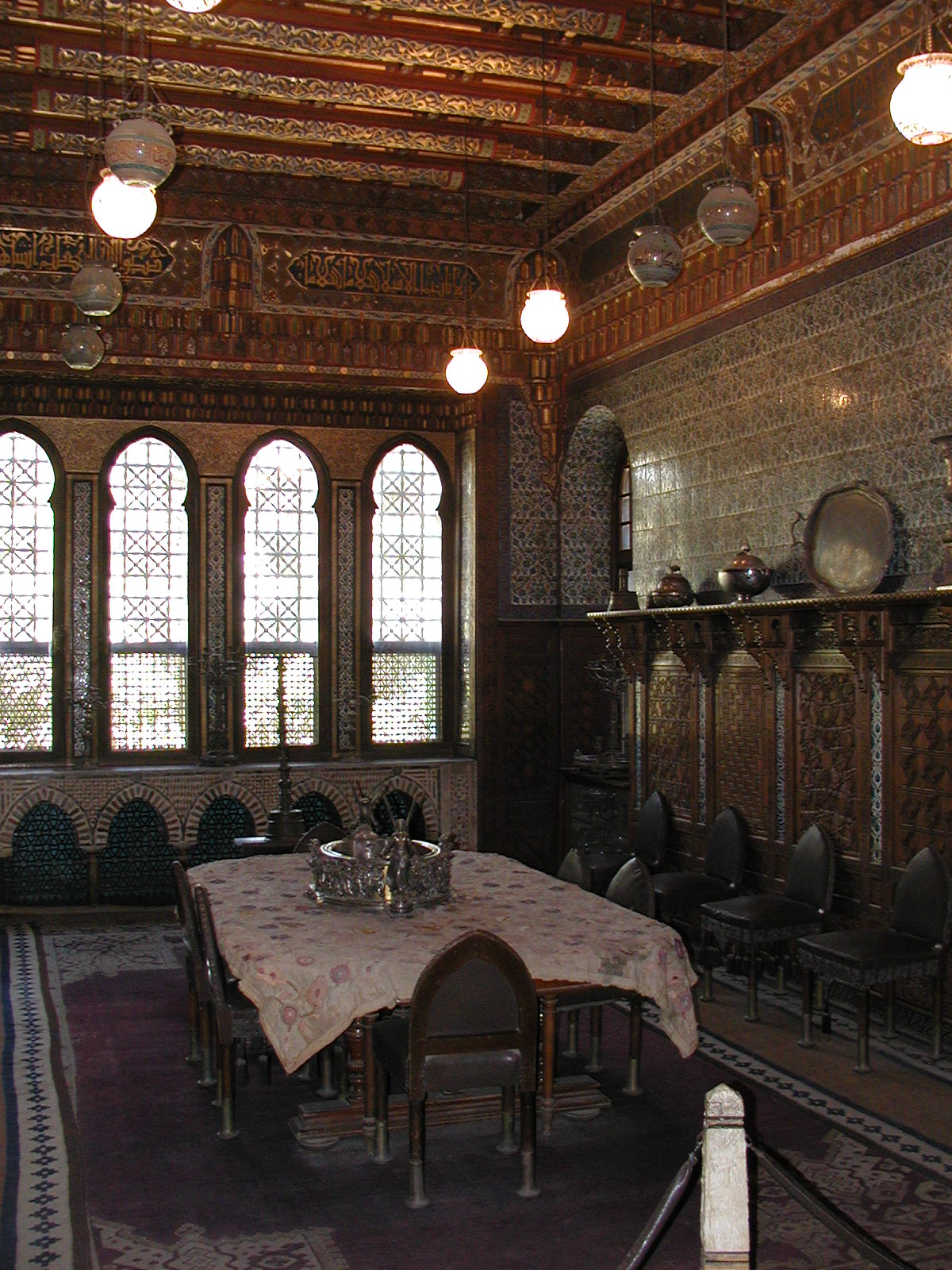
حجرة الطعام بسراي الإقامة
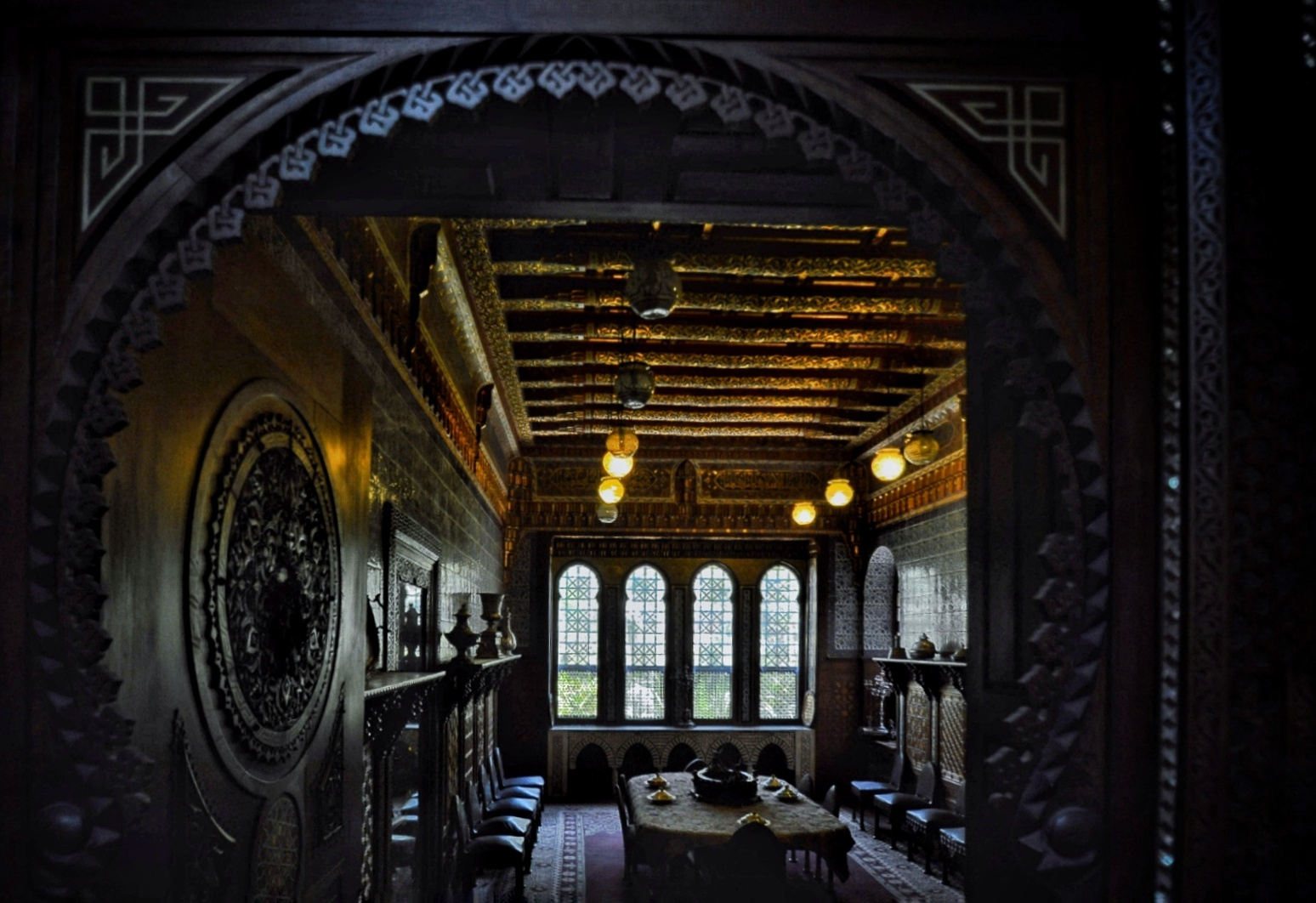
حجرة الطعام بسراي الإقامة
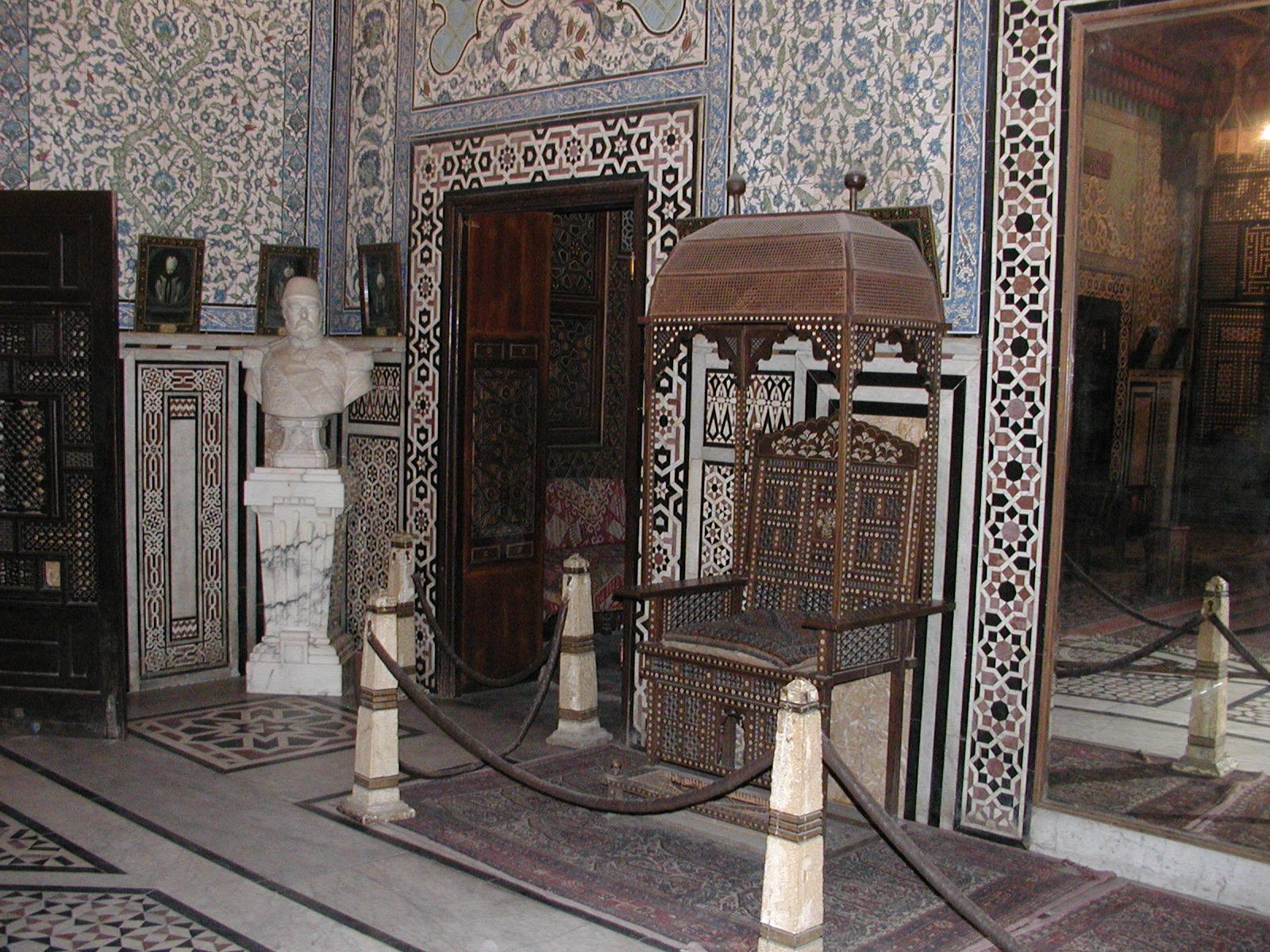
سراي الإقامة
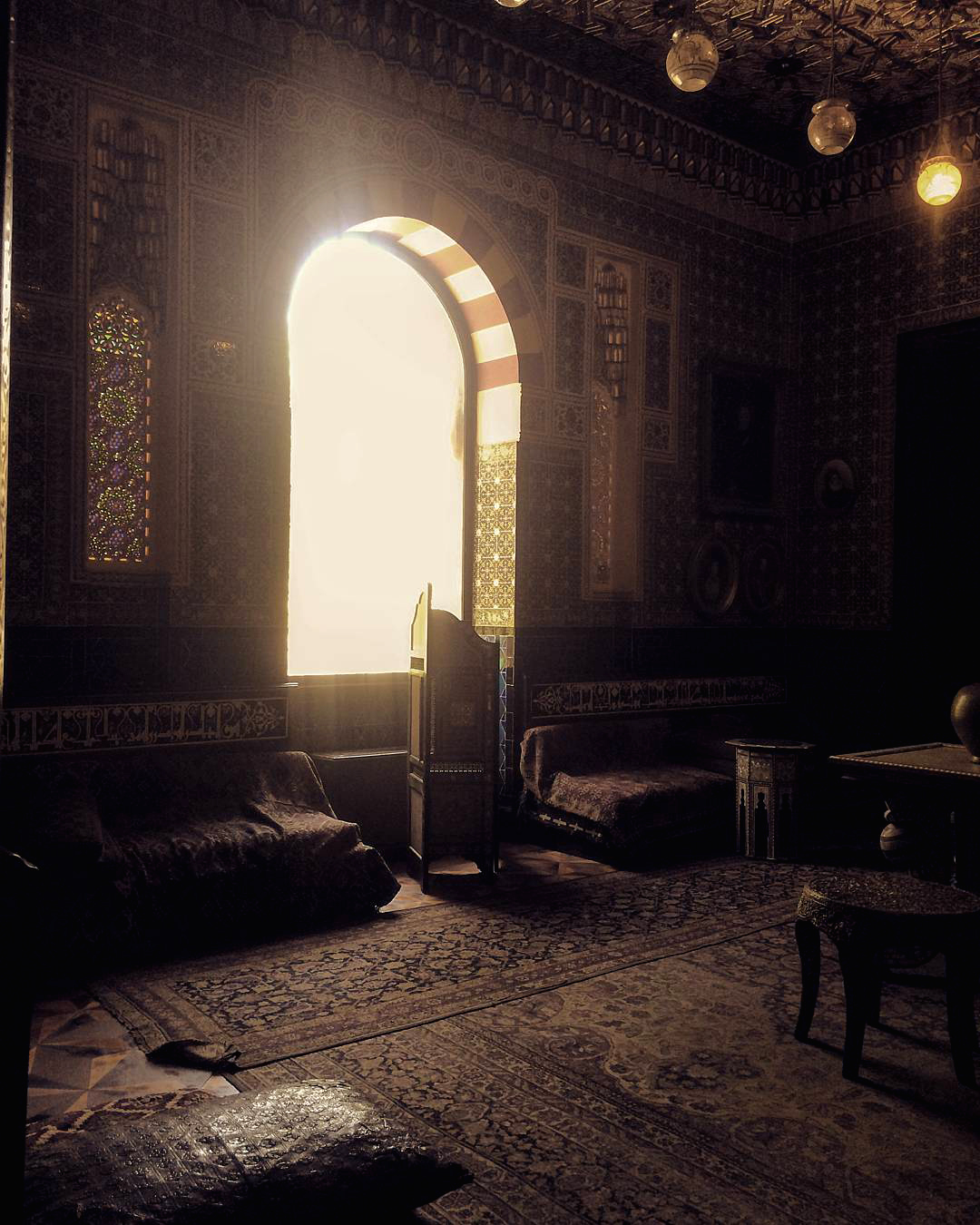
أحد قاعات القصر
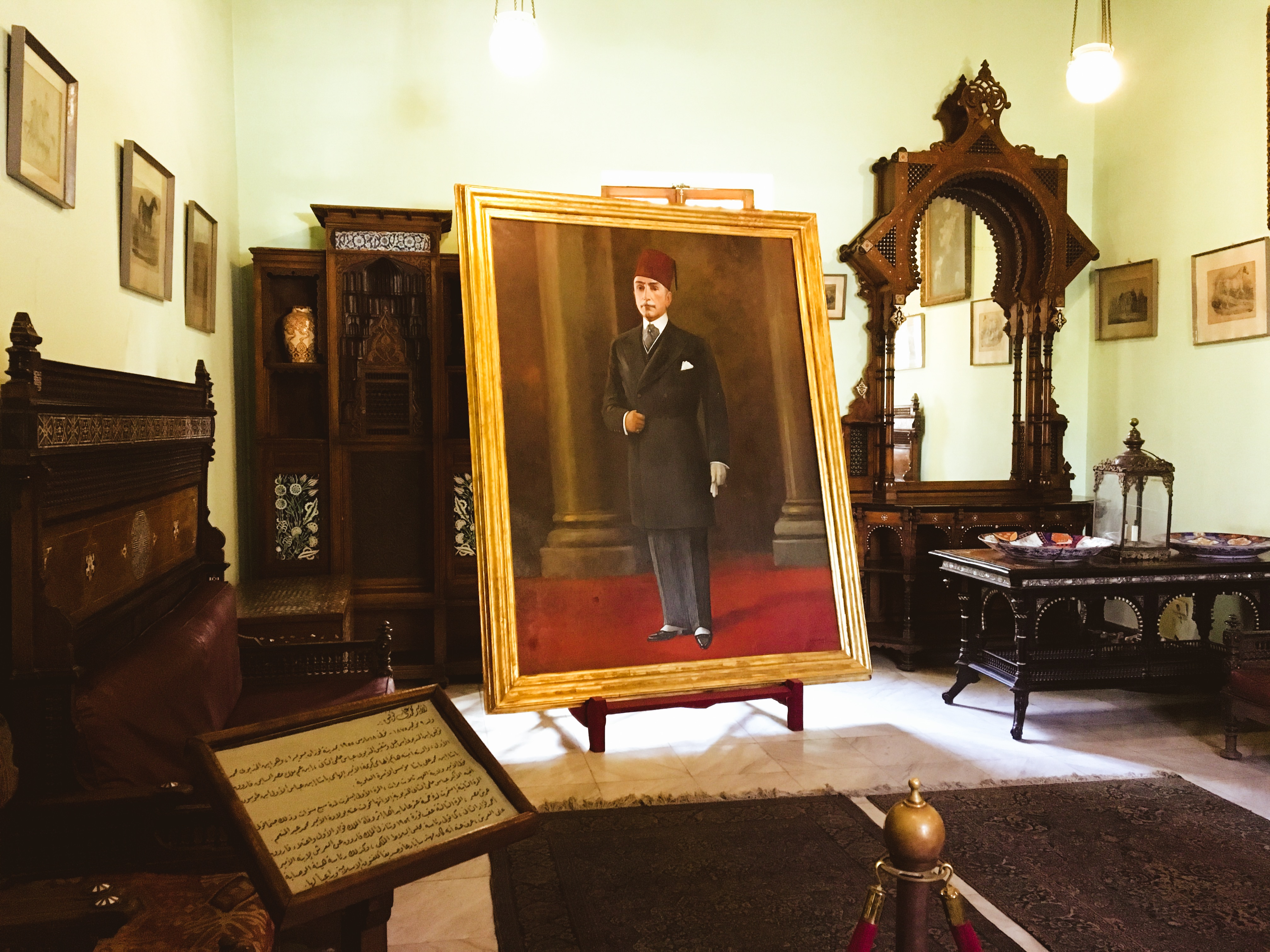
أحد قاعات القصر
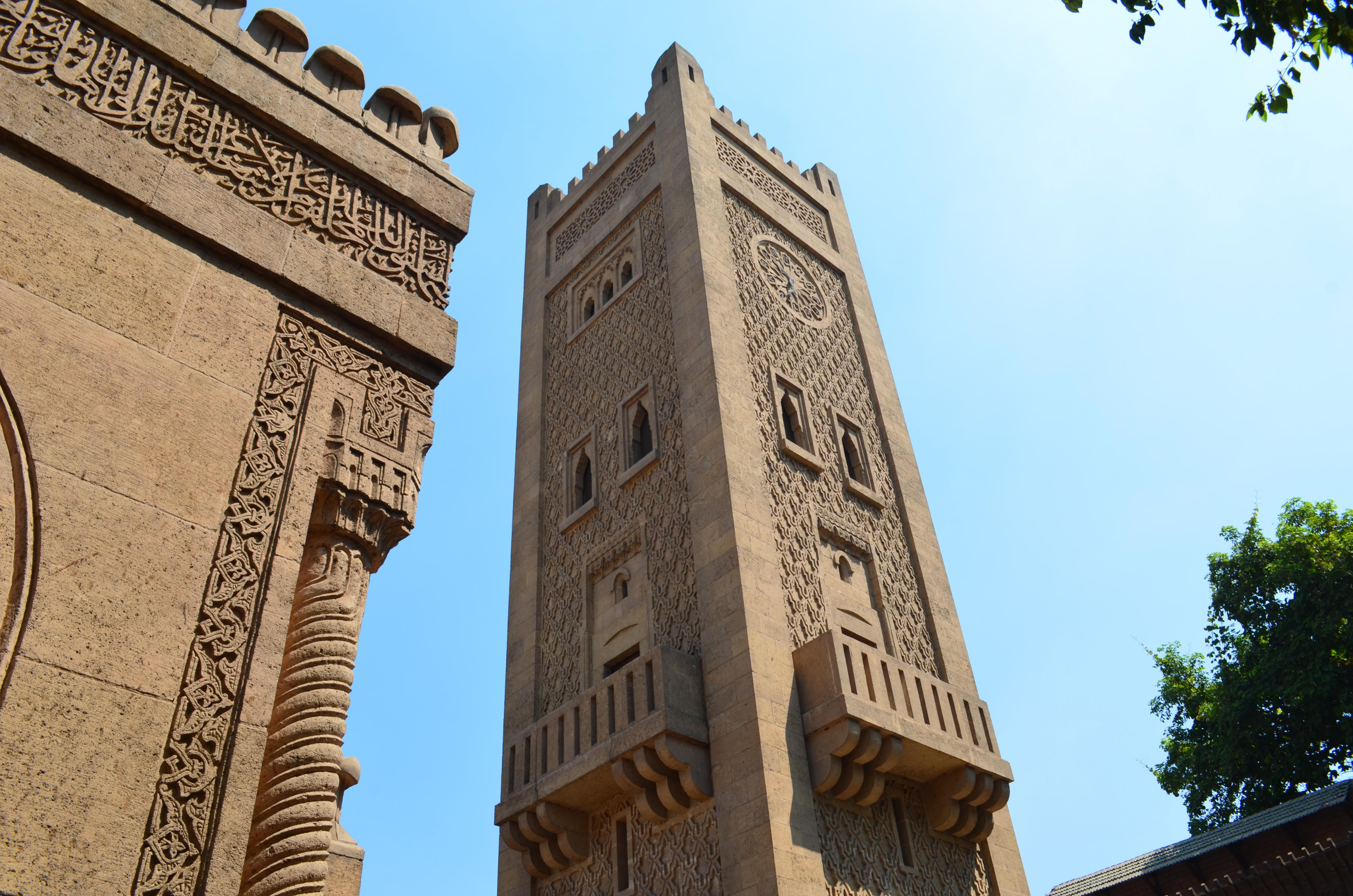
برج الساعة
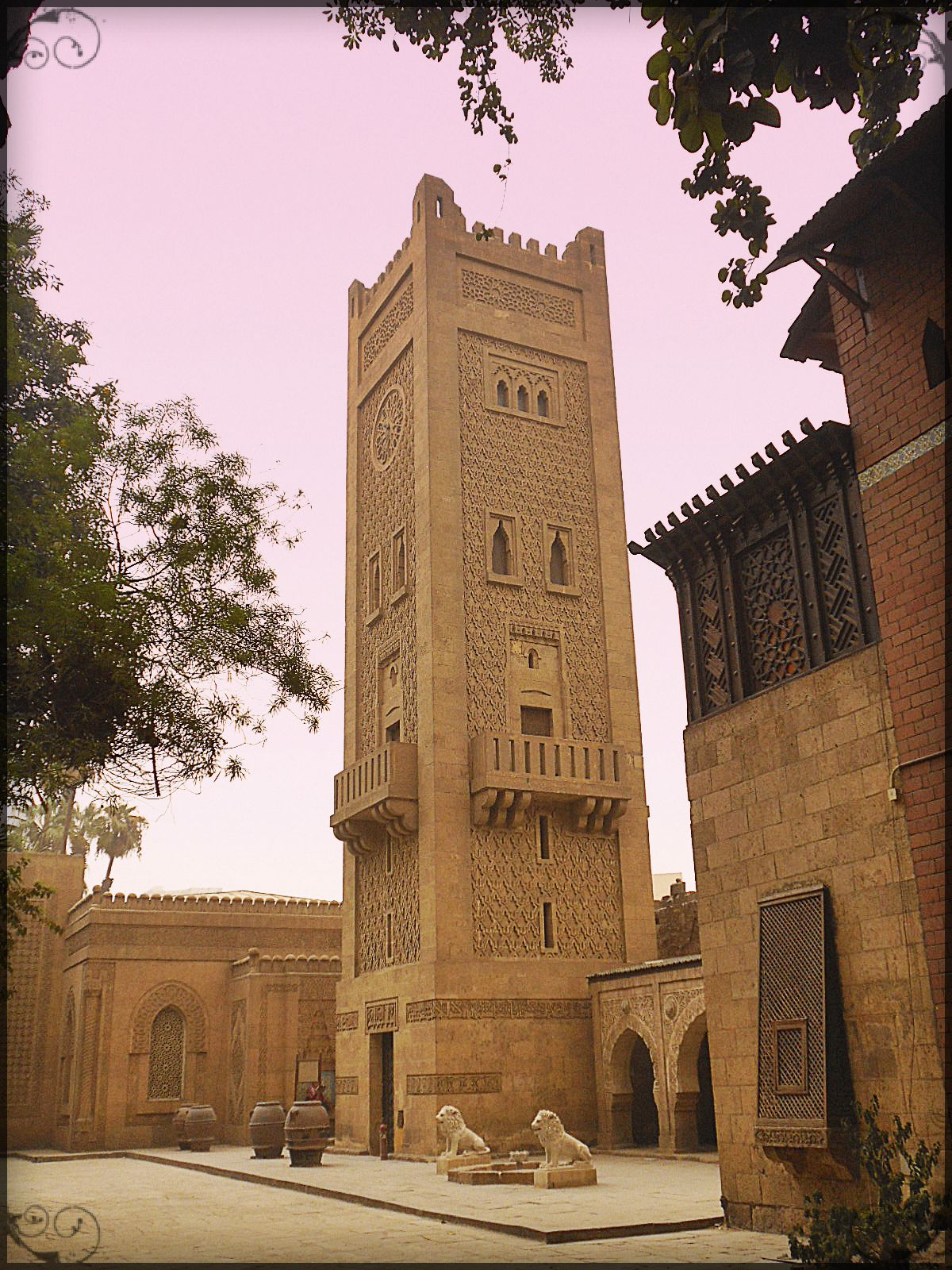
برج الساعة
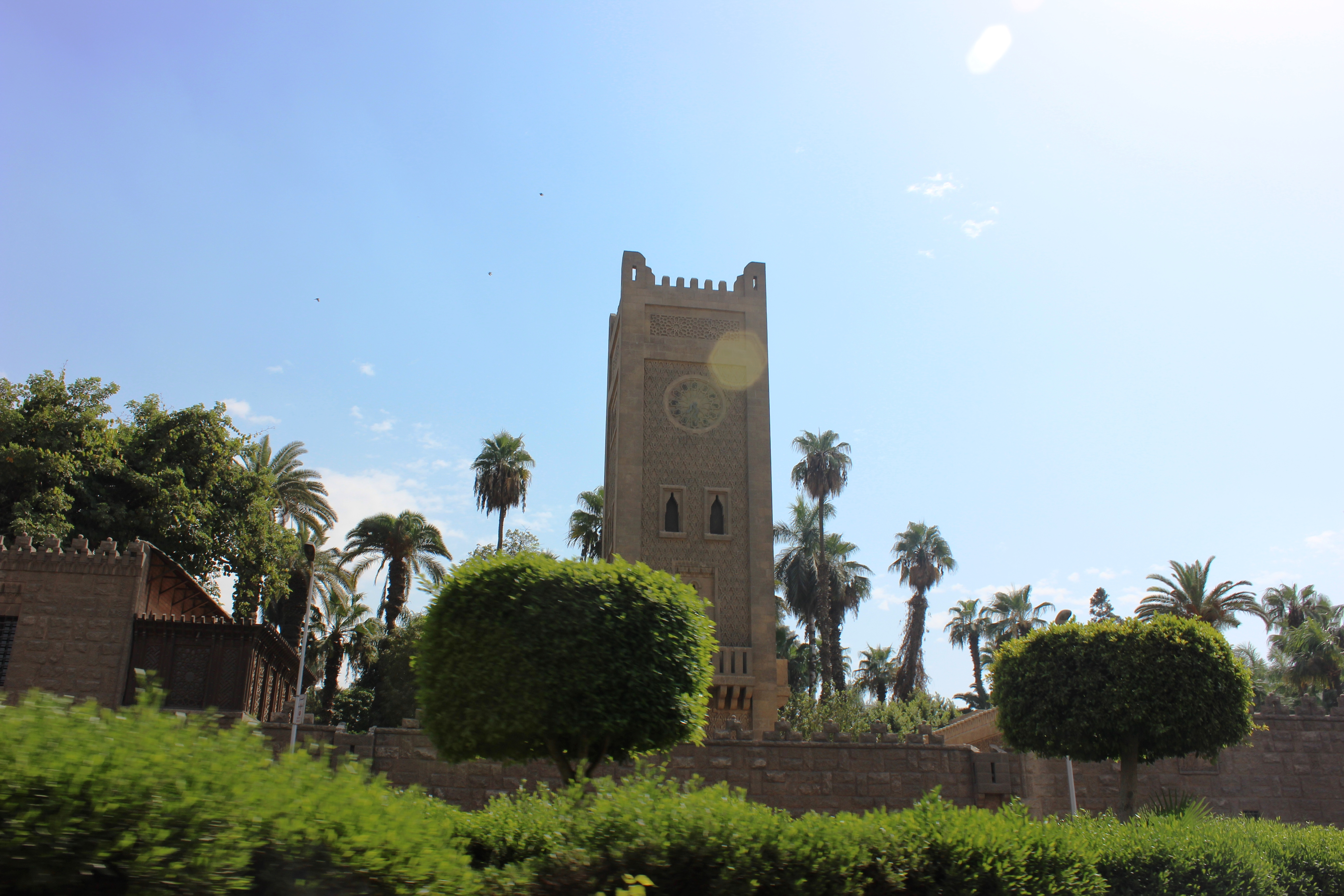
برج الساعة
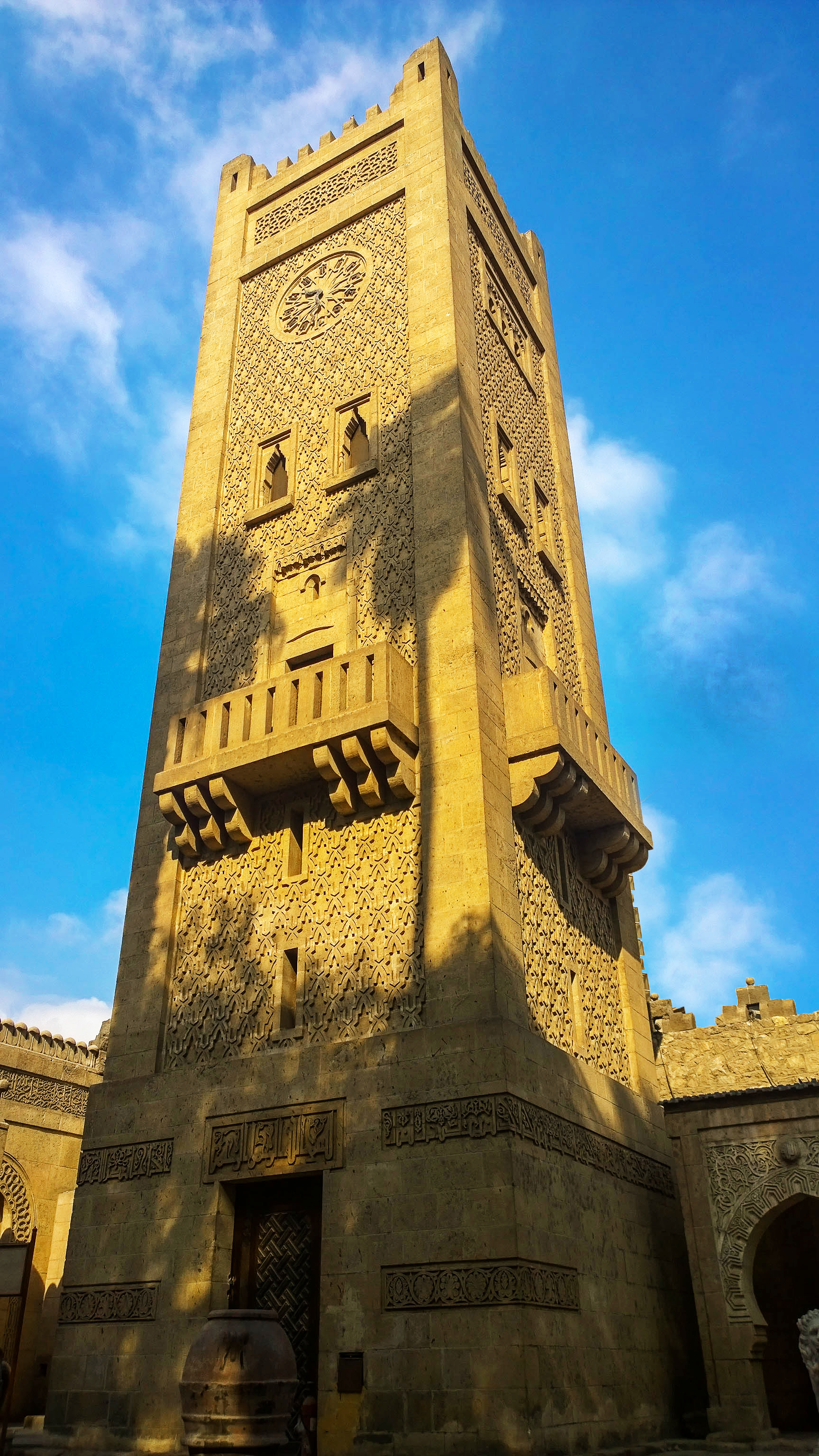
برج الساعة
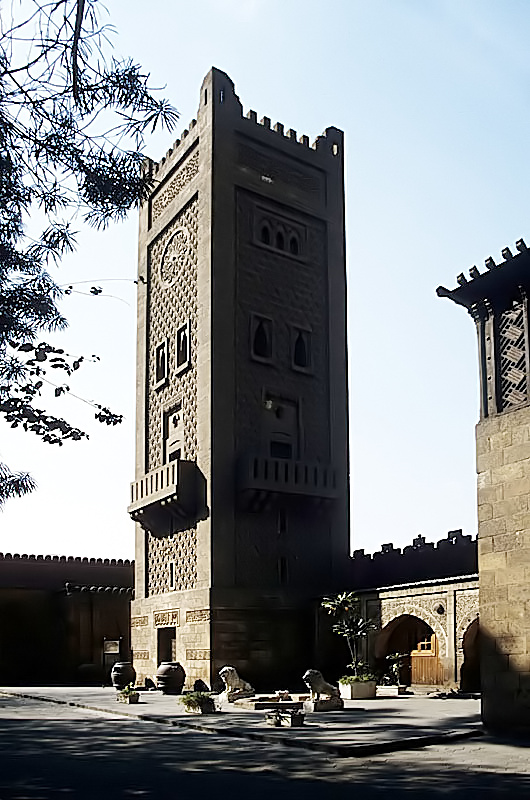
برج الساعة
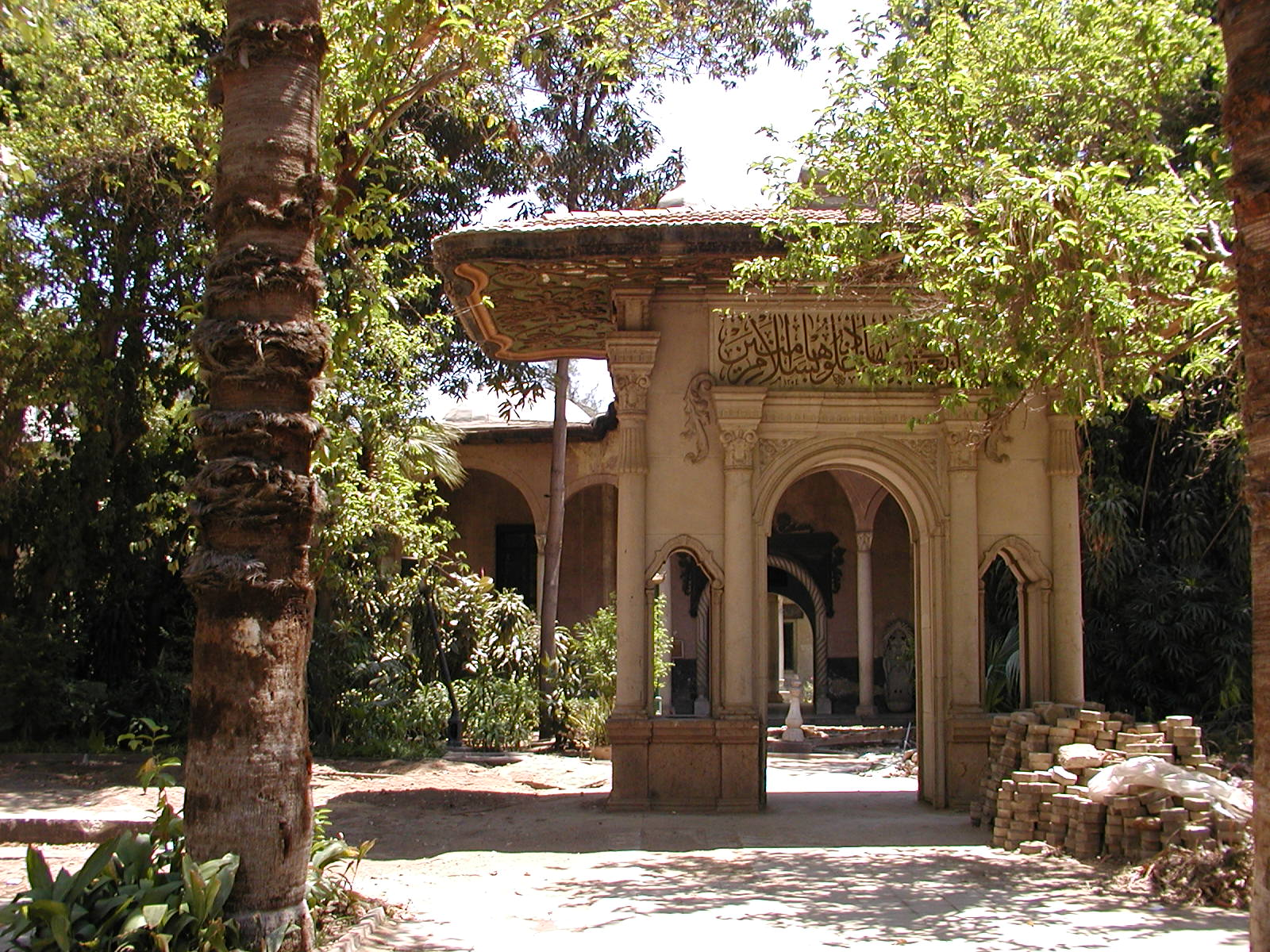
الحديقة
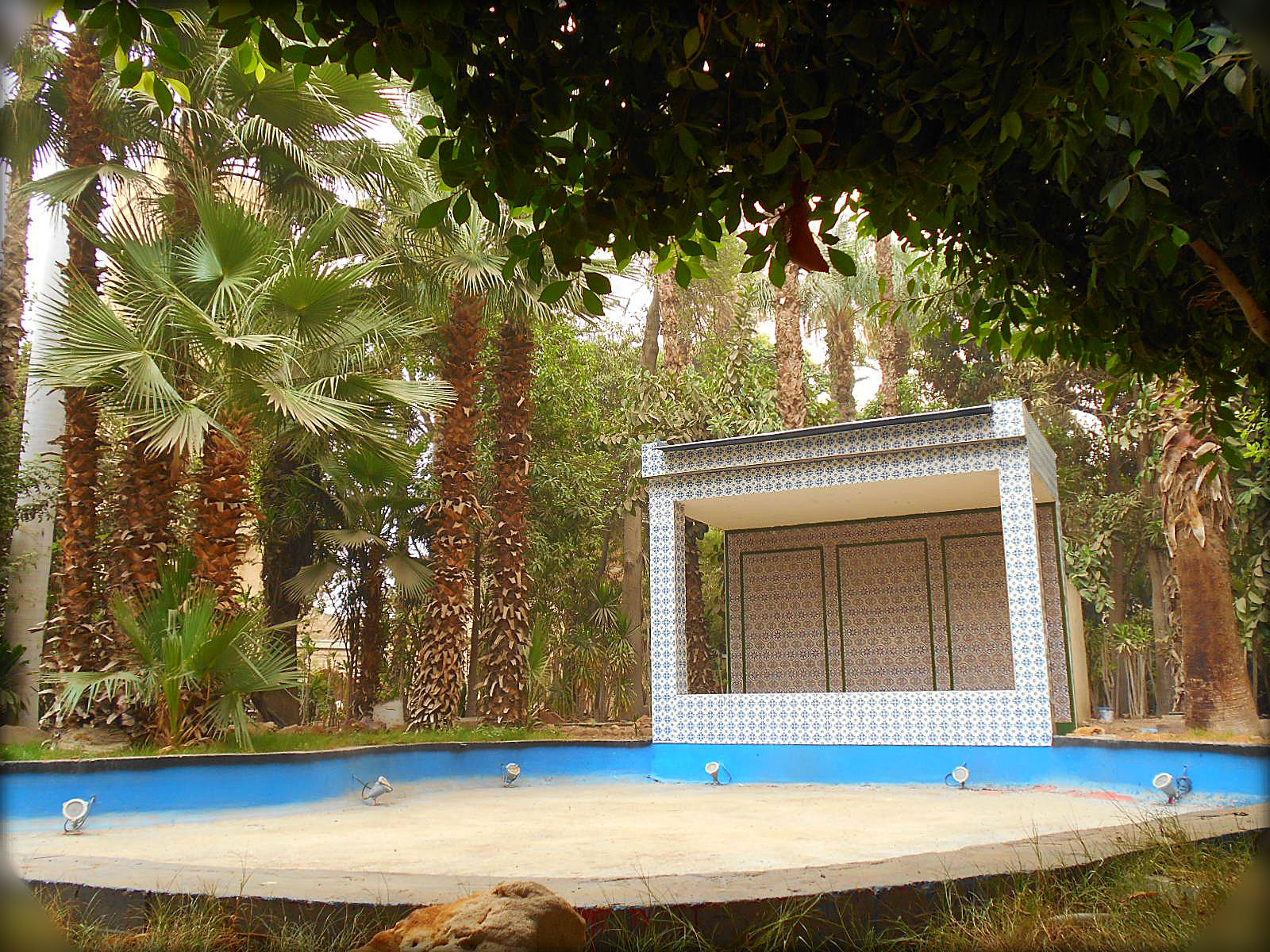
الحديقة
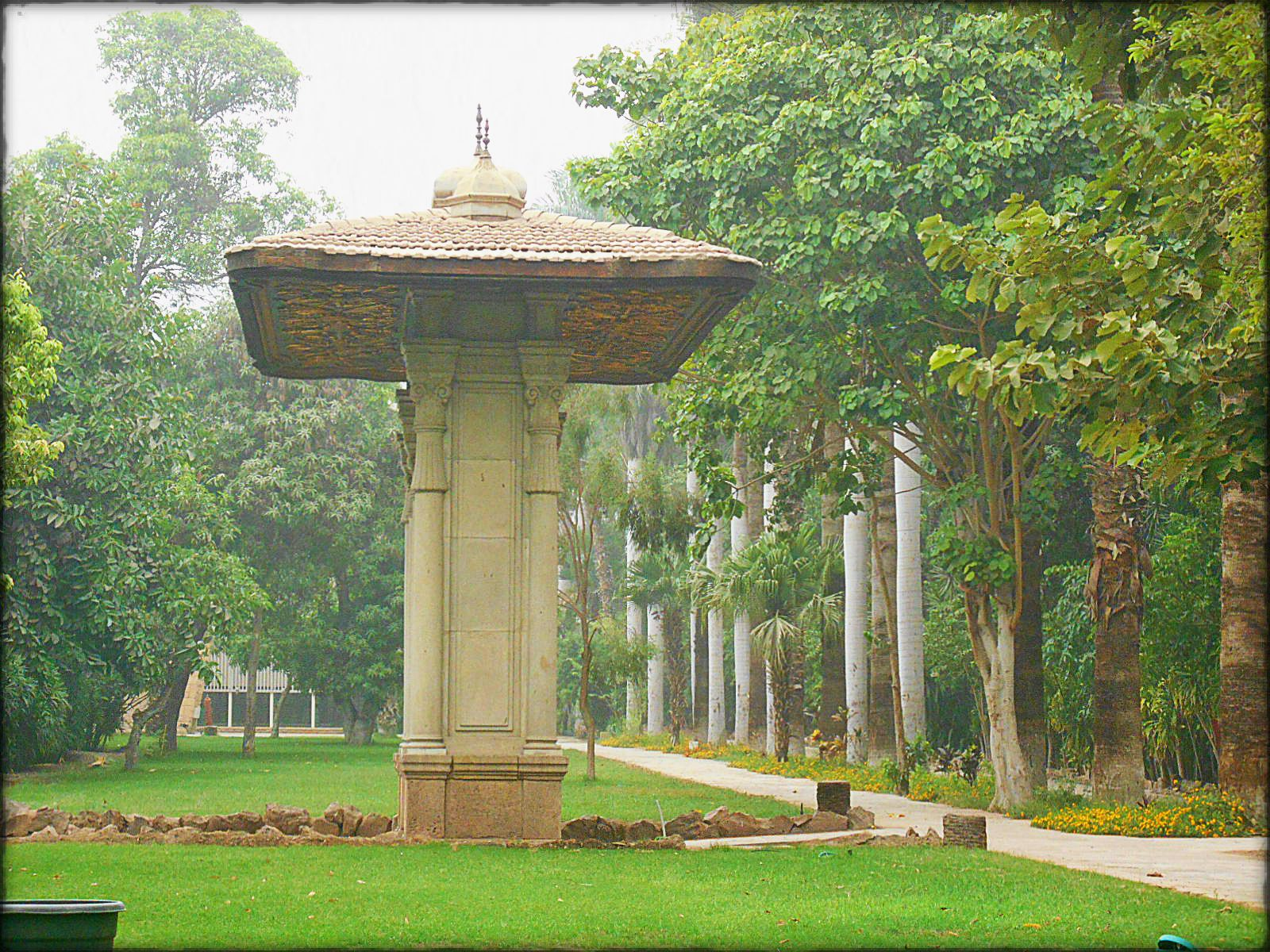
الحديقة
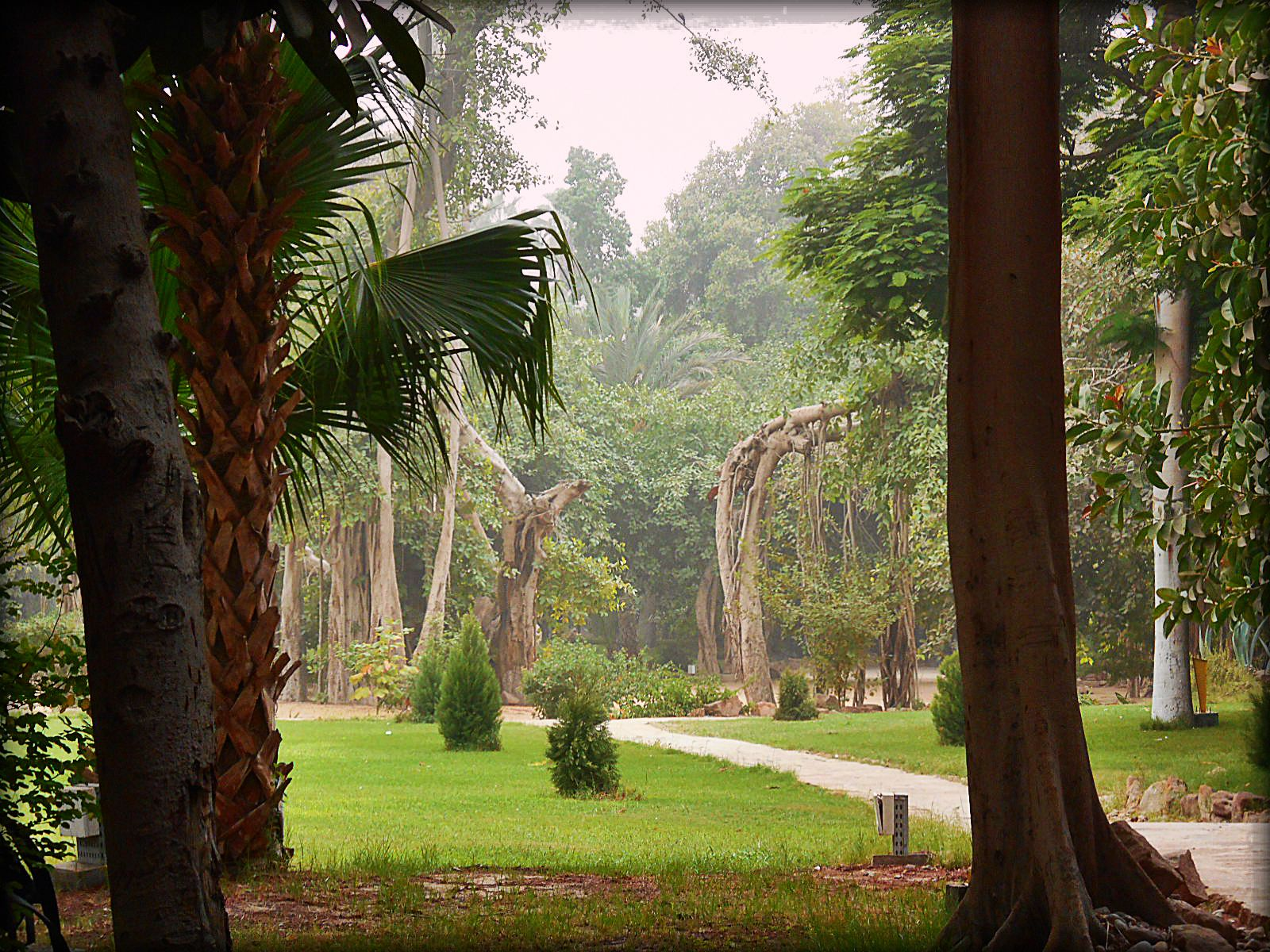
الحديقة
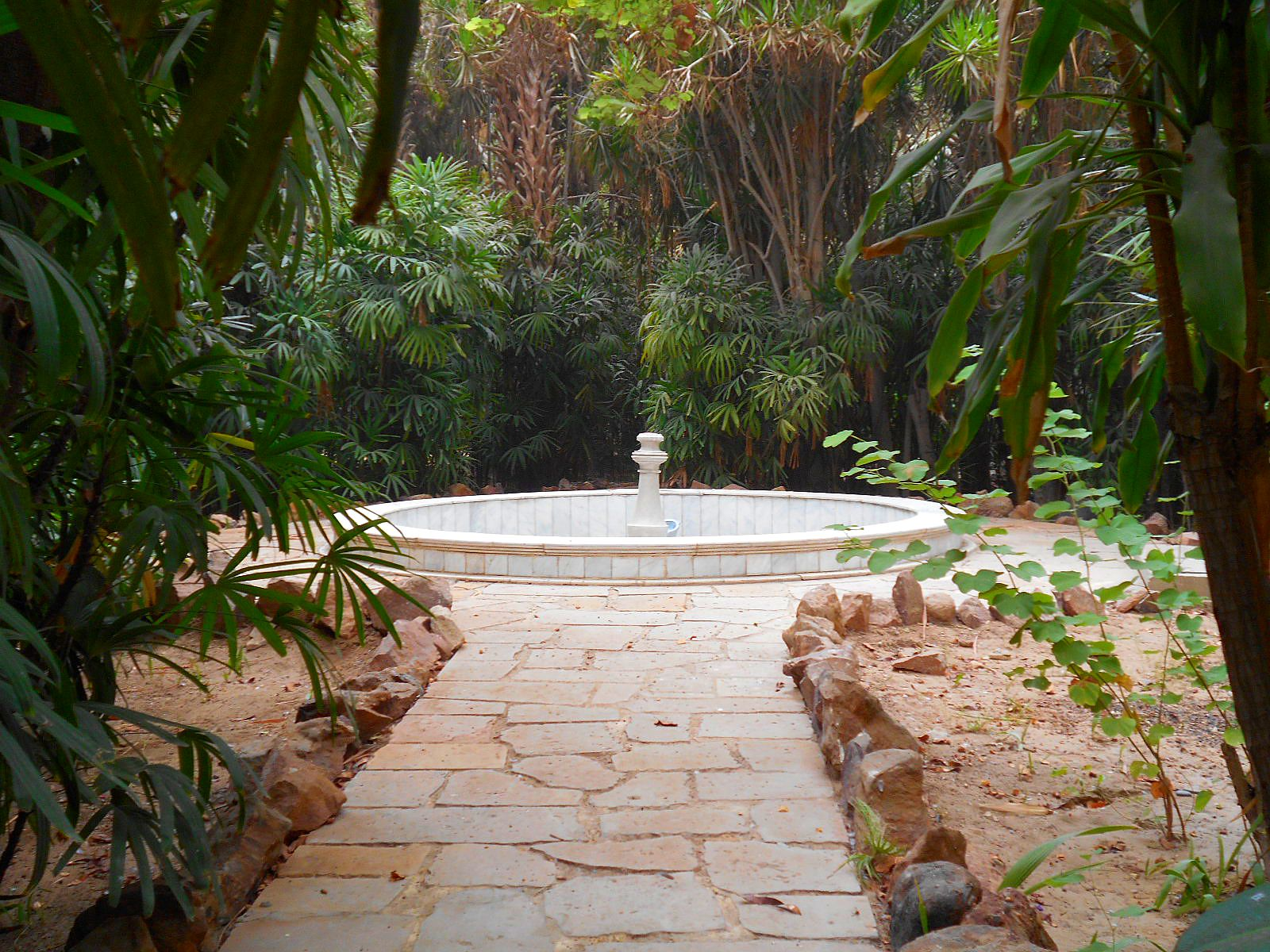
الحديقة
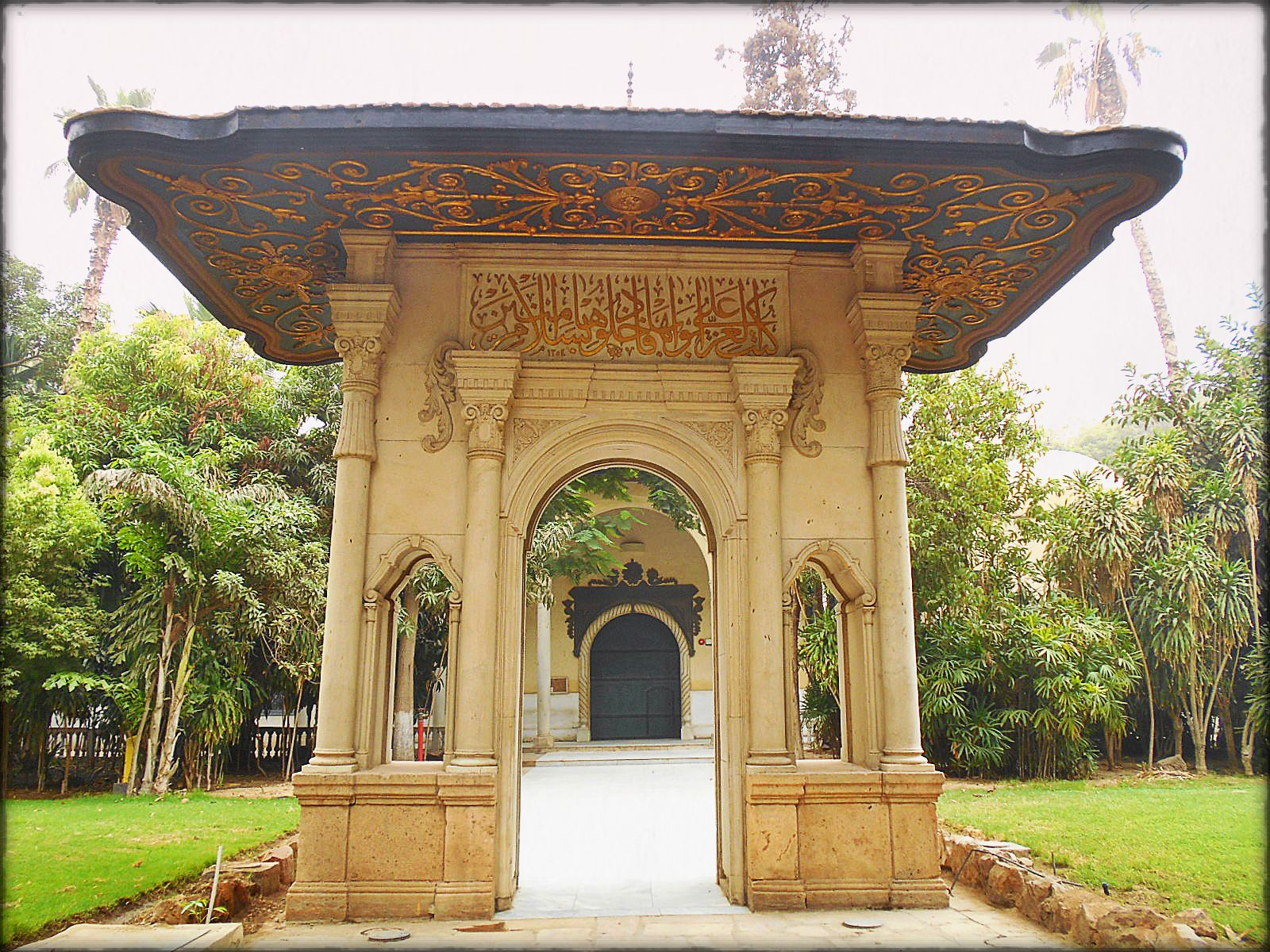
الحديقة
الحديقة
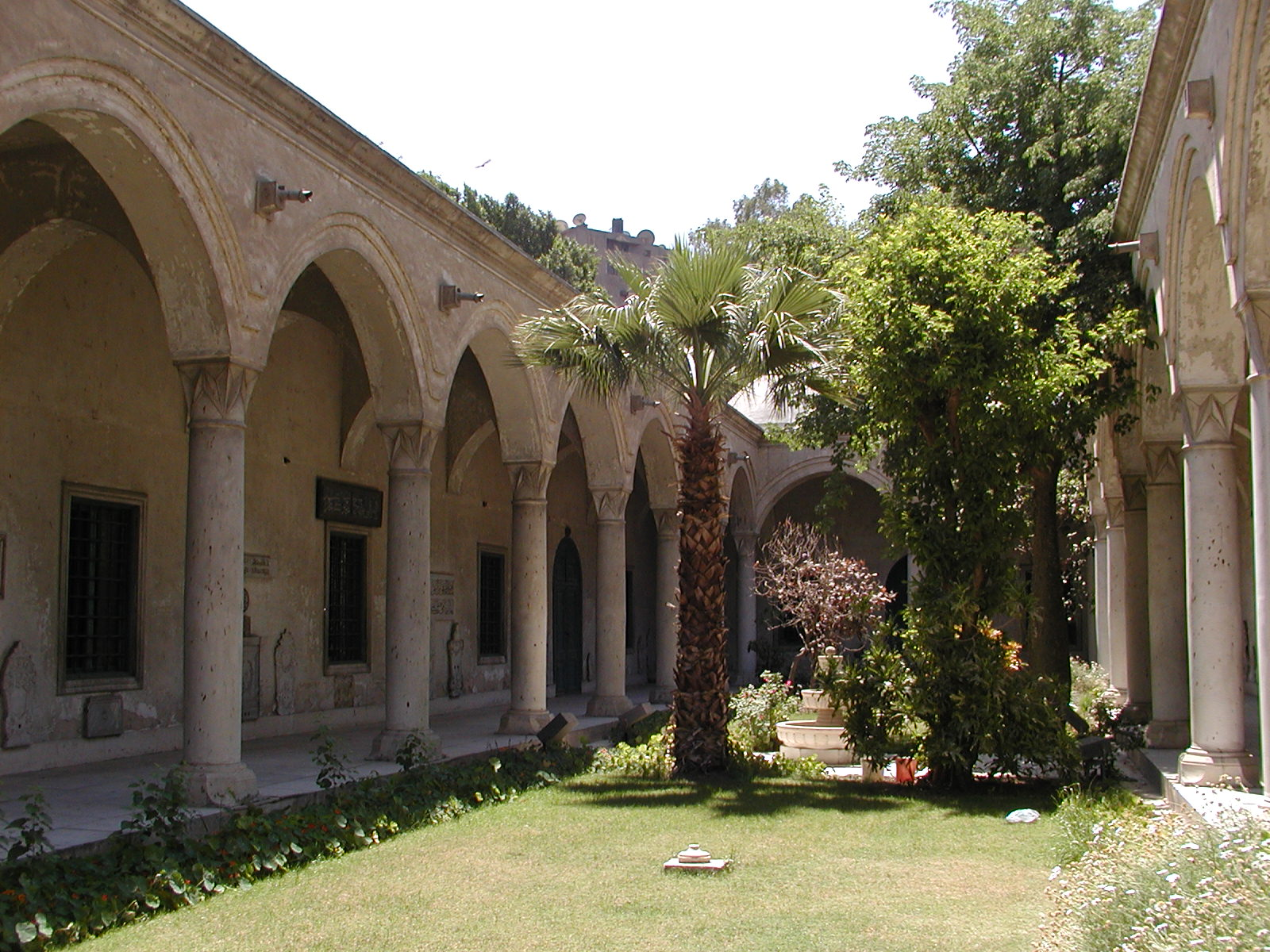
الحديقة
الحديقة
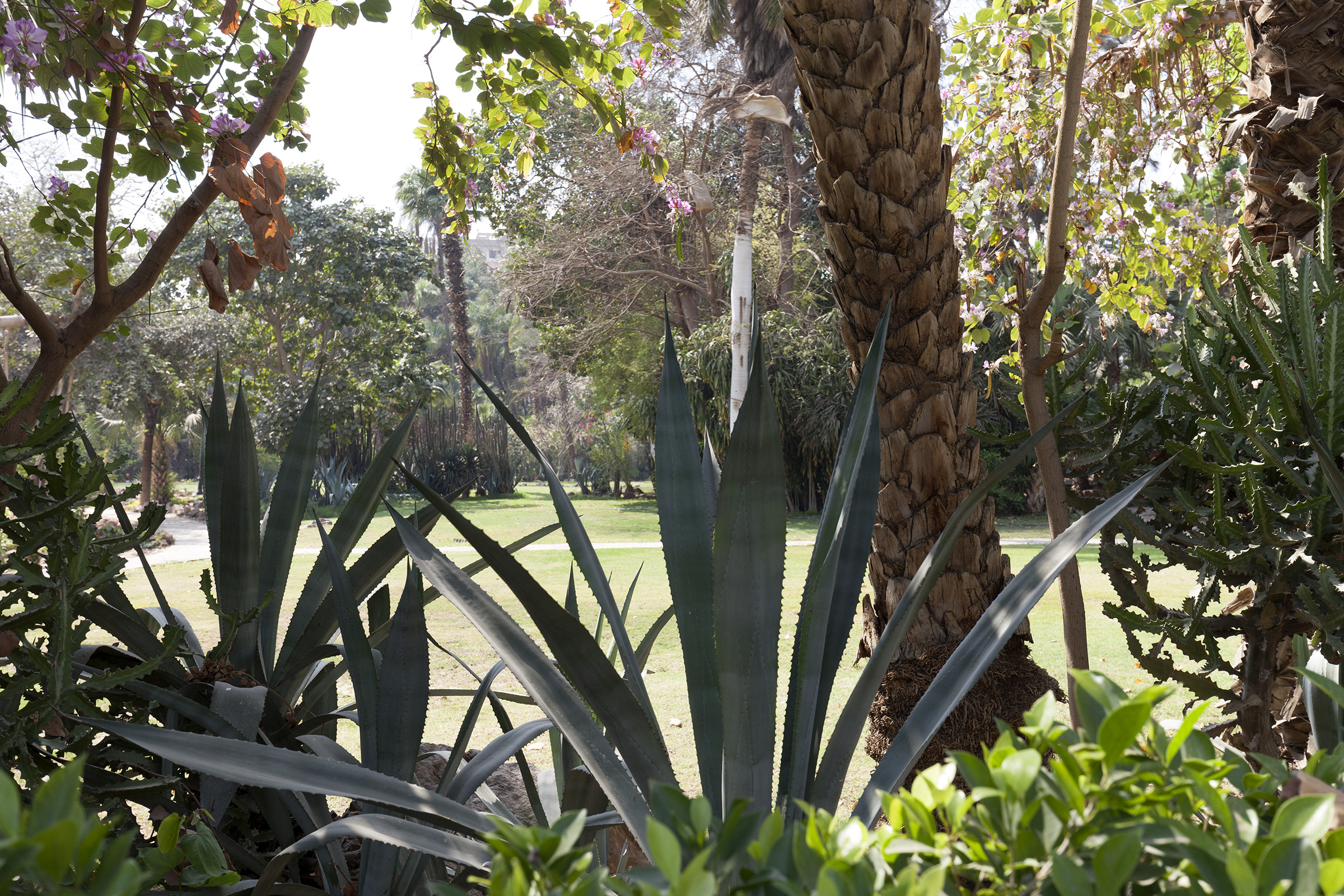
الحديقة
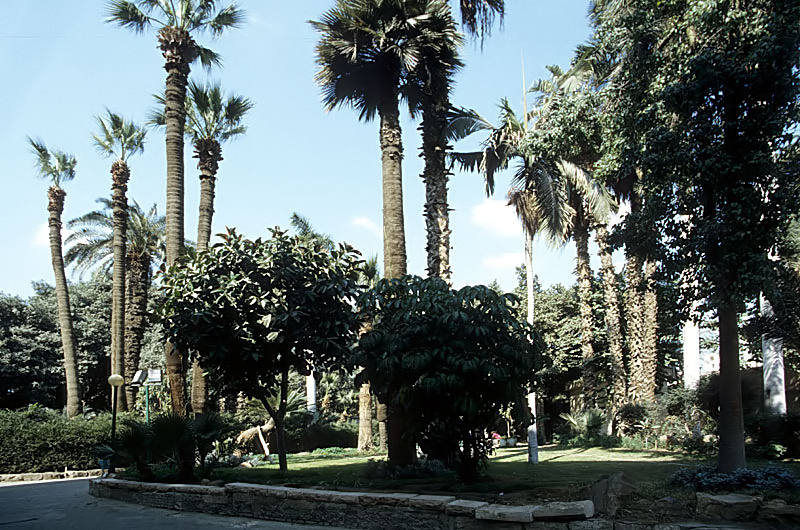
الحديقة
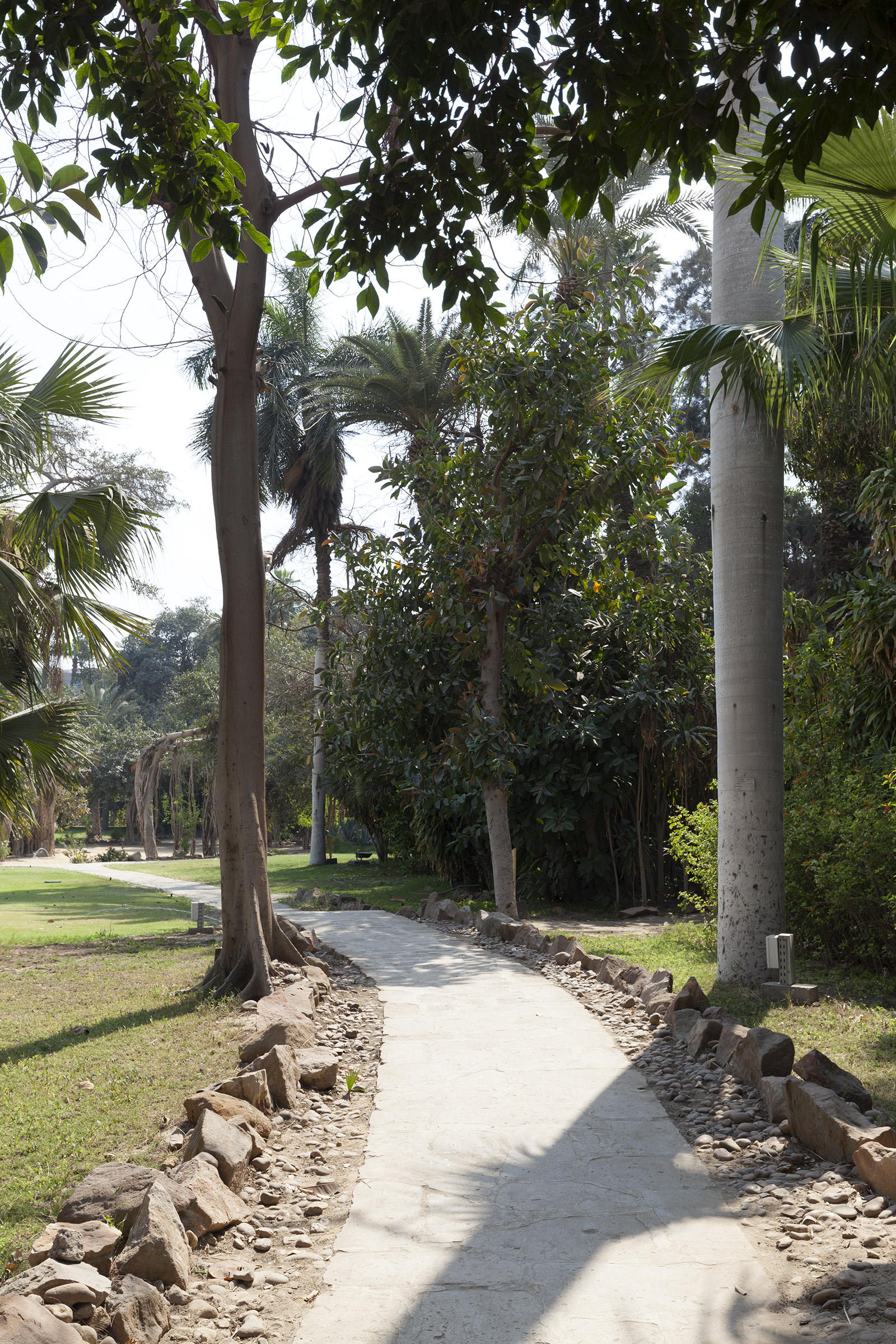
الحديقة
الحديقة
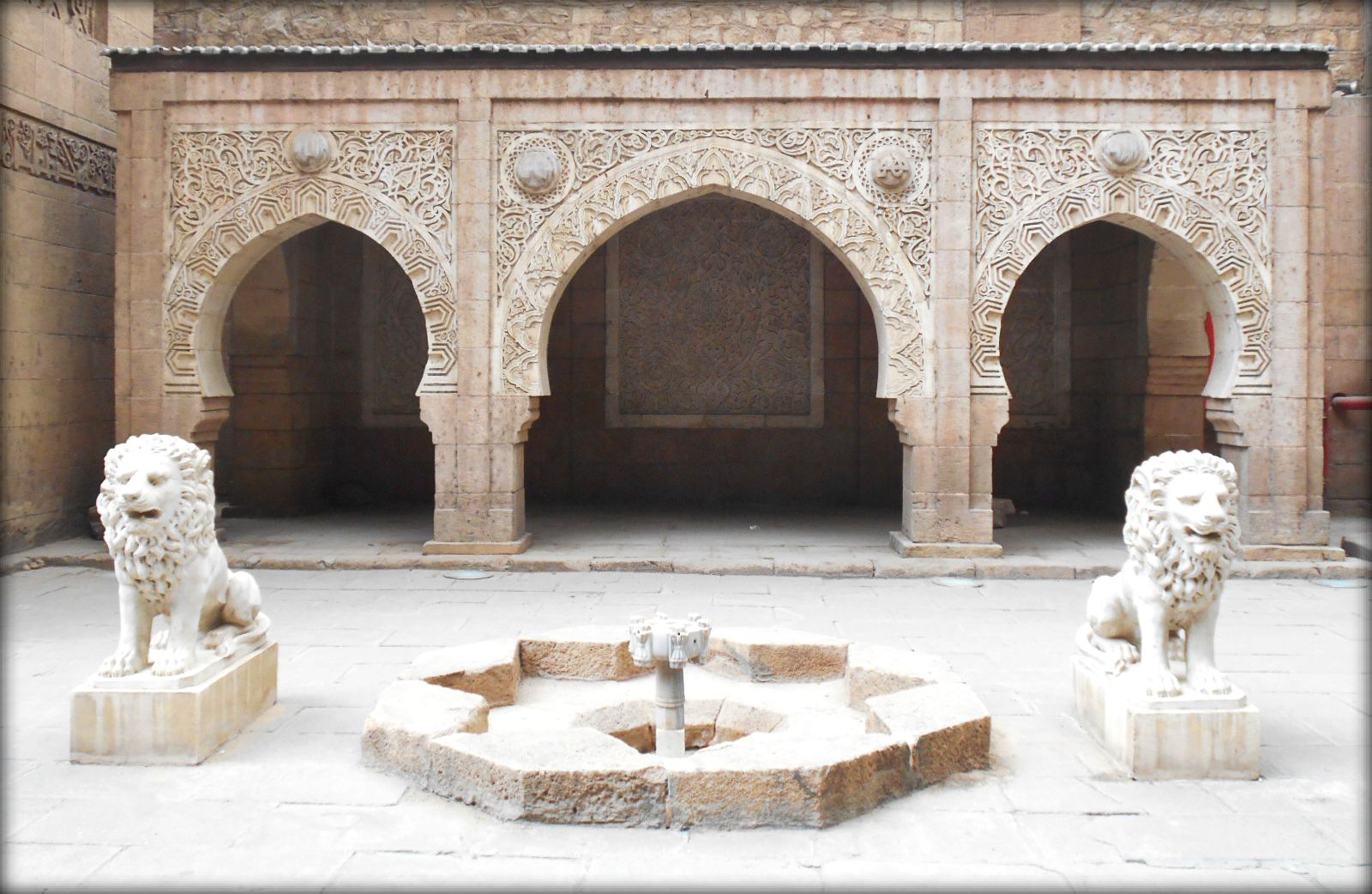
الحديقة
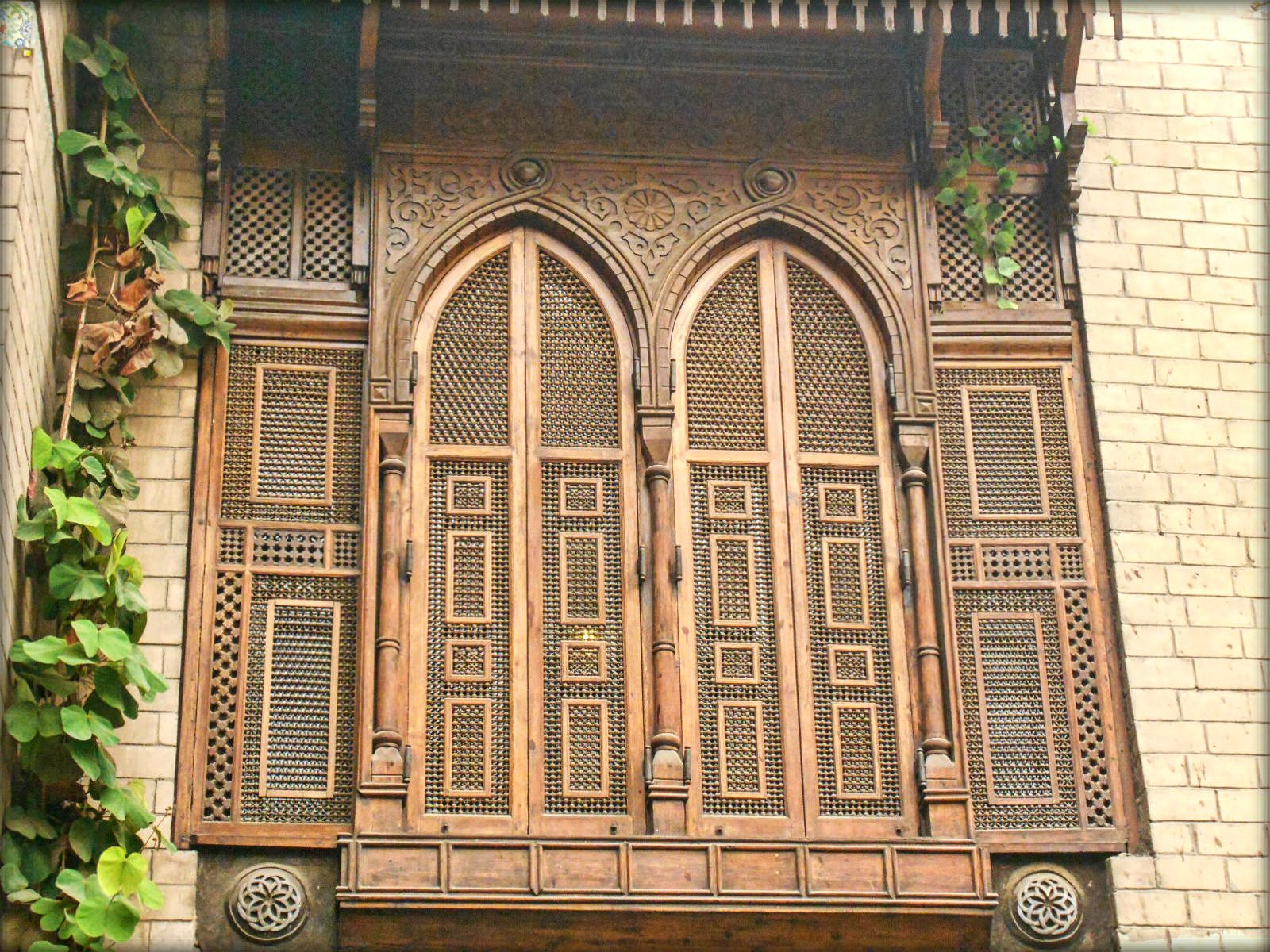
مشربية
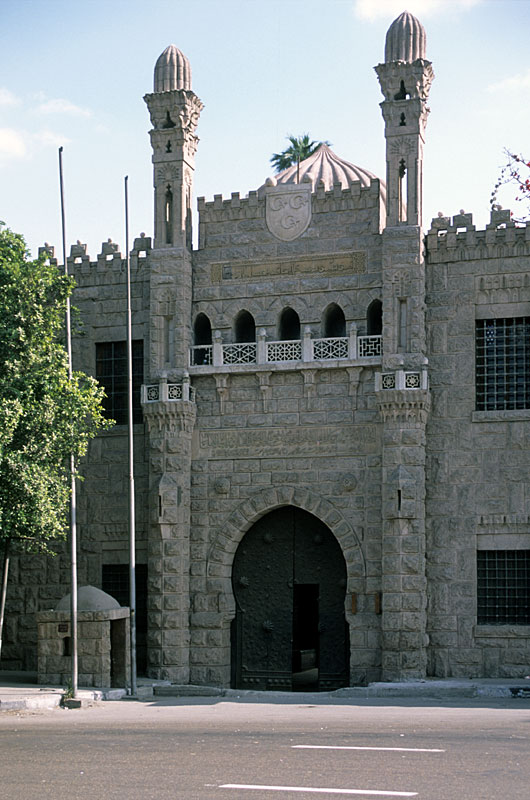
مدخل القصر
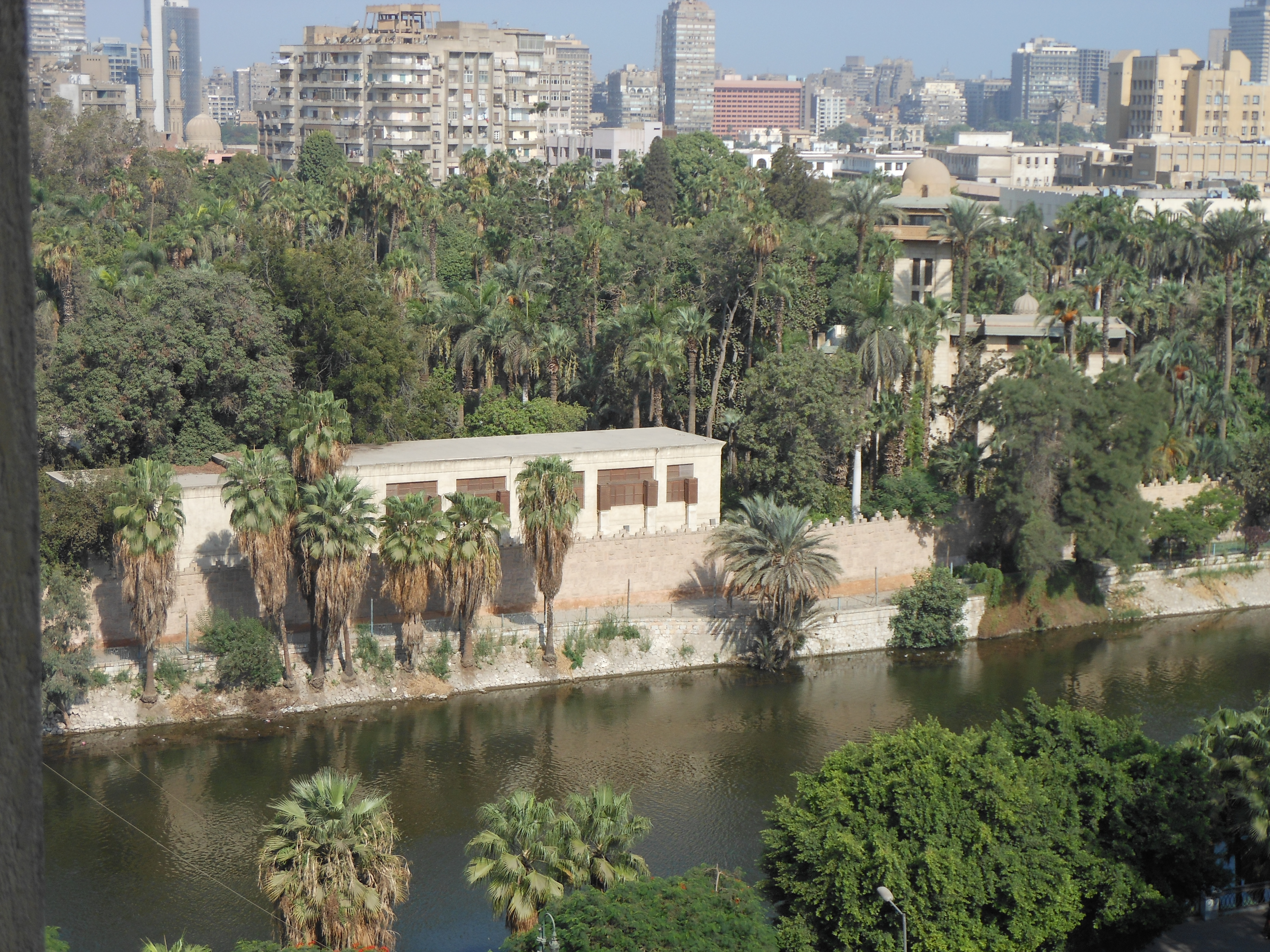
الجهة الشرقية للقصر المطلة على نهر النيل
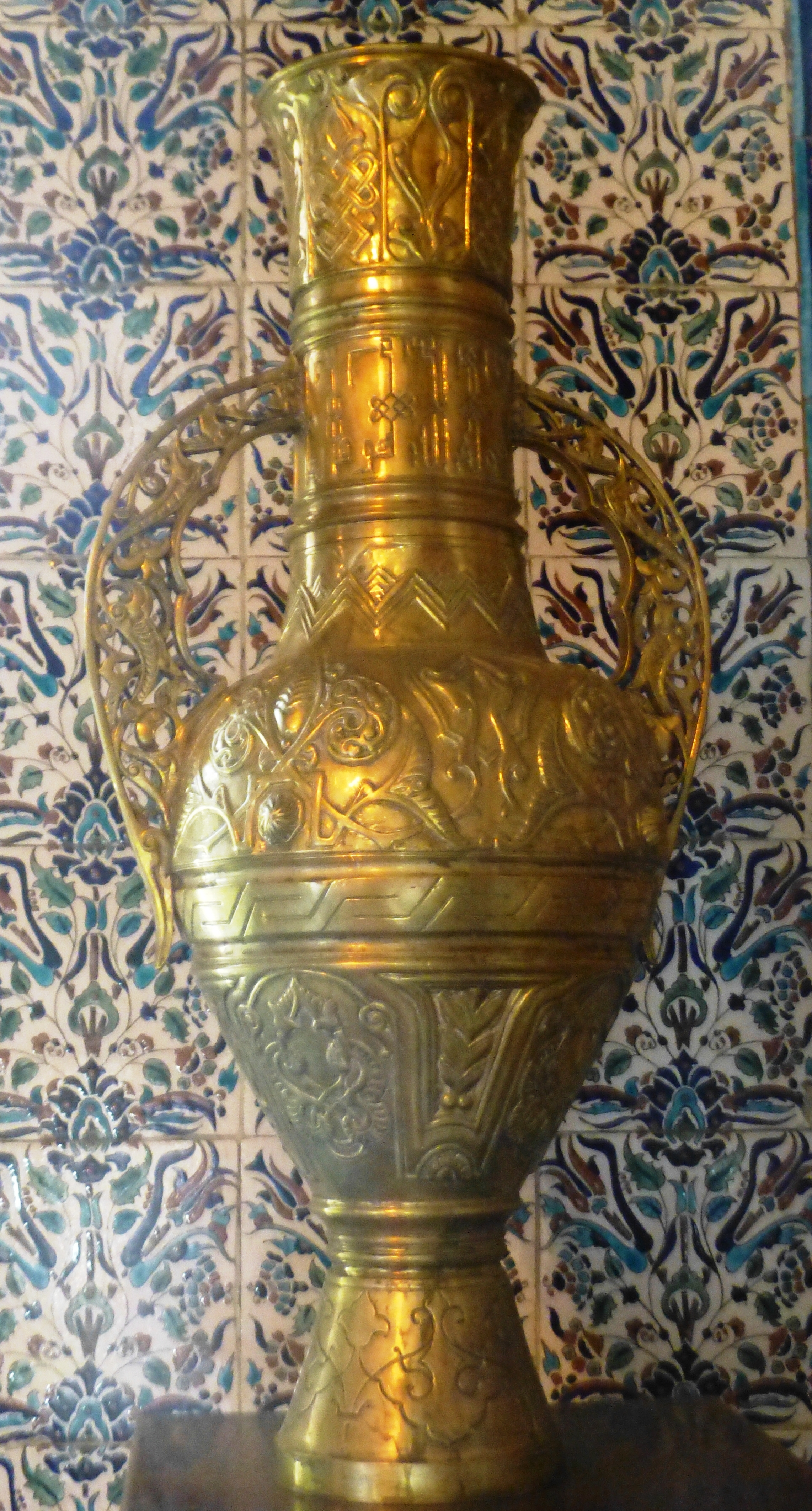
إحدى مقتنيات القصر
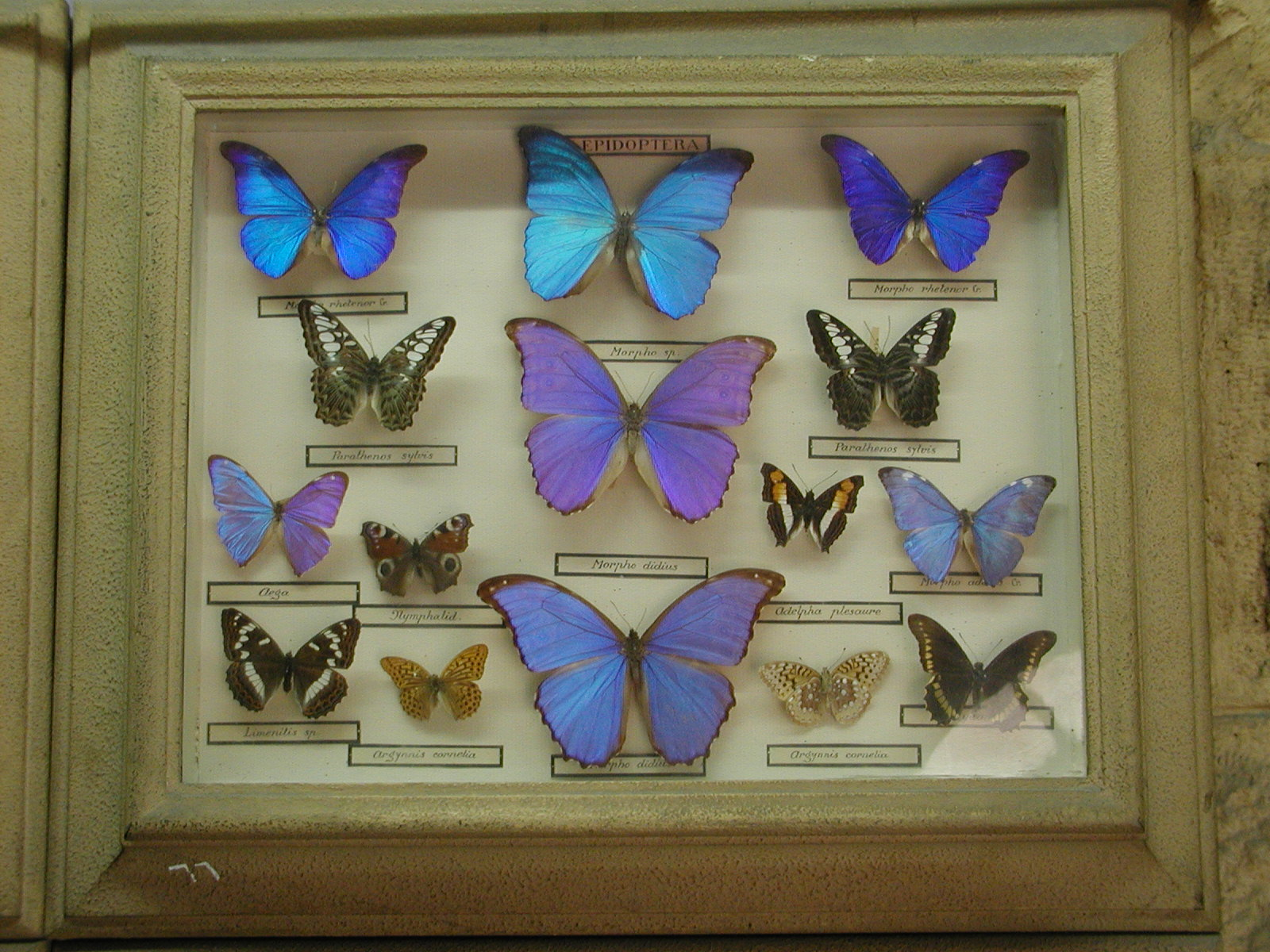
متحف الصيد
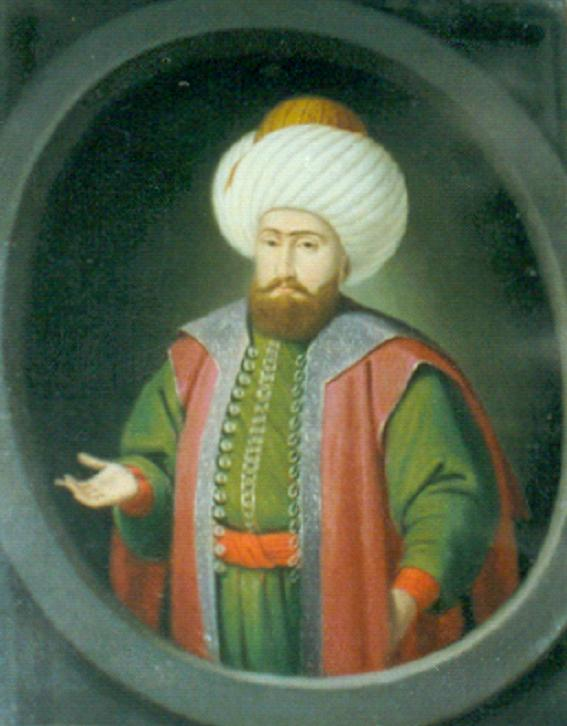
المتحف
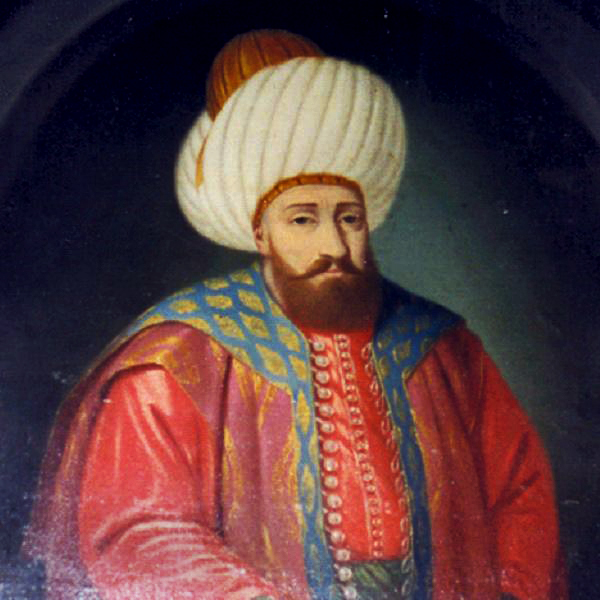
المتحف
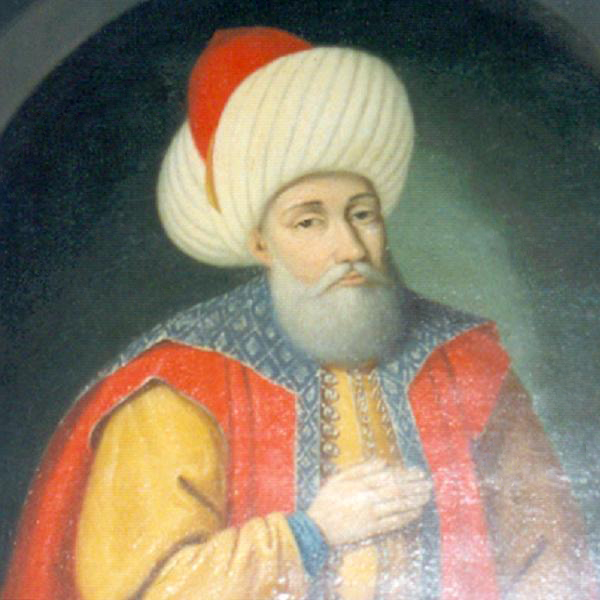
المتحف
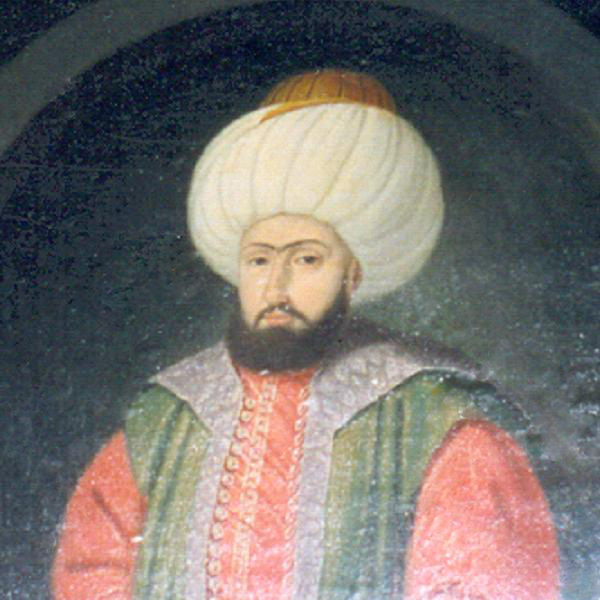
المتحف
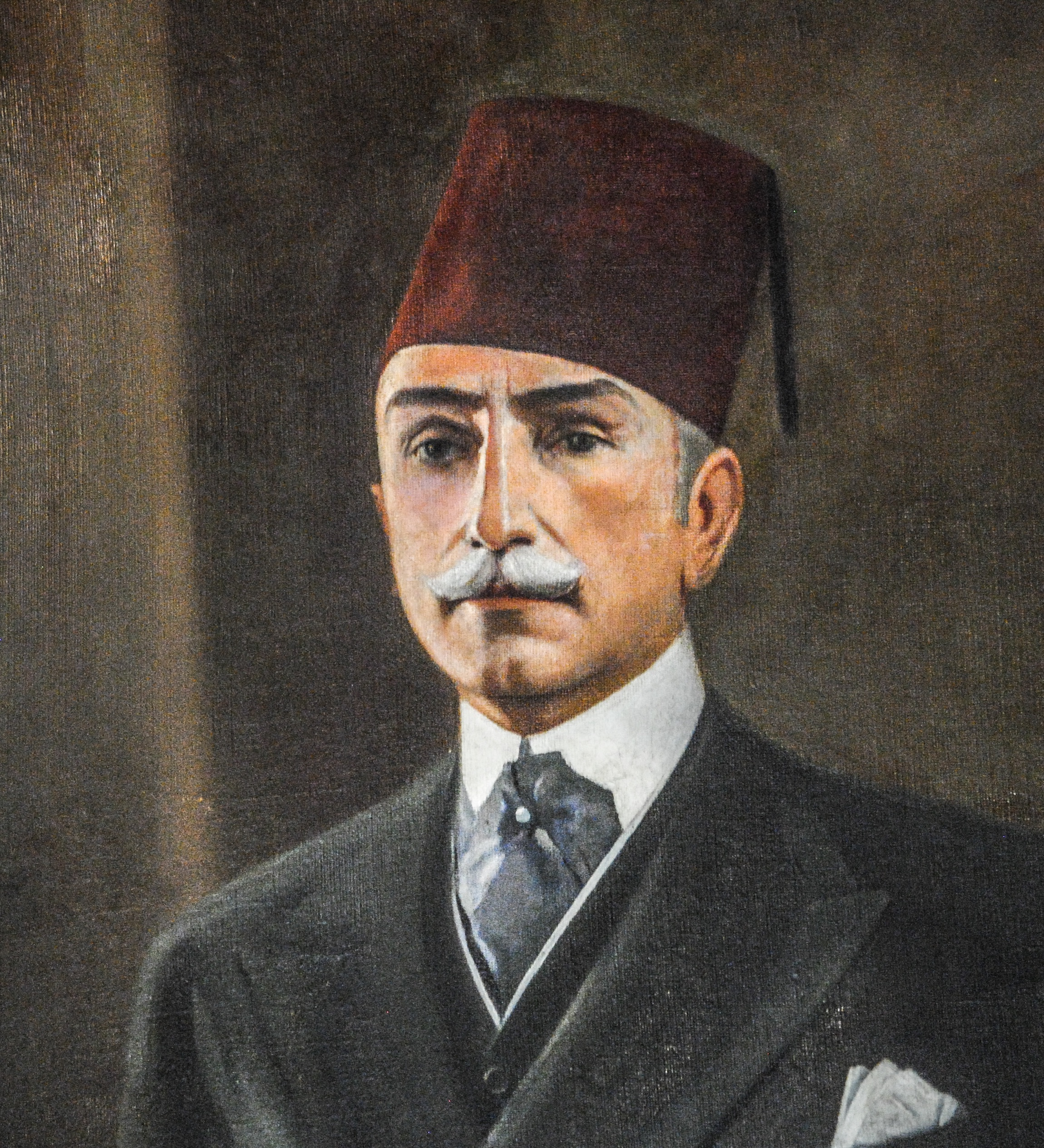
المتحف
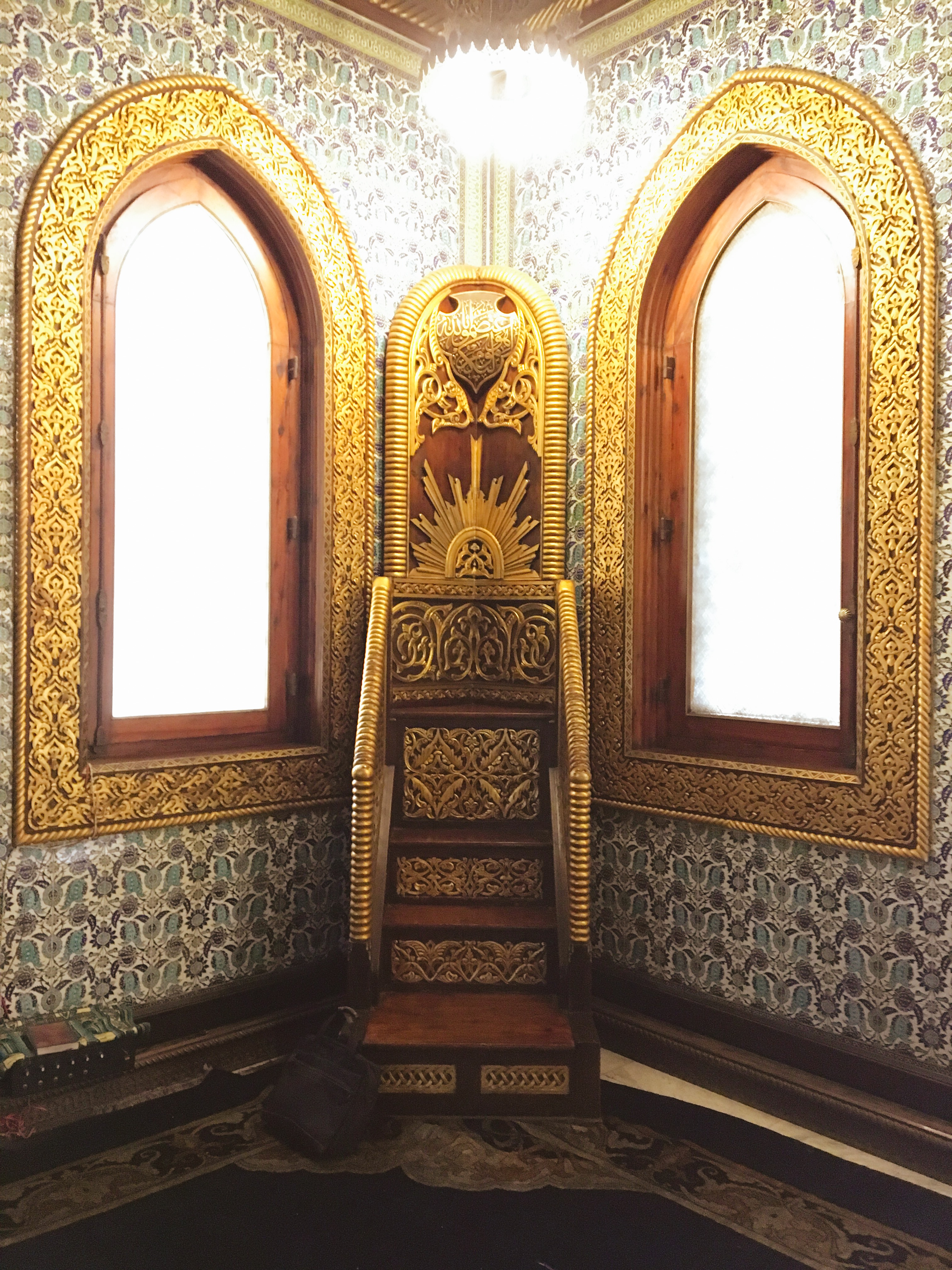
منبر المسجد
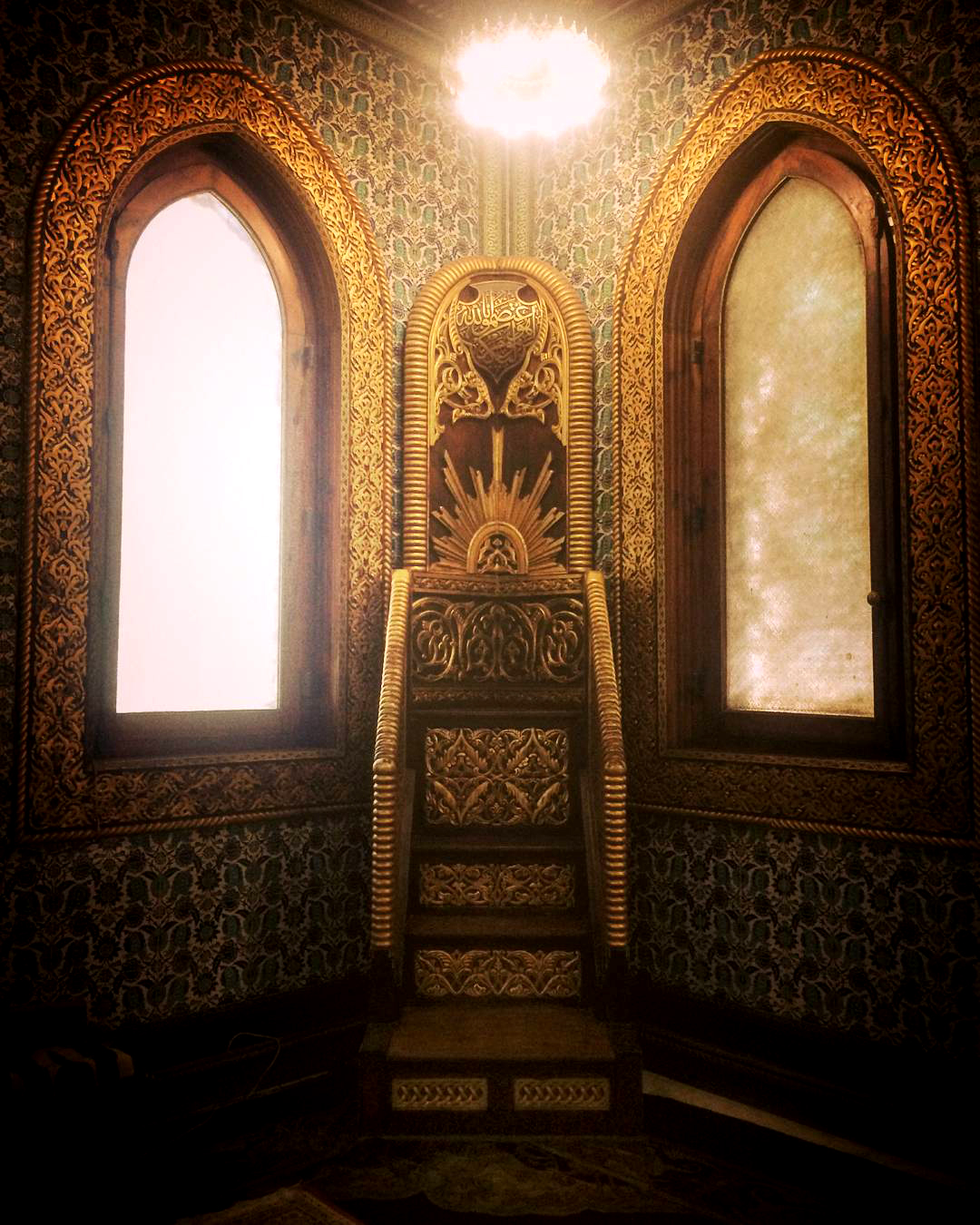
منبر المسجد
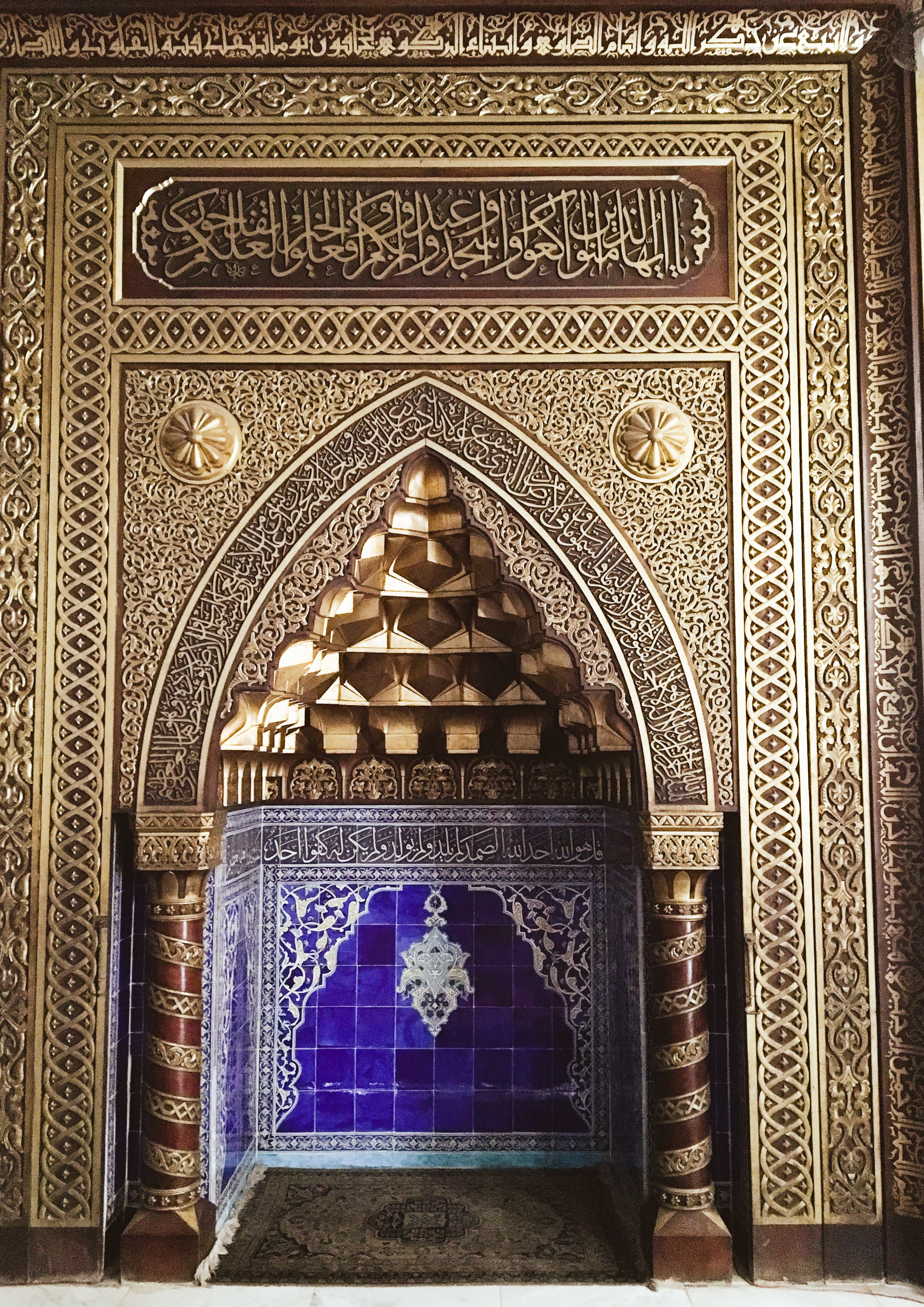
محراب المسجد
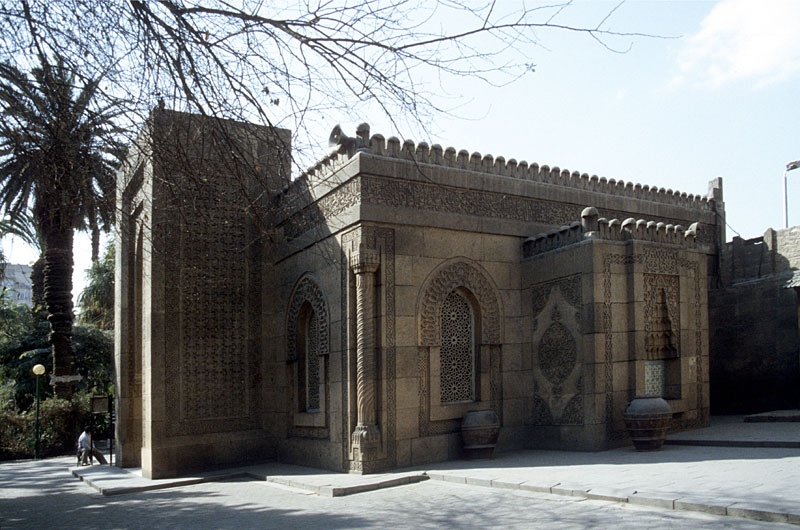
المسجد
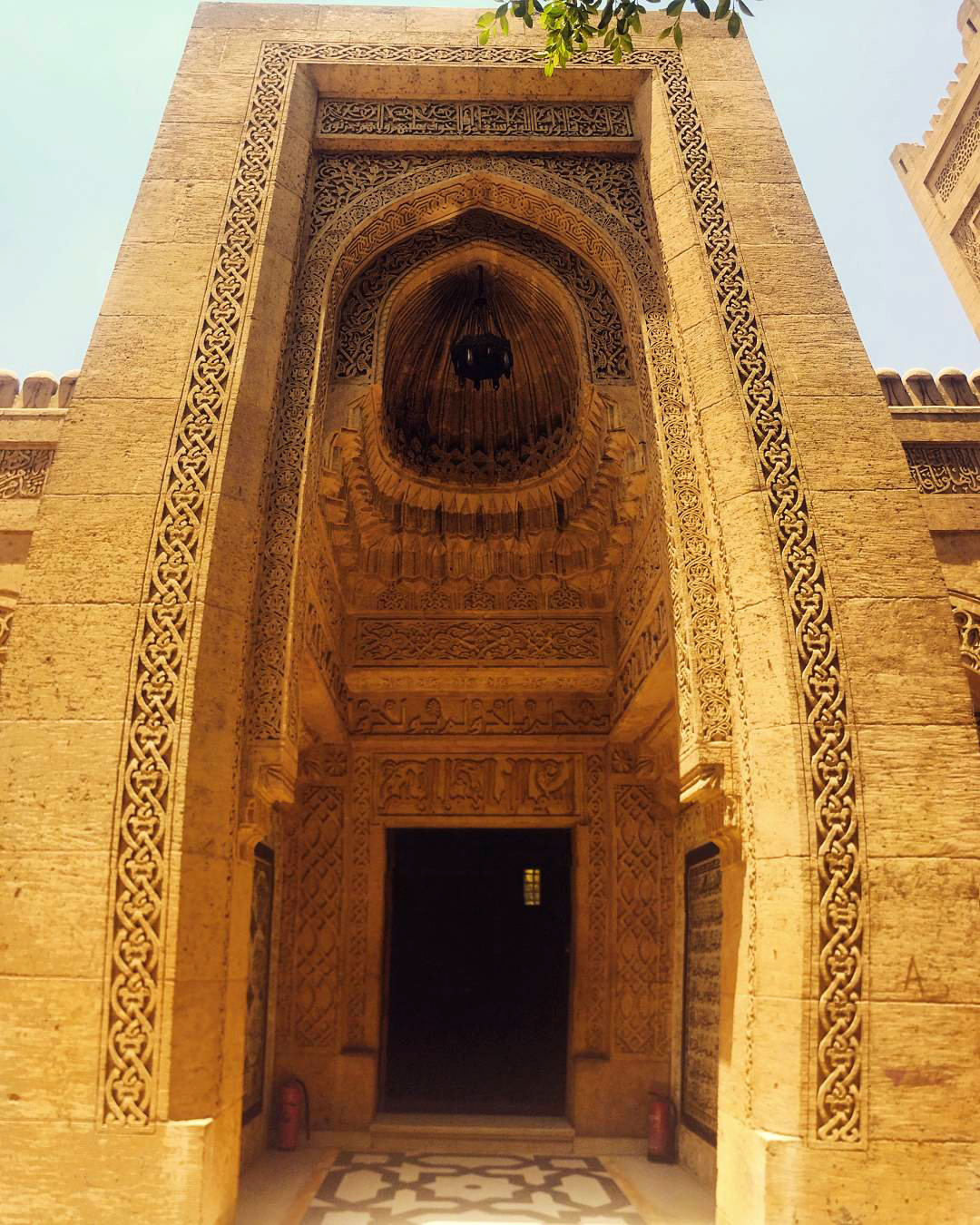
المسجد
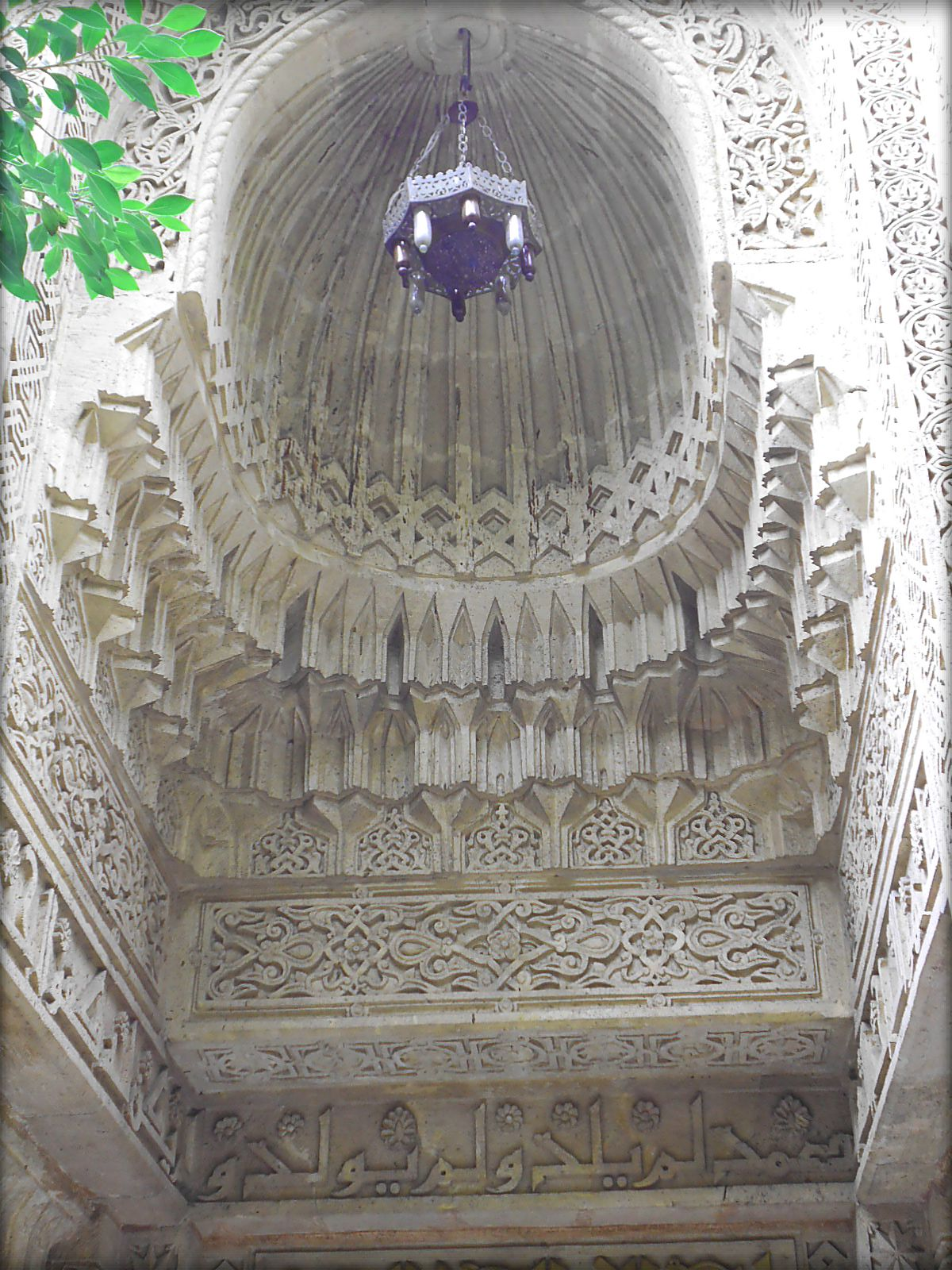
المسجد
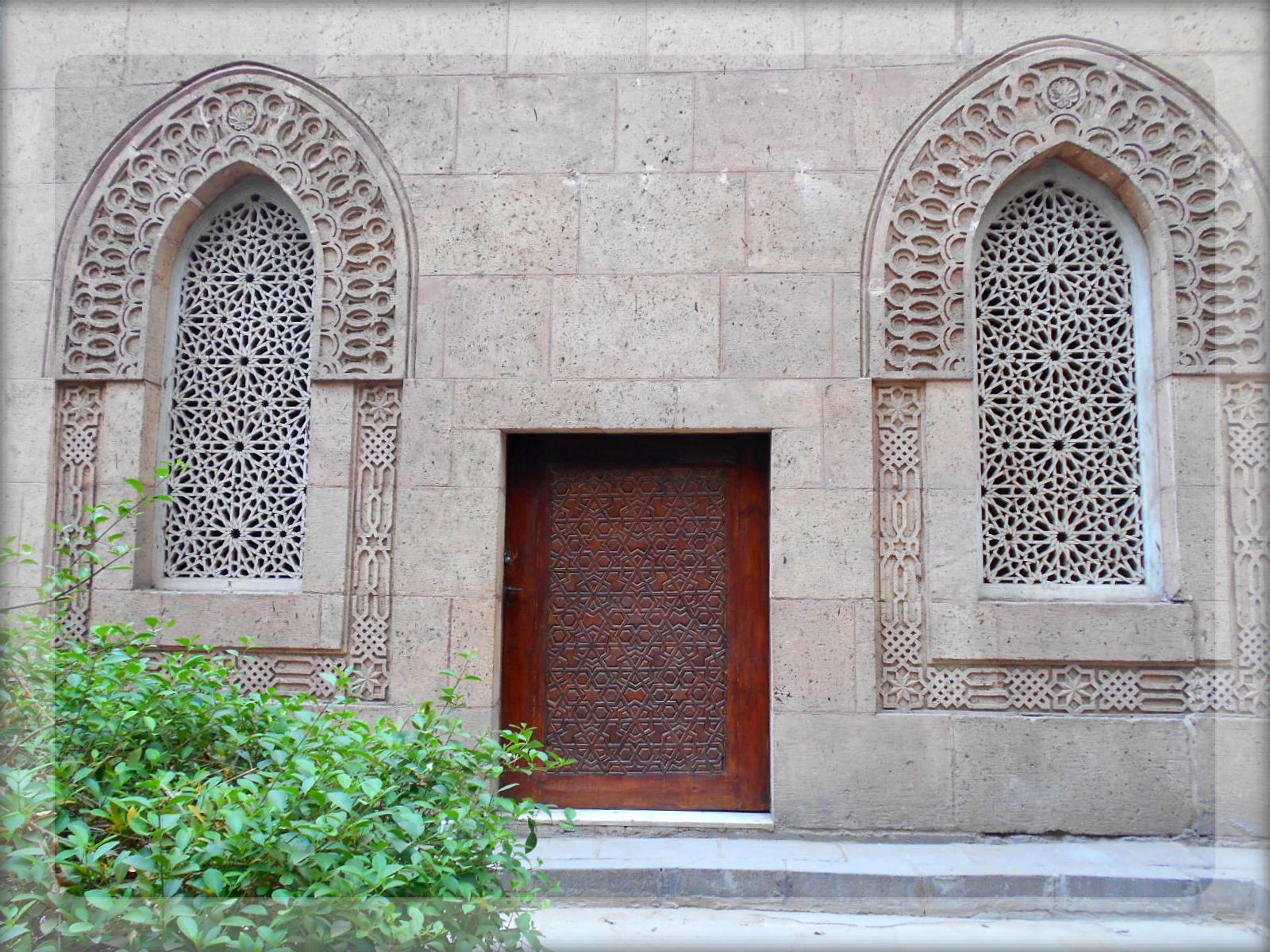
المسجد
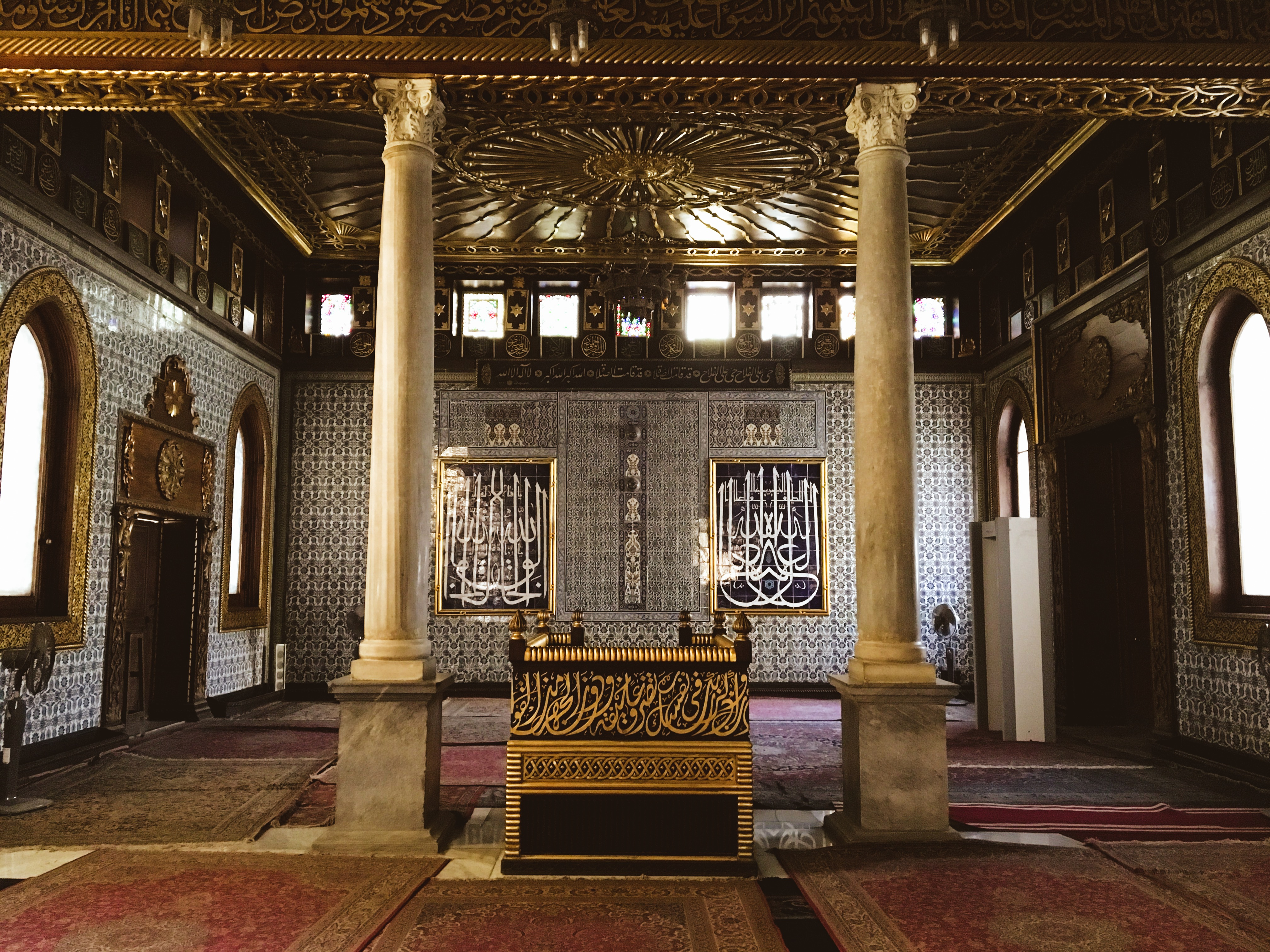
المسجد
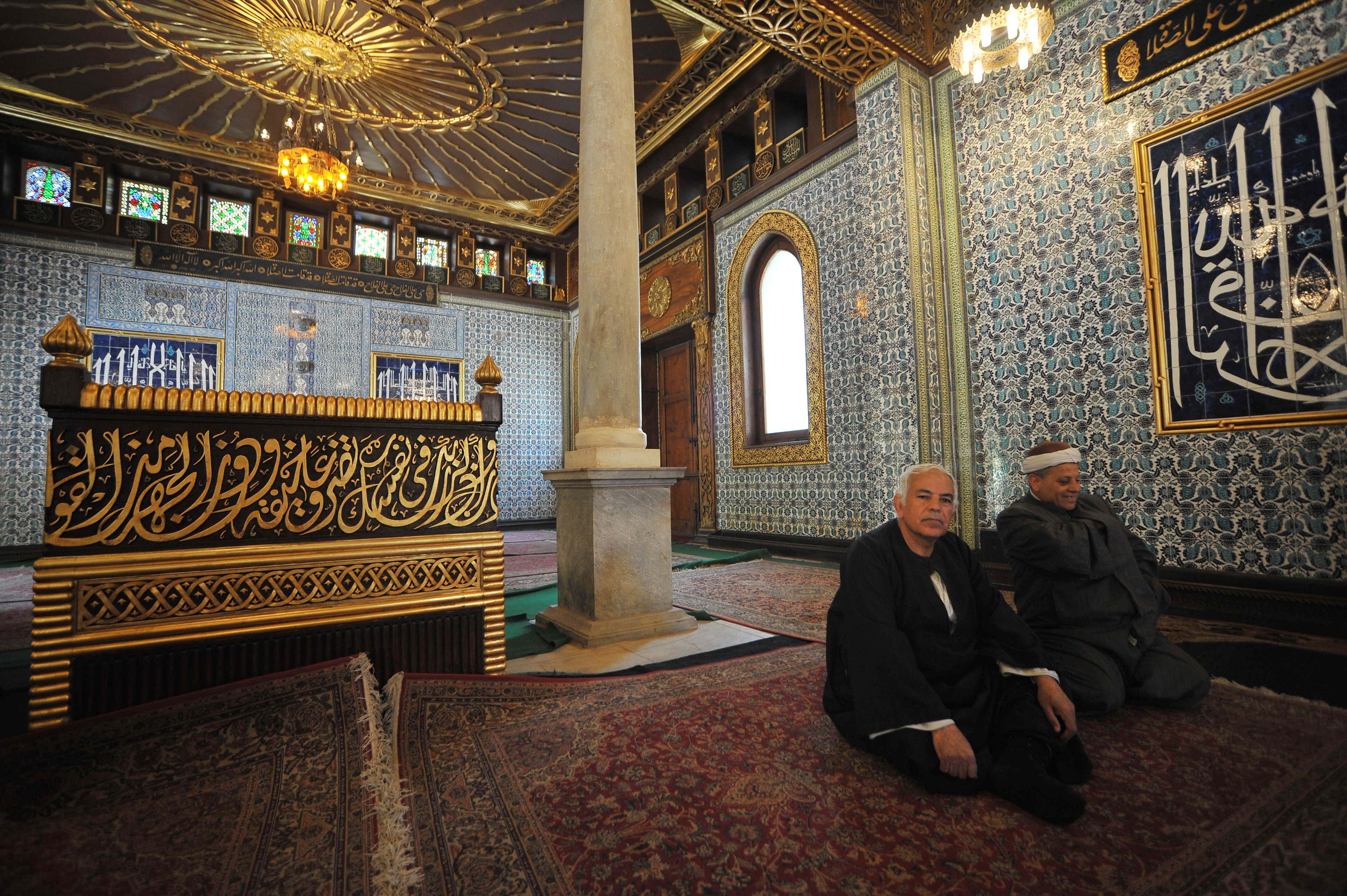
المسجد
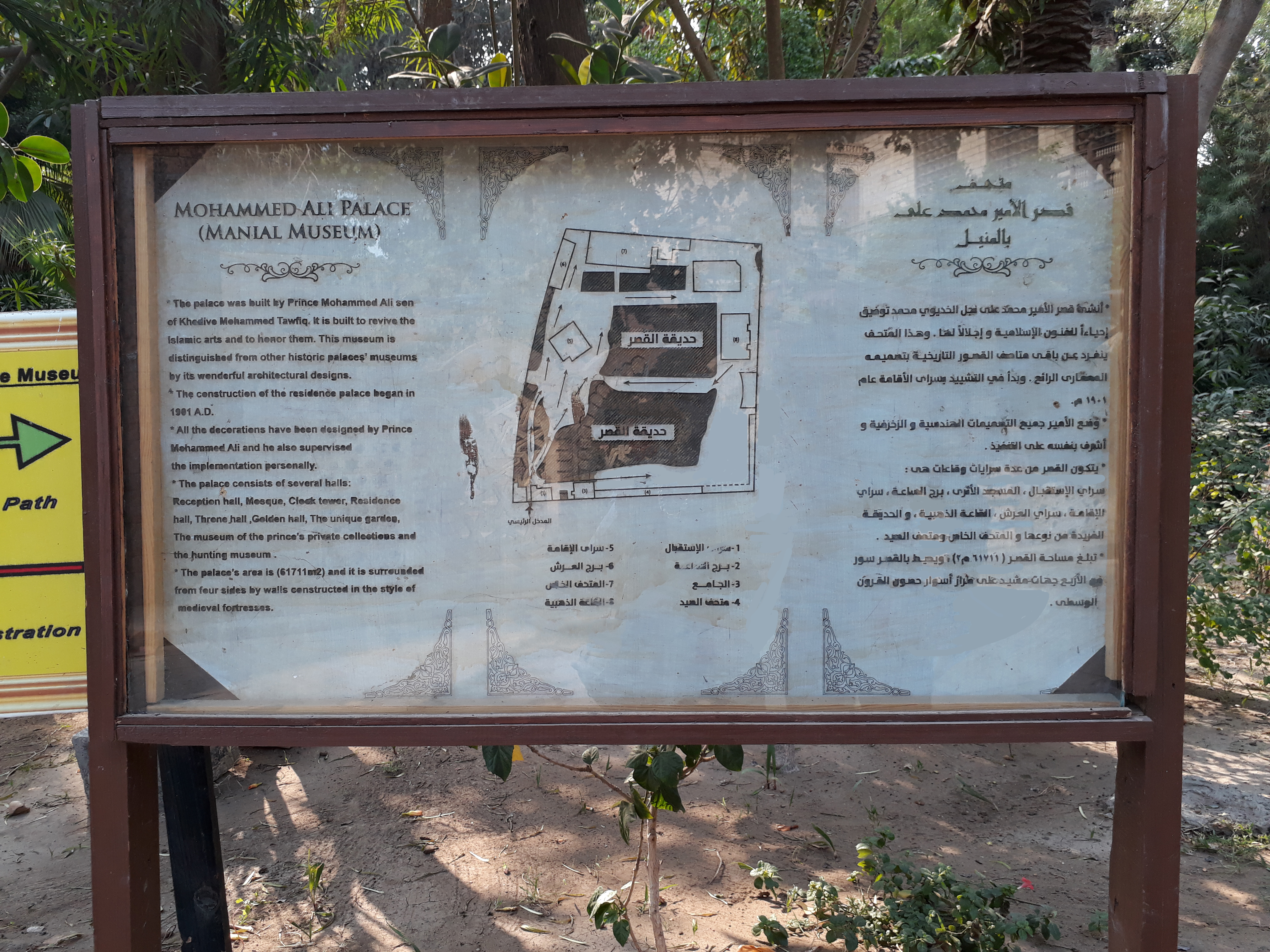
لوحات تعريفية
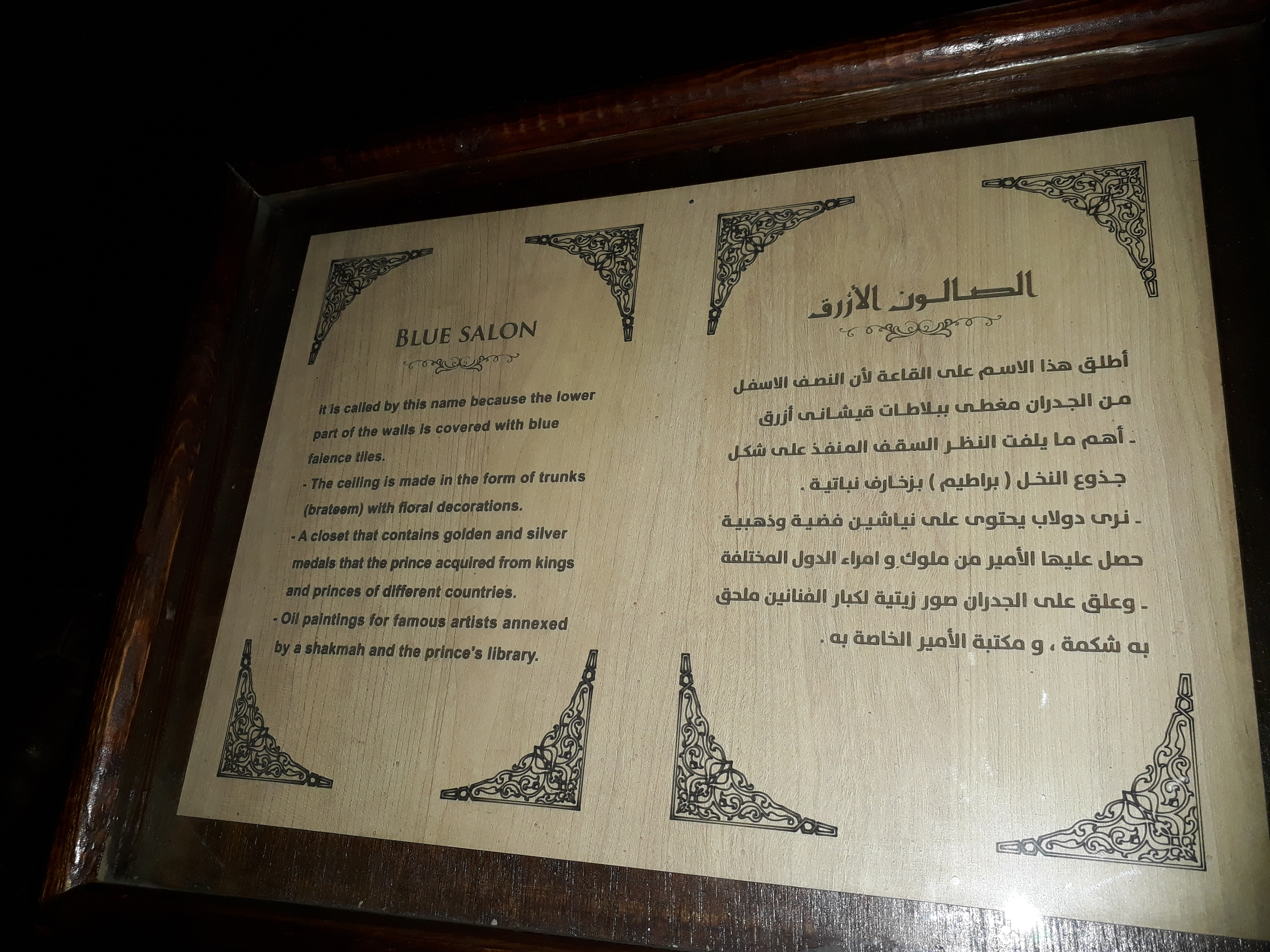
لوحات تعريفية
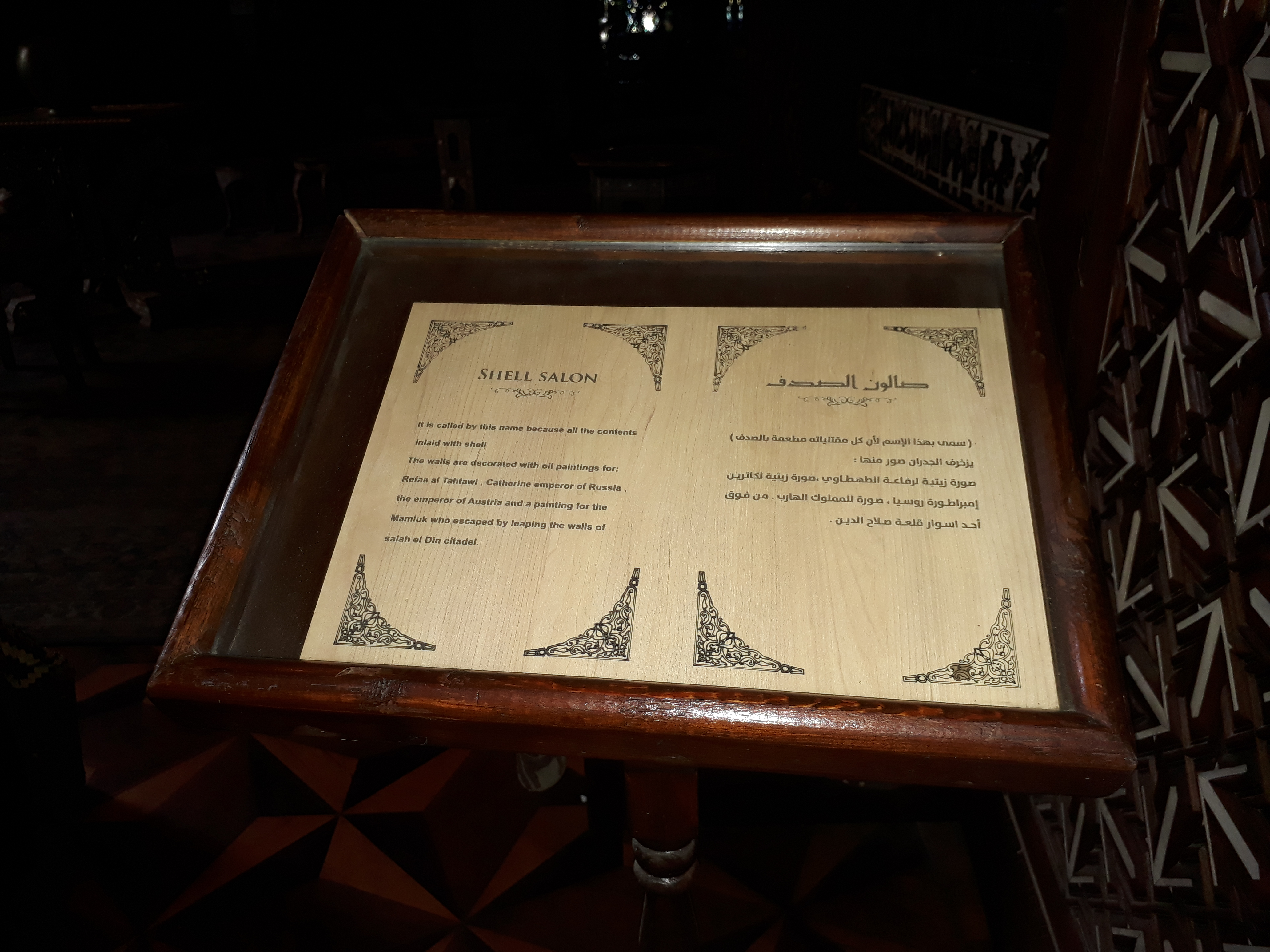
لوحات تعريفية
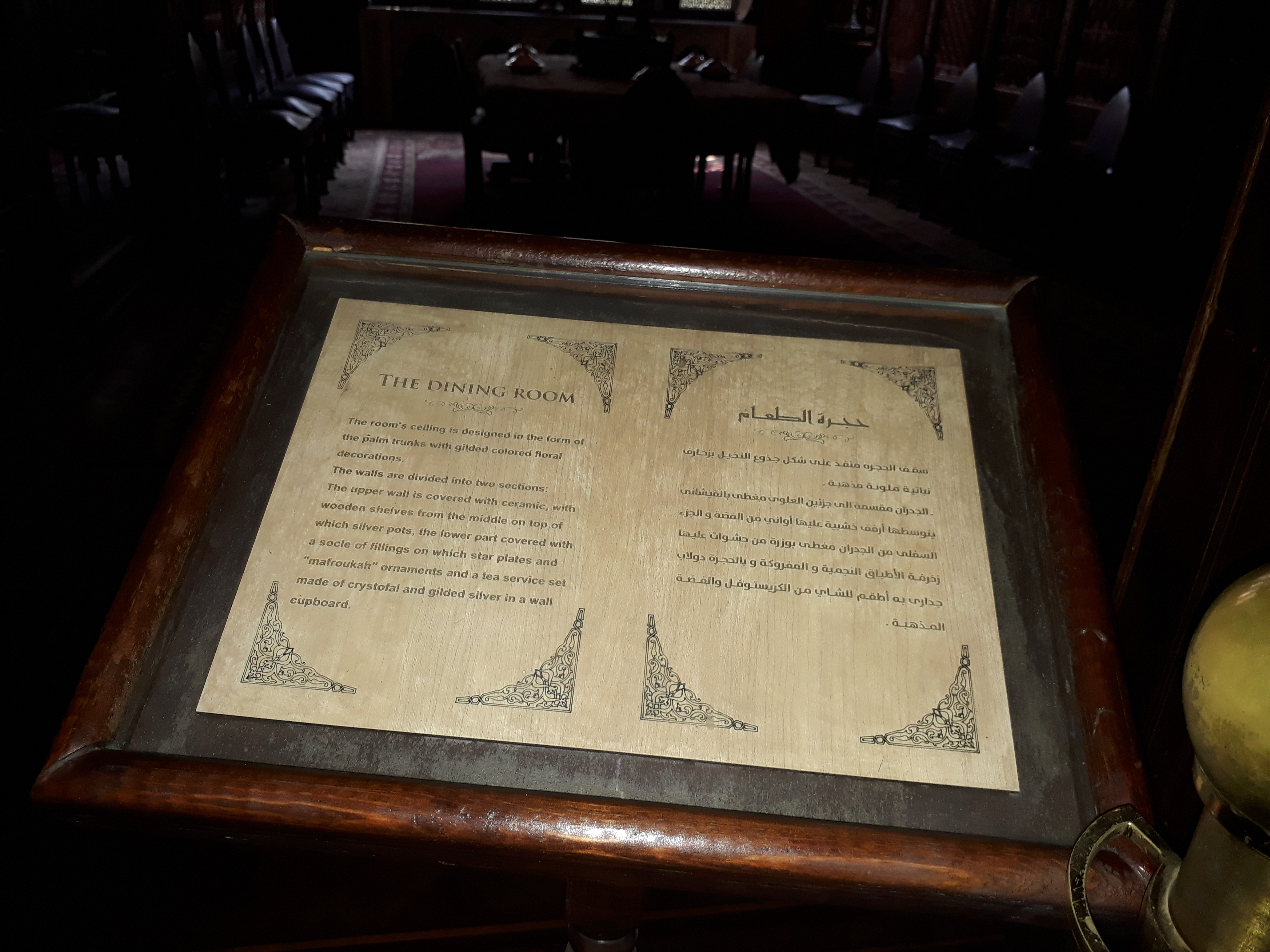
لوحات تعريفية
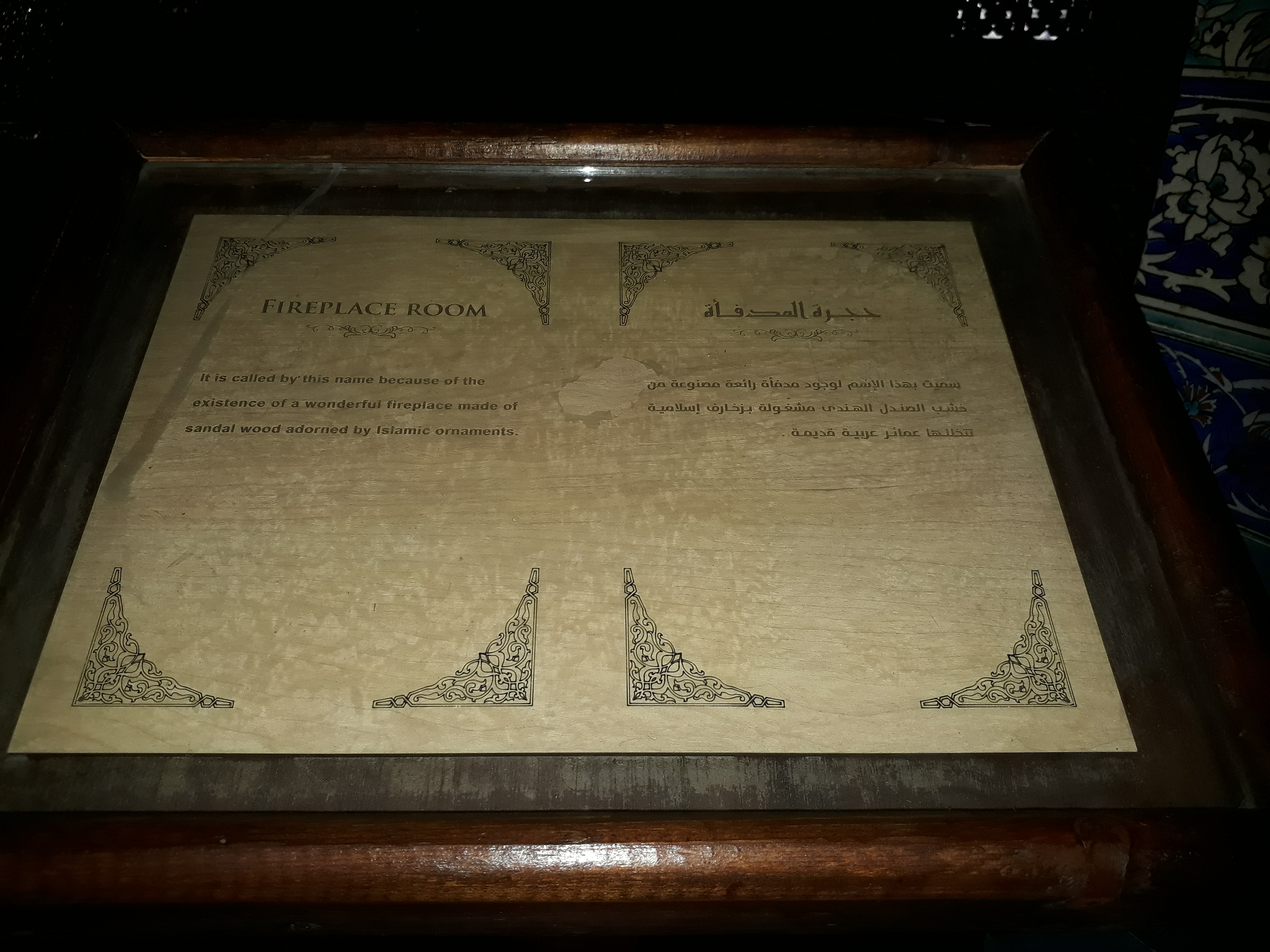
لوحات تعريفية
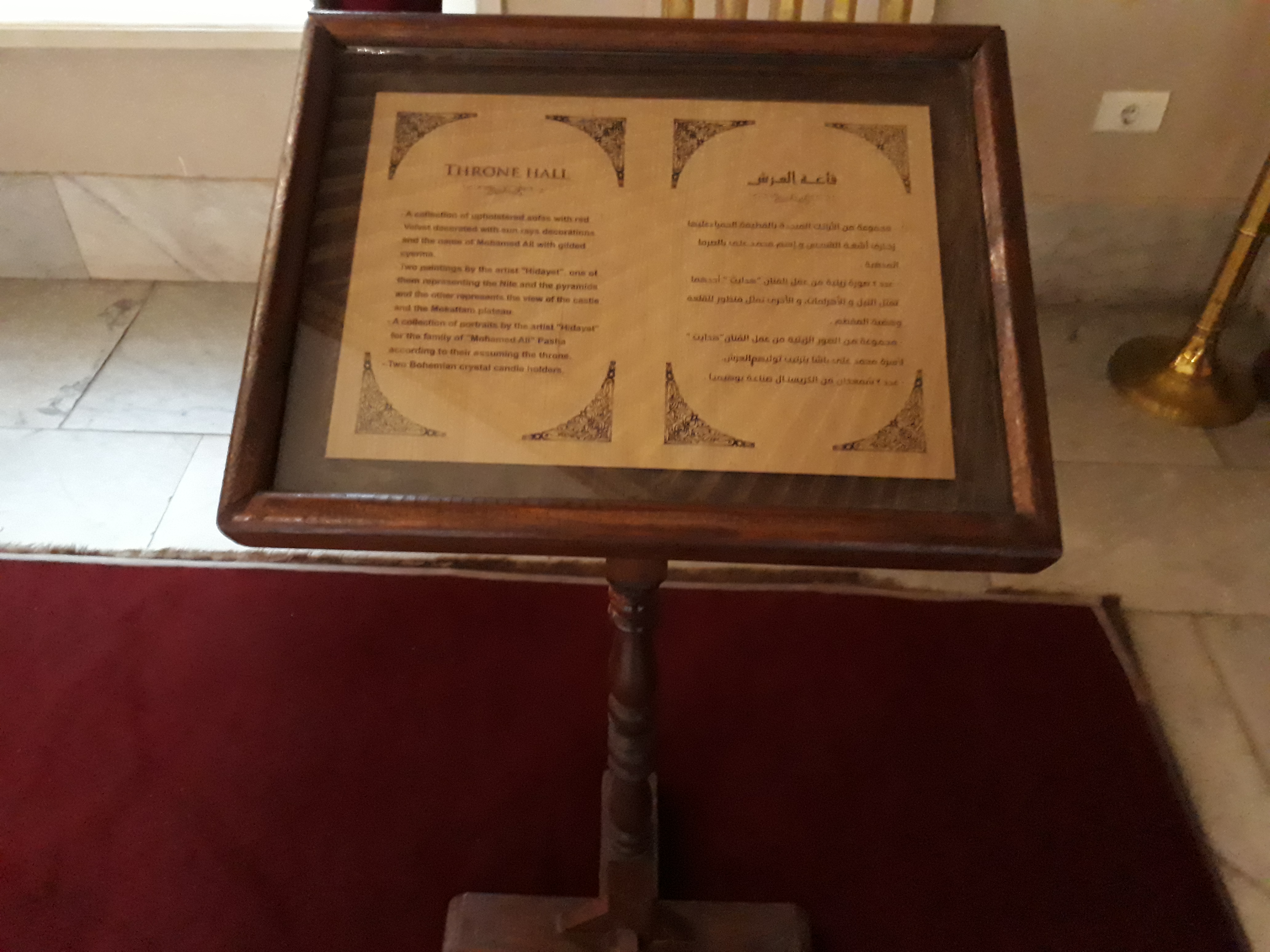
لوحات تعريفية
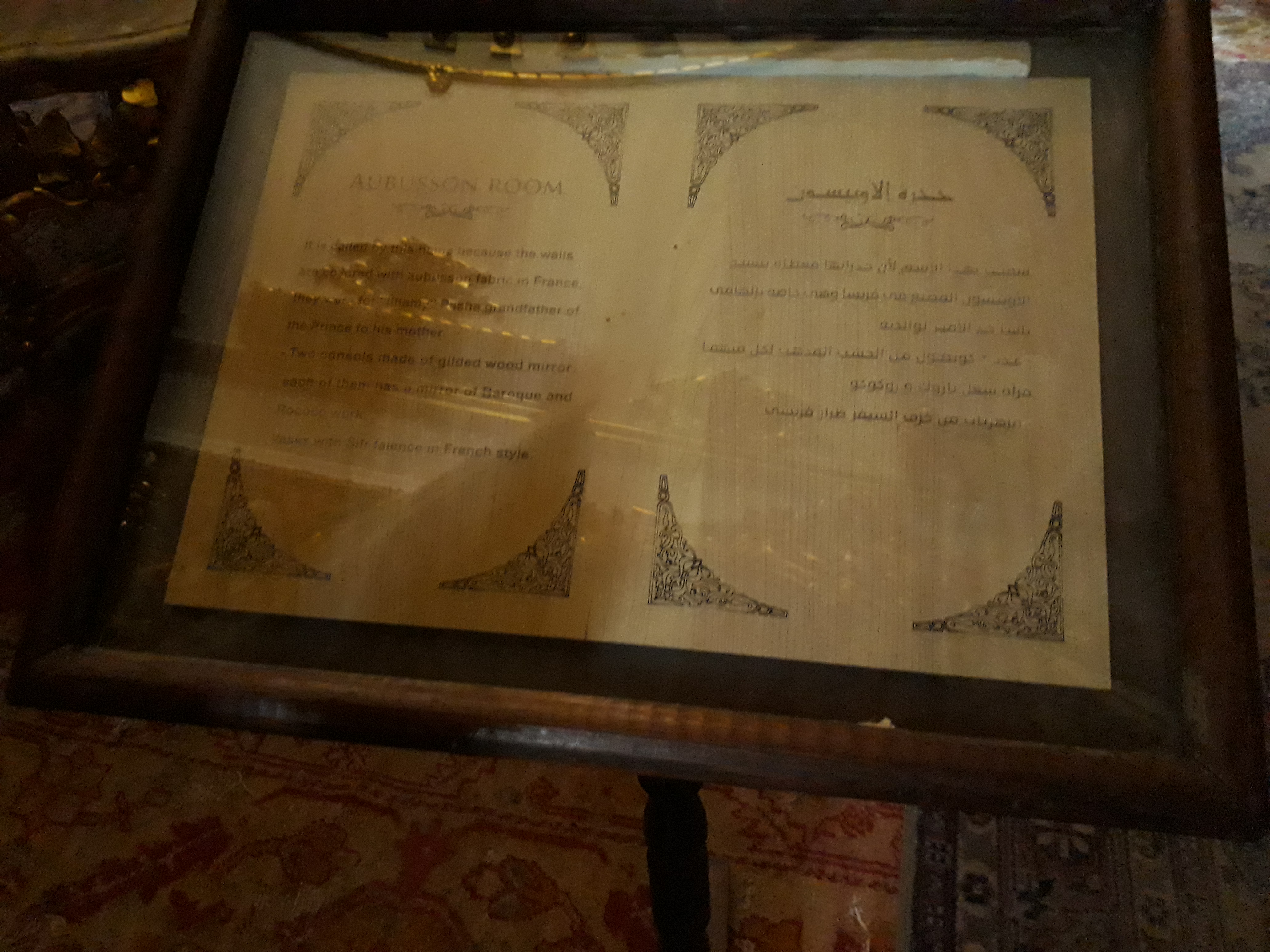
لوحات تعريفية
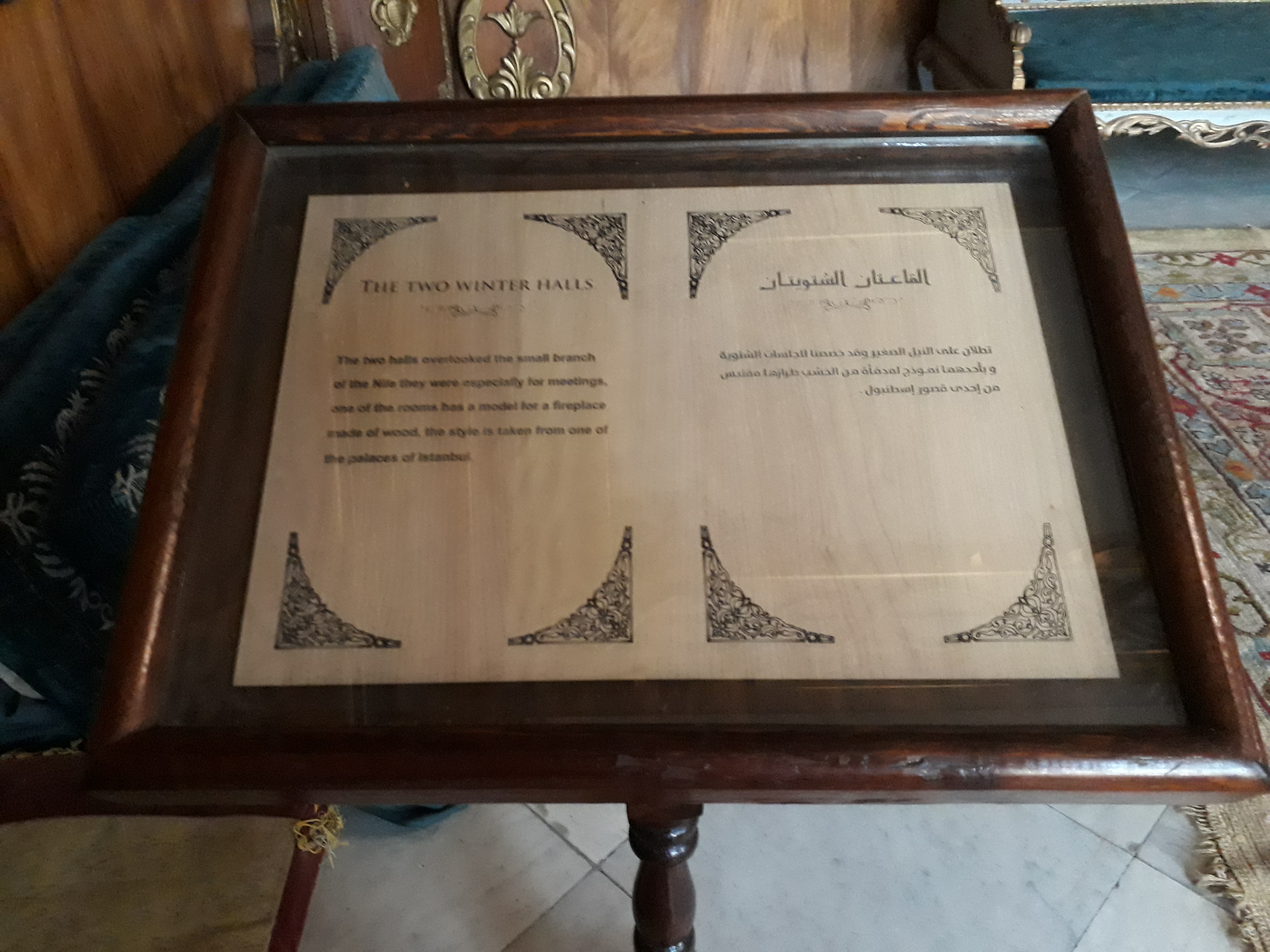
لوحات تعريفية